# Denis Diderot
« Diderot » redirige ici. Pour les autres significations, voir Diderot (homonymie).
Denis Diderot, né le 5 octobre 1713 à Langres et mort le 31 juillet 1784 à Paris, est un écrivain, philosophe et encyclopédiste français des Lumières, à la fois romancier, dramaturge, conteur, essayiste, critique d'art, critique littéraire et traducteur.
Qualifié de « Prométhée des Lumières », Diderot était doté d’une curiosité inlassable, d’une extrême sensibilité et d’une mémoire prodigieuse, si bien que son érudition couvrait un vaste éventail de domaines, allant de l’histoire ancienne à la chimie, en passant par les mathématiques et la physiologie. En plus de ses essais sur des questions de biologie, d’économie, de physique, d’éducation et de politique, il a laissé son empreinte dans l’histoire des divers genres littéraires auxquels il s’est essayé. Au théâtre, il pose les bases du drame bourgeois et recommande à l’acteur de s’adresser à un quatrième mur dans Paradoxe sur le comédien. Il révolutionne le roman avec La religieuse et la parodie du roman avec
Jacques le Fataliste et son maître, explore diverses formes de dialogue philosophique dans Le Rêve de d’Alembert, Le Neveu de Rameau et Ceci n'est pas un conte, et développe le genre de la critique d'art à travers ses Salons. En outre, il est durant vingt ans la cheville ouvrière d’un des ouvrages les plus marquants de son siècle, la célèbre Encyclopédie, grâce à laquelle il est en contact avec les recherches scientifiques les plus récentes et pour laquelle il rédige quelque 5 000 articles, en partie de façon clandestine, expliquant notamment les grandes religions et les techniques artisanales tout en dénonçant les croyances erronées auxquelles il applique des principes de méthodologie historique.
Surnommé « le philosophe » par ses contemporains, il professe un matérialisme à fondement scientifique — ce qui lui vaudra plus de trois mois de prison — et montre les rapports entre les sens et les idées, même les plus purement intellectuelles. Sans cesse en lutte contre le dogmatisme religieux et l’intolérance, il est un des principaux représentants du mouvement des Lumières avec Voltaire et son ami Rousseau — avec qui il aura une rupture déchirante. Invité à Saint-Pétersbourg par l’impératrice de Russie Catherine II, il tentera en vain de la convaincre d’adopter un système de gouvernement démocratique. Profondément épris de justice et de liberté, il donne un fondement philosophique à la révolution et dresse un réquisitoire sans appel contre le colonialisme et la pratique de l’esclavage.
Même s’il a beaucoup contribué par ses écrits à la chute de l’Ancien Régime, il est rejeté par la Révolution française en raison de son athéisme. Cet écrivain qui disait écrire pour les générations futures devra attendre la fin du XIXe siècle pour que son œuvre soit redécouverte. Certains de ses textes sont restés inédits jusqu’au XXIe siècle.

## Biographie

### Jeunesse (1713-1728)
La famille de Diderot était installée depuis plusieurs générations à Langres, petite ville de quelque 8 000 habitants en Champagne, à 240 km à l’est de Paris. Son grand-père Denis Diderot (1654-1726), coutelier et fils de coutelier, avait épousé en 1679 Nicole Beligné (1655-1692), issue de la célèbre maison de coutellerie Beligné.
Sa mère Angélique Vigneron (1677-1748) était la fille d’un maître tanneur. Son père Didier Diderot (1685-1759), maître coutelier, était réputé pour ses instruments chirurgicaux, scalpels et lancettes, dont il avait perfectionné la forme. Il était respecté pour son jugement et sa probité.
Mariés en 1712, ses parents eurent neuf enfants dont quatre seulement atteignirent l’âge adulte : deux garçons et deux filles. Denis naît à Langres, le 5 octobre 1713, peu après la mort du premier enfant. Il est baptisé le lendemain en l’église Saint-Pierre-Saint-Paul de Langres.
Malgré les tensions que Denis aura avec son père à l’âge adulte, ce dernier lui a transmis ses préoccupations morales et un intérêt pour la technique qui l’aidera dans sa rédaction de l’Encyclopédie.

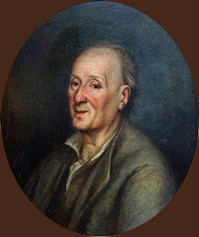
Portrait supposé de Didier Diderot, maître coutelier de Langres (artiste inconnu), musée d'art et d'histoire de Langres.

Diderot était l’aîné de la fratrie. Sa sœur Angélique (1720-1749), est entrée chez les Ursulines à l’âge de 19 ans et est devenue folle en 1748, avant de mourir un an plus tard. Son histoire inspira en partie La Religieuse. Son frère cadet Didier-Pierre (1722-1787) embrassa la carrière ecclésiastique et devint chanoine de la cathédrale de Langres. Les relations entre les deux frères furent conflictuelles jusqu’à la fin, Didier refusant encore tout contact avec la fille de son frère bien après sa mort. Sa sœur Denise (1715-1797), enfin, restée à Langres, sera le lien permanent et discret entre Diderot et sa région natale.
En octobre 1723, Denis, qui avait déjà appris le latin avec un précepteur privé, est admis au collège jésuite de Langres, proche de sa maison natale. À douze ans (1725), ses parents envisageaient pour lui la prêtrise : il reçoit la tonsure de l’évêque de Langres le 22 août 1726 et prend le titre d’abbé ainsi que la tenue ecclésiastique. Il est prévu qu’il succéderait à son oncle, Didier Vigneron, frère aîné de sa mère et chanoine à Langres, mais la mort prématurée et sans testament de ce dernier ne permet pas à Denis de bénéficier de sa prébende,. Le jeune Diderot termine donc ses études au collège en se distinguant à la fois comme un élève batailleur et indiscipliné mais extrêmement brillant, raflant tous les prix de fin d’année.

### Premières années parisiennes (1728-1745)
Peu intéressé par la carrière ecclésiastique, ni par l’entreprise familiale et les perspectives de la vie en province, Denis décide d’aller à Paris pour devenir jésuite. Son père l’accompagne jusqu’à la grande ville en fin 1728 ou début 1729 et l’inscrit au collège d'Harcourt. Il obtient le diplôme de maîtrise ès arts trois ans plus tard, le 2 septembre 1732. puis entre à la Sorbonne. Le 6 août 1735, il reçoit une attestation de l’université de Paris confirmant qu’il a étudié avec succès la philosophie pendant deux ans et la théologie durant trois ans. Vers 1731 ou 1732, il pourrait entreprendre les démarches auprès de l’évêque de Langres afin d’obtenir un poste, mais abandonne vite l’idée.
De 1736-1738, Diderot travaille pour l’avocat Clément Le Ris, mais passe le plus clair de son temps à lire les auteurs grecs et latins, étudier les mathématiques, apprendre l’anglais dans un dictionnaire latin-anglais et aussi l’italien. Il est passionné par le théâtre, mais essaie en vain d’apprendre à danser. Il avouera plus tard à Sophie Volland : « Les premières années que je passai à Paris avaient été fort dissolues » ; « avec cet air vif, ardent et fou que j'avais », le jeune homme plaisait aux femmes. L'avocat ayant alerté le père Diderot, celui-ci répondit que son fils devait choisir entre trois professions : médecin, procureur ou avocat. Denis ayant répondu qu’il aimait l’étude et ne voulait aucune de ces professions, son père lui supprima sa pension et resta insensible à ses lettres. Denis se fit un peu d’argent en servant de précepteur durant trois mois chez le banquier Élie Randon de Massanes, mais abandonna cette tâche qui l’occupait du matin au soir. Pendant un temps, il vécut d’expédients, rédigeant des sermons pour un missionnaire ou extorquant de l’argent à Frère Ange, un carme de Langres à qui il avait promis de se faire moine.
Il va souvent au théâtre et connaît par cœur de grandes tirades de Molière et de Corneille. Il s'intéresse au jeu théâtral et se livre à des études sur la gestuelle des comédiens. Ses préoccupations prennent progressivement une tournure plus littéraire et il donne quelques articles au Mercure de France, le premier de ceux-ci étant une épître en vers pour envoyer ses vœux à M. Basset, en janvier 1739. Vers la même date, il annote une traduction de l'Essay on man d’Alexander Pope par Étienne de Silhouette, puis se tourne vers la traduction.

### Mariage clandestin et premiers écrits (1743-1749)
Entre 1740 et 1746, Diderot déménage fréquemment sans jamais s’éloigner du Quartier latin. En 1740 il se trouve rue de l’Observance puis rue du Vieux-Colombier et rue des Deux-Ponts.
En 1742, il devient amoureux d’Anne-Antoinette Champion (1710-1796), une blanchisseuse de 31 ans qu’il appelle Toinette ou Nanette, et qui vivait dans l’immeuble où il logeait. Toinette, dont le père était mort quand elle avait trois ans, était d’origine noble mais vivait pauvrement en raison de désastres financiers. Elle avait été dans un couvent jusqu’à l’âge de 13 ans mais était à peine capable de lire. Pour surmonter les réticences de sa mère, Diderot se présente en habit ecclésiastique et réussit à s’entretenir avec la belle Toinette, qui accepte de l’épouser. Diderot effectue un premier retour à Langres pour solliciter auprès de son père le droit de se marier — la majorité matrimoniale étant fixée à 30 ans à cette époque —, mais il essuie un refus car son père estime que cette femme est en dessous de sa classe sociale de bourgeois. Comme Denis persiste, son père tente de bloquer ce projet de mariage en le faisant enfermer dans un monastère de Carmélites, où il est tonsuré et moqué par les moines. Après quelques jours, Denis réussit à s’échapper durant la nuit et se rend à Troyes, à 120 km de là, mais doit rester caché pour éviter d’être repris par la police. Toinette, qui avait abandonné l’idée de l’épouser à la suite d’une lettre de son père, apprend après quelques mois que Denis est très malade. Elle lui rend visite avec sa mère et l’aide à se remettre. Les deux amoureux se marient alors secrètement en l’église Saint-Pierre-aux-Bœufs le 6 novembre 1743. Le jeune couple s’installe rue Saint-Victor (1743).

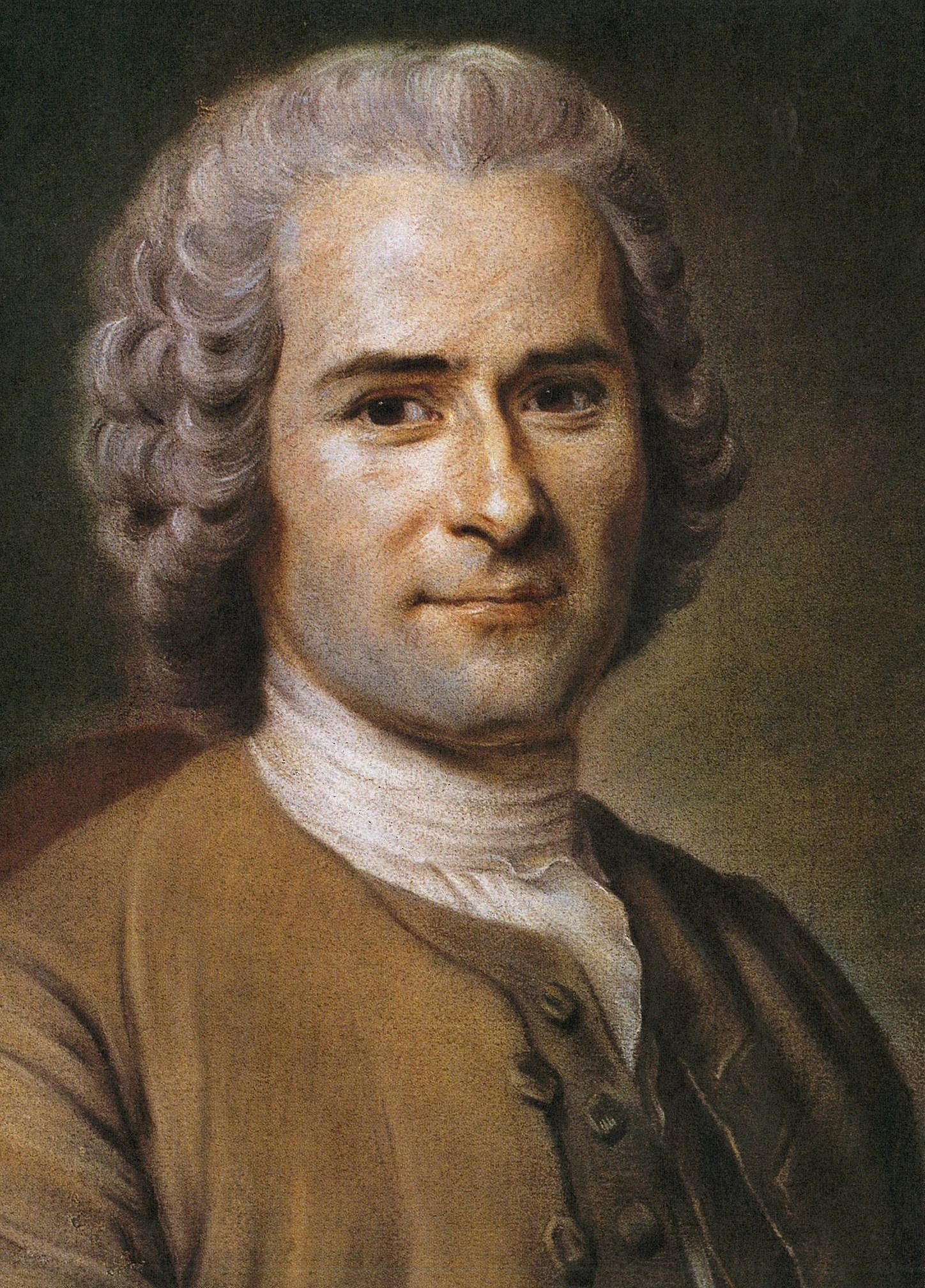
Jean-Jacques Rousseau vers 1753 par Maurice-Quentin de La Tour.

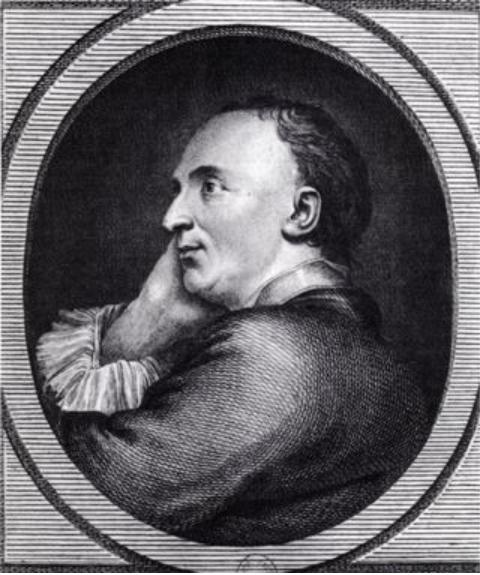
Gravure de Pierre Chenu (1760) d’après Jean-Baptiste Garand, 1760. Salon de 1767

Cette union ne sera pas heureuse longtemps. D'un naturel jaloux, Diderot confine son épouse à la maison et lui fait abandonner son travail de dentellière, ce qui accentuera son caractère hargneux. Diderot délaisse rapidement une épouse fort éloignée de ses intérêts littéraires et entretient, de 1746 à 1751, une liaison avec Madeleine de Puisieux — proto-féministe, celle-ci traduit des ouvrages anglais et publie Conseils à une amie (1749) et Caractères (1750) — mais dont l’abbé Raynal dira qu’elle « n’était pas digne de l’attachement de M. Diderot. » En dépit de ses écarts conjugaux, il aura toujours soin de protéger les siens ; de son couple, naîtront quatre enfants dont seule la cadette, Marie-Angélique (1753-1824), atteindra l’âge adulte.
L'année 1742 marque le début de son amitié avec Jean-Jacques Rousseau qu’il rencontre au Café de la Régence, alors qu’il observait des joueurs d’échec Très vite, ils découvrent qu’ils ont en commun l’amour de la musique, du théâtre, de la philosophie et de la littérature. Une forte amitié naît entre les deux hommes.
Diderot a entamé sa carrière littéraire par des traductions, qui lui permirent de subvenir initialement aux besoins de sa famille. En 1746, le couple s’installe rue Traversière puis, en avril, rue Mouffetard, chez François-Jacques Guillotte, un officier militaire qui fournira plus tard un article à l’Encyclopédie sur la construction des ponts. La même année, 1746, il publie de façon anonyme Pensées philosophiques, sa première œuvre personnelle, qu’il a peut-être publiée sur les instances de sa maîtresse de l’époque, Madeleine de Puisieux. L'ouvrage suscite une forte réaction et est vite condamné à être « lacéré et brulé ». On attribue souvent à cette publication la forte et durable hostilité que suscitera Diderot.
Il rencontre à cette époque Jean-Philippe Rameau et collabore à la rédaction de sa Démonstration du principe de l'harmonie (1750). D'une curiosité inlassable, Diderot fréquente les leçons des savants, s’intéresse au calcul des probabilités, à l’Histoire naturelle de Buffon et à la physiologie. Il suit les démonstrations de chirurgie de César Verdier ainsi que, de 1754 à 1757, les cours de chimie de Guillaume-François Rouelle — archétype du savant distrait — dont il publiera les notes de cours sous le titre Introduction à la chimie.

### Château de Vincennes (24 juillet au 3 novembre 1749)

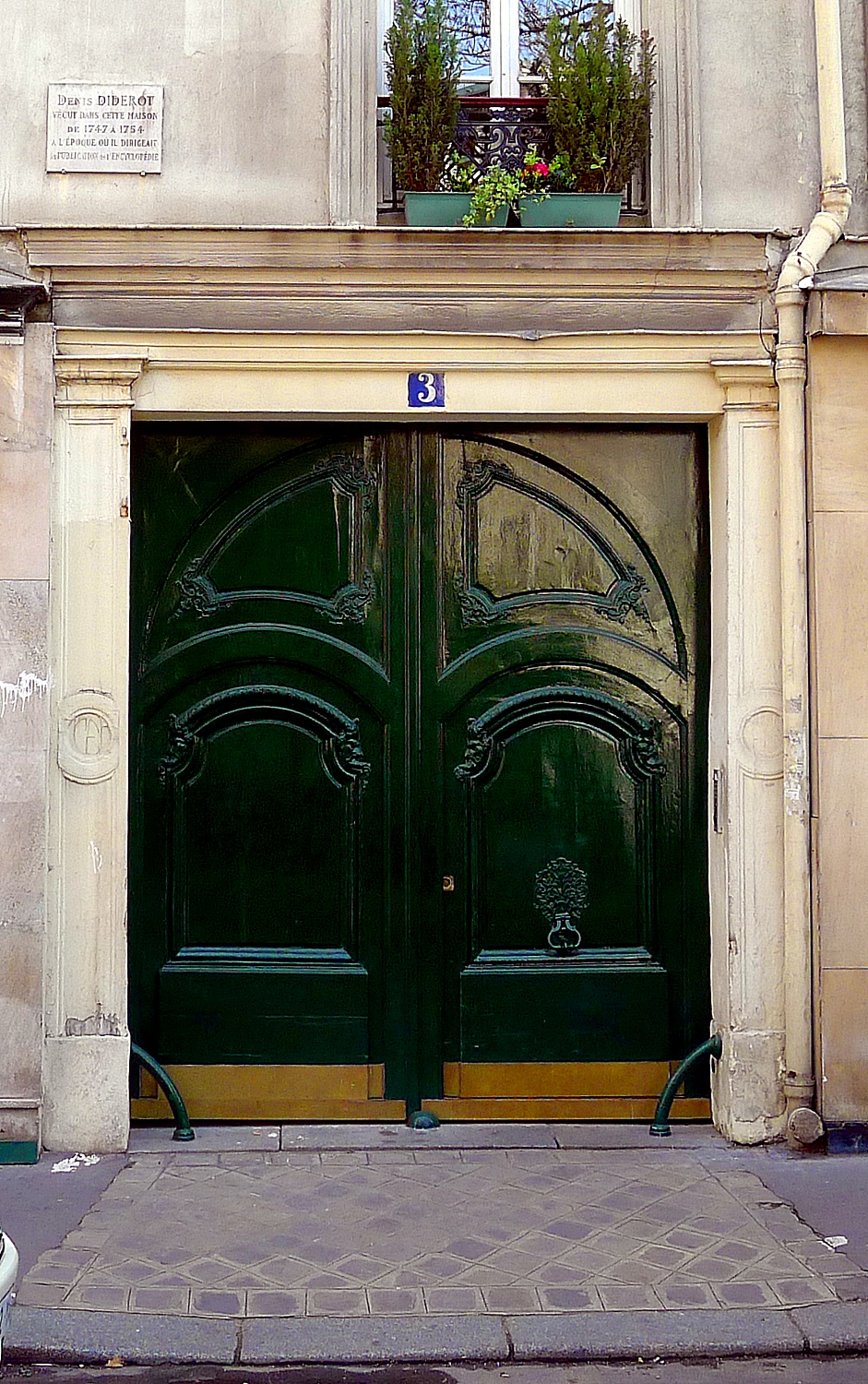
Le no 3 de la rue de l’Estrapade où vivait Diderot de 1747 à 1754, à l’époque de son arrestation.

Les positions matérialistes de sa Lettre sur les aveugles à l'usage de ceux qui voient, qui paraît en 1749, achèvent de convaincre la censure que son auteur, surveillé depuis quelque temps, est un individu dangereux. Surtout, en cette année 1749, le pouvoir et l’ordre à Paris sont menacés par des problèmes économiques qui paupérisent une partie de la population. En outre, la signature du Traité d'Aix-la-Chapelle (1748) a amené en ville nombre de militaires désœuvrés qui enlèvent, violent et tuent. Des rumeurs circulent accusant la police royale d’enlever des enfants pour les emmener à Versailles afin que Louis XV puisse se baigner dans leur sang. La police est pressée d’agir. La Lettre sur les aveugles est condamnée et Diderot est arrêté chez lui, rue de l'Estrapade et emmené au château de Vincennes où il sera incarcéré trois mois sur ordre du préfet de police Berryer. Selon le procès-verbal de l’interrogatoire, quand ce dernier interroge le prévenu le 31 juillet 1749, Diderot nie fermement être l’auteur de la Lettre en question.

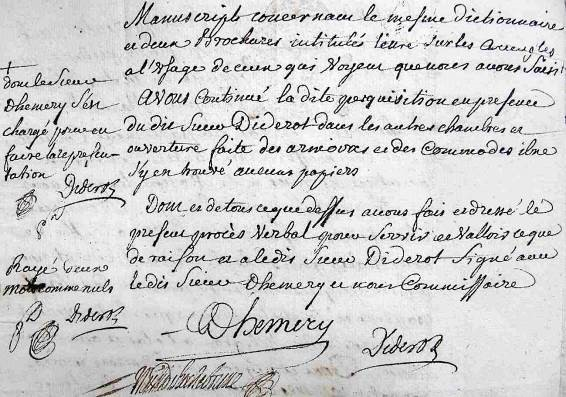
Extrait du procès-verbal de l’arrestation de Diderot (France, Archives nationales).

À son domicile, la police saisit toutefois le manuscrit de La Promenade du sceptique mais cherche vainement le manuscrit de L'Oiseau blanc : conte bleu. Toutefois, le policier se rend chez Laurent Durand, imprimeur de cet ouvrage, qui se montre nettement plus coopératif. Après quatre semaines de cellule, Diderot change de stratégie et écrit une longue lettre à Berryer pour faire amende honorable et tenter de l’apitoyer. En outre, il écrit au comte d’Argenson, alors ministre de la censure et de la guerre, une lettre assez flatteuse dans laquelle il lui annonce que, en tant qu’éditeur de l’Encyclopédie, il avait envisagé de lui dédicacer cet ouvrage — ce qu’il fera d’ailleurs deux ans plus tard. N'ayant pas de réponse de Berryer, il lui écrit une autre lettre dans laquelle il avoue être l’auteur des Pensées philosophiques, des Bijoux indiscrets et de la Lettre sur les aveugles. Berryer lui donne alors une cellule beaucoup plus confortable ainsi qu’un droit de visite.
Durant sa détention, Diderot traduit l’Apologie de Socrate de Platon, qui relate les derniers jours du philosophe grec dans sa prison. Il y fait preuve d’un « réel savoir d’helléniste » et la juge assez bonne pour la communiquer à son ami Jean-Jacques Rousseau. Un jour, lors d’une de ses visites, ce dernier lui raconte avoir eu en chemin la fameuse illumination qui l’amènera à écrire, sur le conseil de son ami, son Discours sur les sciences et les arts.
Outre la visite de sa femme Toinette et de Madame de Puisieux, il a des réunions de travail avec ses éditeurs et se remet à l’Encyclopédie avec son co-éditeur d’Alembert et Louis-Jacques Goussier, responsable des illustrations. Il reçoit aussi le soutien de Voltaire — qui évoque à son propos l’incarcération de Socrate — et d’Émilie du Châtelet qui parvient à faire assouplir ses conditions de détention. Le Breton, qui a ses entrées à la Cour en tant qu’éditeur de l’Almanach royal, fait valoir les impacts négatifs pour la prospérité du royaume si le projet devait être abandonné et l’entraîner à la ruine. Diderot est libéré après 102 jours de prison et il s’engage à modérer ses écrits. Il sera désormais d’une grande prudence dans ses publications, préférant même réserver certains de ses textes à la postérité ou à jouer de discrétion afin de contourner la censure. Cette lutte, qui sera incessante jusqu’à la fin de la publication de l’Encyclopédie, est le premier positionnement de Diderot à l’égard du pouvoir.

### L'Encyclopédie(1747-1772)

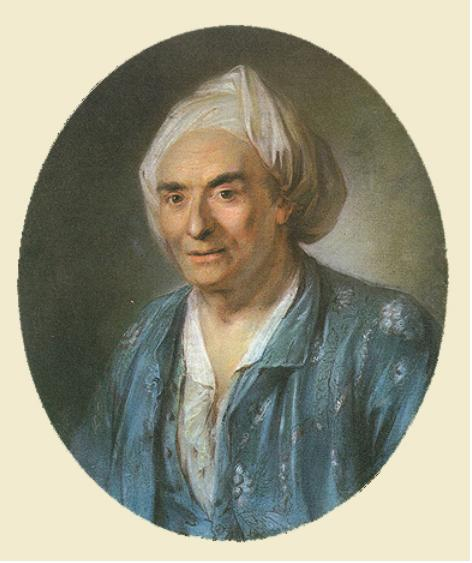
Diderot par Claude Bornet (1763).

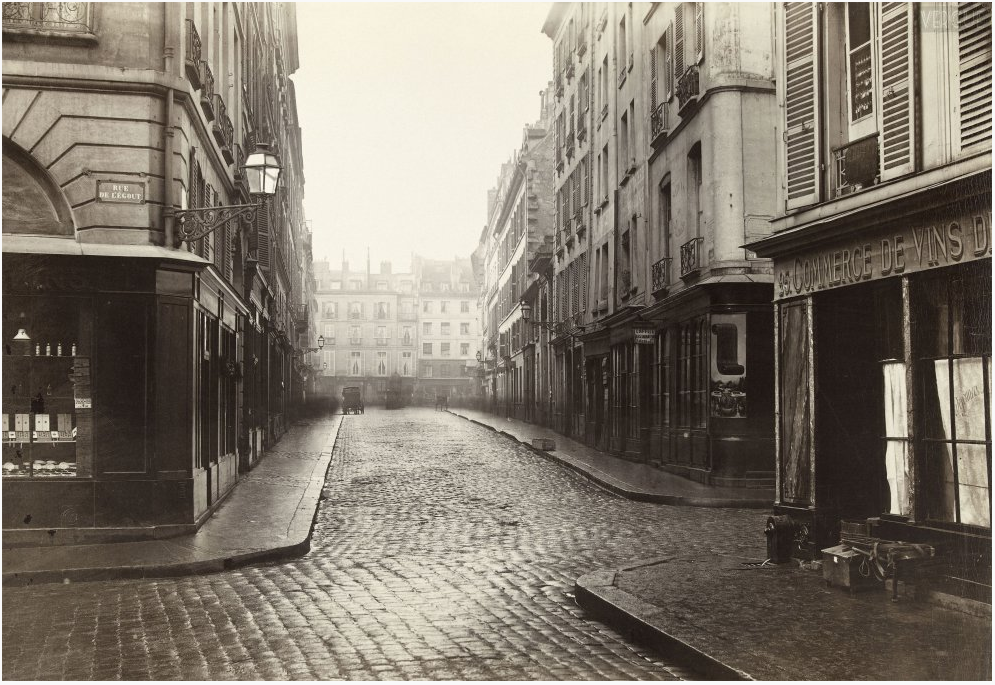
La rue Taranne en 1866 vue par Charles Marville : le logis de Diderot était situé au-dessus du restaurant Laffitte, au no 1, et faisait l’angle avec, à droite, le début de la rue Saint-Benoît.

L'année 1747 marque le début des pleines responsabilités de Diderot dans le vaste projet éditorial de l'Encyclopédie. Il s’installe alors rue de l'Estrapade sur la montagne Sainte-Geneviève. Deux ou trois fois par semaine, il se réunit avec Rousseau au Panier fleuri, petite auberge sur la rive gauche, près du Pont Neuf. Par l’intermédiaire de Rousseau, Diderot avait rencontré Condillac en 1745, qui travaillait alors à son Essai sur l’origine des connaissances humaines et s’était vite ajouté à leur compagnie. Le trio envisagea un moment de publier un journal satirique intitulé Le Persifleur, mais ce projet est abandonné quand Diderot et d’Alembert sont formellement invités à collaborer à l’Encyclopédie. Ils en deviennent les codirecteurs lorsque Jean-Paul de Gua de Malves abandonne le projet. Condillac influencera grandement l’orientation théorique du projet, même si, sans doute par prudence, il n’y écrira aucun article.
Cette période de travail intense, avec ses charges, ses menaces, ses satisfactions et ses déceptions est également marquée par quelques événements privés importants. En 1750, Diderot est nommé à l’Académie royale des sciences de Prusse. En revanche, il échoue en 1753 à entrer à la Société royale de Londres, où sa candidature avait pourtant été soumise par de grands noms de la science.
En 1753 naît Marie-Angélique, le seul de ses enfants qui lui survivra. Les finances s’améliorent et, en mai 1755, la famille Diderot s’installe au 4e étage d’un logis de six pièces dans la rue Taranne et n’en bougera plus.
En 1755, Diderot rencontre Sophie Volland, peut-être par l’intermédiaire de Rousseau. Il entame avec elle une liaison clandestine qui se prolongera jusqu’à la mort de celle-ci et qui est à l’origine d’une abondante correspondance, aujourd’hui considérée comme essentielle pour la connaissance de l’écrivain.
À partir de 1757, ses idées commencent à diverger de celles de Jean-Jacques Rousseau, entre autres sur le rapport à la société. Diderot en effet comprend mal la volonté de solitude exprimée par Rousseau et écrit dans Le Fils naturel, que « l’homme de bien est dans la société, et qu’il n’y a que le méchant qui soit seul. » Rousseau se sent attaqué et s’offusque. La brouille a également pour origine les indiscrétions que Rousseau attribue à Diderot sur la liaison qu’il avait avec Louise d'Épinay. À la suite de cela, dans la version de 1760 du Contrat social dite « Manuscrit de Genève », Rousseau introduit une réfutation de l’article « Droit naturel » publié en 1755 dans l'Encyclopédie. La polémique avec Diderot le conduit à supprimer le chapitre « La Société générale du genre humain », contenant la réfutation. C'est le début d’un éloignement qui ne fera que se marquer davantage.
Le décès de son père, en 1759, impose à Diderot un voyage à Langres pour régler la succession. C'est l’occasion pour lui de retrouver sa terre natale et de repenser à l’intégrité morale de son père. Il en sortira des textes importants, comme le Voyage à Langres et l'Entretien d'un père avec ses enfants.
En 1762, il obtient de sa femme de ne pas envoyer leur fille Angélique au couvent et il prend en main son éducation.

### Le critique d’art et l’impératrice (1765-1773)
À partir de 1769, Grimm confie plus largement la direction de la Correspondance littéraire à Diderot et Louise d'Épinay. Ce sera l’occasion pour Diderot de développer une activité de critique tant dans le domaine littéraire qu’artistique grâce à ses neuf comptes-rendus des Salons de peinture qu’il rédigera entre 1759 et 1781. La Correspondance littéraire sera également le premier mode de diffusion — forcément très restreint parce que sous forme manuscrite — de nombreux textes du philosophe.
Les divergences avec Rousseau, qui s’affirment depuis quelques années déjà, s’amplifient jusqu’à la rupture totale en 1770. Rousseau considère dès lors Diderot comme un ennemi. L'un et l’autre éprouveront une grande amertume à la suite de cette rupture. Ainsi, dans sa Lettre sur les spectacles, Rousseau écrit : « J'avais un Aristarque sévère et judicieux, je ne l’ai plus, je n’en veux plus ; mais je le regretterai sans cesse, et il manque bien plus encore à mon cœur qu’à mes écrits ». Et Diderot répond, dans l'Essai sur les règnes de Claude et de Néron : « Demandez à un amant trompé la raison de son opiniâtre attachement pour une infidèle, et vous apprendrez le motif de l’opiniâtre attachement d’un homme de lettres pour un homme de lettres d’un talent distingué ».

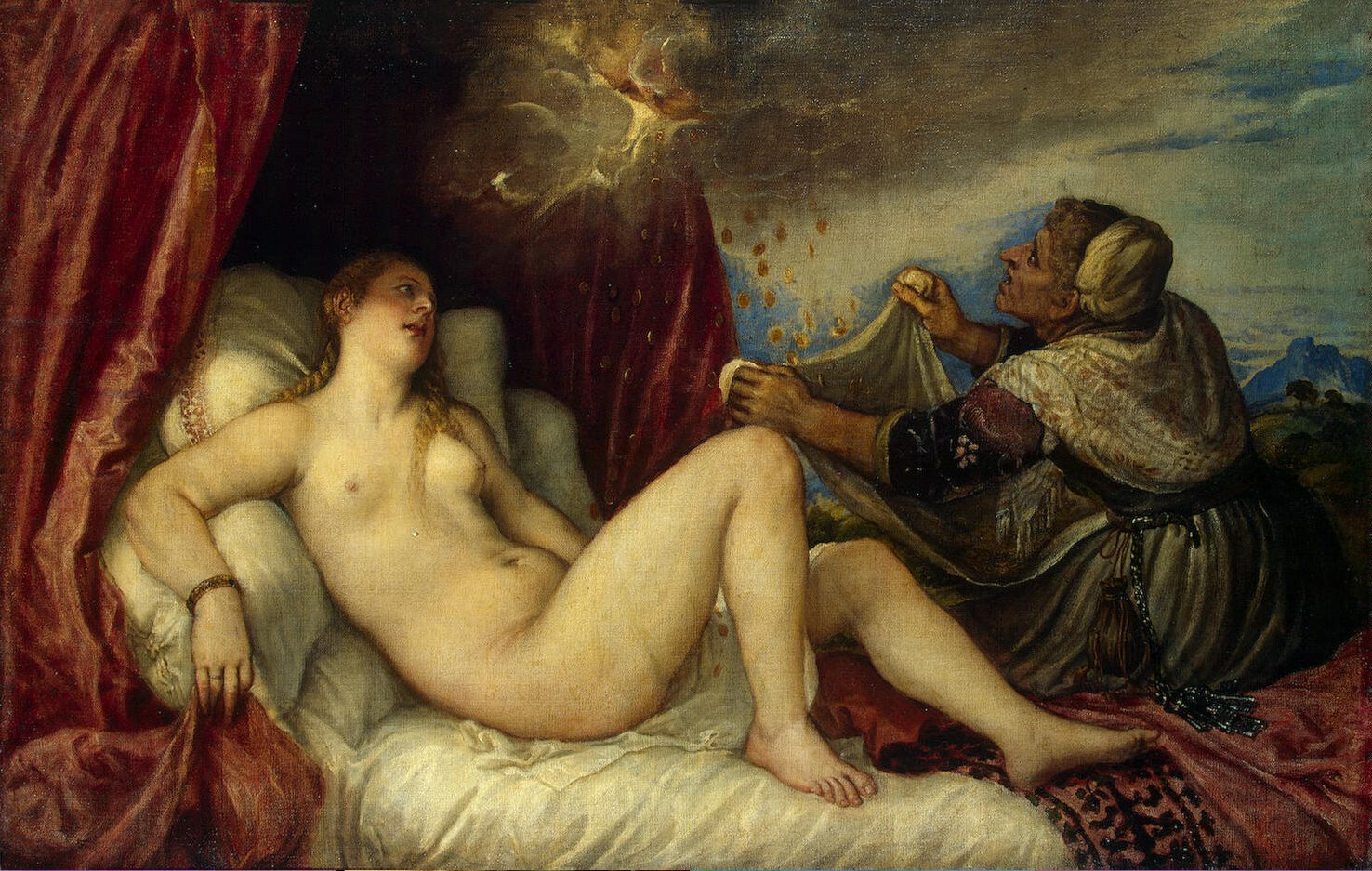
Danaé par Le Titien (vers 1545), Musée de l’Ermitage.

Au printemps 1769, Diderot devient l’amant de Jeanne-Catherine Quinault (dite madame de Maux, du nom de son mari), nièce de la comédienne Jeanne-Françoise Quinault et amie de Louise d’Épinay.
En janvier 1765, Diderot laisse entendre à ses amis qu’il serait prêt à vendre sa bibliothèque pour doter correctement sa fille — qui n’a alors que 12 ans. Son ami Grimm en informe le chambellan de la reine de Russie, Catherine II. Celle-ci en fait aussitôt l’achat pour 15 000 livres tout en insistant pour que Diderot la garde en viager et qu’il soit rémunéré comme bibliothécaire de ce fonds à raison de 1 000 livres par an. À la suite d’un retard de paiement, l’impératrice lui paie même 50 années d’avance, soit 50 000 livres équivalant à 700 000 $ en 2019,. Diderot est également nommé membre de l’Académie impériale des beaux-arts de Saint-Pétersbourg en 1767. Ces largesses permettront au philosophe de mettre sa fille et ses vieux jours à l’abri du besoin, et auront un impact important sur la réception de son œuvre.
À la suite de la vente de sa bibliothèque, Diderot se considère comme l’attaché culturel de l’impératrice et convainc plusieurs artistes de s’installer à Saint-Pétersbourg, notamment son ami le sculpteur Étienne Maurice Falconet qui érigera la statue en bronze de Pierre le Grand installée devant le sénat de Saint-Pétersbourg. Il négocie aussi pour l’impératrice l’achat de tableaux et de sculptures. Grande amatrice d’art, Catherine II chargeait ses principaux contacts, dont Diderot, d’acheter des œuvres alors introuvables en Russie. C'est Diderot, par exemple, qui négocie avec Louise Crozat de Thiers dite « la Maréchale » l’achat des 500 tableaux de la « galerie Thiers », comprenant des œuvres de Raphaël, Rembrandt, Titien, Véronèse, Rubens, etc. ; l’accord est signé le 4 janvier 1772 pour 460 000 livres. Cette vente suscita bien des critiques mais le roi Louis XV, pressé d'intervenir, ne put surenchérir en raison du piteux état des finances publiques dû à un contexte économique et géopolitique désastreux.
À partir des années 1766, la répression menée par l’Inquisition contre les actes d’impiété devient féroce, comme le prouve le châtiment du chevalier de la Barre. Voltaire presse Diderot de fuir à l’étranger, mais celui-ci refuse. Il dira un peu plus tard qu’il ne saurait « souffrir qu’un homme qui se laisse appeler philosophe, préfère sa vie, sa misérable vie, au témoignage de la vérité. »
Diderot est devenu une personnalité à tel point que, en 1768, lors de la visite du roi Christian VII de Danemark, Louis XV le lui fait rencontrer avec quelques autres intellectuels. Un peu après, c’est le tour du cousin du roi de Pologne, qui se rend chez lui et trouve le philosophe dans une robe de chambre écarlate qu’il venait de recevoir en cadeau — ce qui entraînera Diderot à s’expliquer dans Regrets sur ma vieille robe de chambre, une de ses pièces d’anthologie.
Le 9 septembre 1772, sa fille unique se marie avec Abel François Nicolas Caroillon de Vandeul natif de Langres.

### Voyage à Saint-Pétersbourg (1773-1774)

Trajet de Denis Diderot.

Depuis plus de 10 ans, Diderot était invité par Catherine II dont les largesses à son égard méritaient sa reconnaissance. Peu enclin aux mondanités et d’un caractère casanier, ses obligations éditoriales et familiales incitaient Diderot à reporter le déplacement. Ce n’est qu’en 1772, après avoir terminé l'Encyclopédie qu’il envisagea enfin ce voyage. Il avait aussi marié sa fille Angélique le 9 septembre 1772 avec le fils d’un industriel de Langres, mais cela n’avait pas été sans lui causer beaucoup de chagrin. Enfin, il lui était d’autant plus facile de quitter Paris que sa vie amoureuse était en panne, tant du côté de Sophie Volland que du côté de Madame de Maux.
Diderot effectue ainsi l’unique voyage de sa vie hors de France, du 11 juin 1773 au 21 octobre 1774. Ce voyage sera marqué d’un séjour à Saint-Pétersbourg où il a ses entretiens avec Catherine II et de deux longs séjours à La Haye, dans les Provinces-Unies de l’époque.
Avant son départ, Diderot avait pris avec son éditeur Jacques-André Naigeon les dispositions nécessaires pour la publication de ses manuscrits en cas de décès. Il revint indemne, des projets plein la tête, mais très affaibli ; les conditions du voyage et les rigueurs de l’hiver russe ont pu écourter sa vie de quelques années.
À l’aller et au retour de son voyage, Diderot séjourne à La Haye. Son Voyage en Hollande est surtout le produit de ses lectures sur le pays et cet ouvrage est tellement faible que Hemsterhuis souhaitait qu'il ne soit pas publié.

#### Premier séjour à La Haye (juin à août 1773)
Il séjourne une première fois à La Haye du 15 juin 1773 au 20 août 1773, chez l’ambassadeur de Russie Dimitri Alexeïevitch Galitzine et sa femme Amélie Galitzine à l’ambassade de Russie, Kneuterdijk, no 22. Dès son arrivée, il va voir la mer pour la première fois. Il apprécie la nourriture et les multiples espèces de poissons.
Lors de ce séjour, Diderot rencontre notamment le philosophe François Hemsterhuis ainsi que des professeurs de lycée à l’Université de Leyde. Il visite Haarlem, Amsterdam, Zaandam et Utrecht. C'est durant ce séjour qu’il termine le brouillon d’un de ses essais les plus importants : Paradoxe sur le comédien.

#### Séjour à Pétersbourg (octobre 1773 à mars 1774)

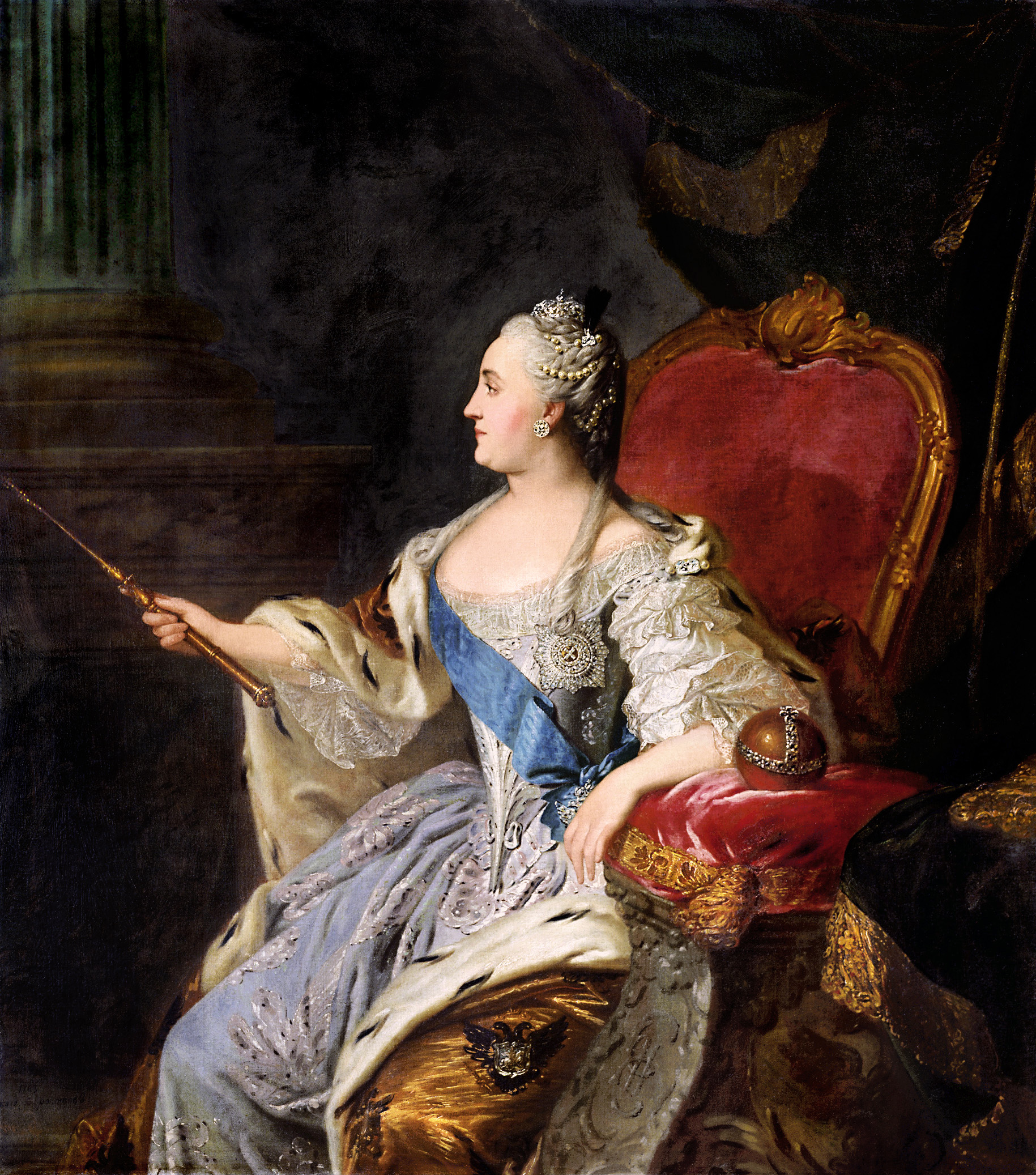
Catherine II.

Le 20 août, Diderot et le chambellan de l’impératrice, Aleksei Vasilievich Narychkine, quittent La Haye pour Pétersbourg, avec des arrêts à Duisbourg, Leipzig et Dresde. Sur la route, Diderot travaille à un essai sur l’histoire de la police en France et compose des poèmes licencieux. Ils arrivent à Saint-Pétersbourg le 8 octobre. Diderot, malade, se décrit comme « plus mort que vivant ». Il devait être hébergé dans la maison de son ami le sculpteur Falconet, rue Millionaya, près du palais, mais le fils de celui-ci, rentré un peu plus tôt de Londres, occupait la chambre réservée au philosophe. Finalement, Diderot va passer cinq mois dans la maison de Narychkine au centre de la ville. La présentation à l’impératrice a lieu le 15 octobre, lors d’une fête costumée : Diderot portait son costume noir et on lui prêta une perruque. Son manque d’élégance amène des courtisans à le comparer à Diogène. Les entretiens avec Catherine commencèrent les jours suivants et ils eurent lieu trois fois par semaine, entre trois et six heures de l’après-midi, dans les appartements privés. Entre deux rencontres, Diderot travaille fiévreusement à rédiger un total de 65 mémoires pour l’impératrice, regroupés sous le titre Mémoires pour Catherine II, conservés aux Archives centrales historiques de Moscou,.
Dans ses rencontres avec l’impératrice — à un moment où elle est aux prises avec une insurrection paysanne menée par Pougatchev —, Diderot évite de se placer en position de mentor et avance ses idées sous la forme de fables, d’anecdotes ou de dialogues philosophiques. En même temps, le gouvernement français souhaitait vivement que le philosophe réussisse à rapprocher la Russie de la France et à l’éloigner de la Prusse.
La correspondance de Diderot révèle la diversité et le sérieux des sujets abordés : la valeur de la libre concurrence dans le commerce et le gouvernement, la nécessité de régler la succession au trône russe, la commission législative que Catherine avait assemblée en 1767, le luxe, le divorce et les académies, le rapport du trône avec la religion, la méritocratie en Russie, la situation des Juifs, la tyrannie, l’importance des écoles publiques, l’administration de la justice, les universités, la littérature, etc.. Diderot incite aussi Catherine à réinstaller sa capitale à Moscou et à réduire considérablement les dépenses du palais. Catherine est vivement impressionnée par l’imagination de son invité et le décrit dans une lettre à Voltaire comme « l’homme le plus extraordinaire qu’elle ait jamais rencontré ». Diderot, pour sa part, considérait l’impératrice comme une femme éminemment supérieure à lui, avec l’âme de César et les charmes de Cléopâtre. Tout en l’écoutant avec attention, l’impératrice le reprend fermement lorsqu’il s’aventure à lui suggérer de mettre fin à la guerre contre la Turquie qui durait depuis cinq ans.
Diderot espère aussi faire démarrer la traduction et l’adaptation de l'Encyclopédie en russe. Vers le 5 novembre 1773, il reçoit une première pression politique par le biais de l’ambassadeur de France à Pétersbourg, François-Michel Durand de Distroff, pour tenter d’améliorer l’attitude de la souveraine vis-à-vis de la France. Au cours de son séjour, il visite les environs de la ville impériale, assiste à des représentations théâtrales et devient membre étranger de l’Académie russe des sciences.
Après quelques mois, Diderot prend conscience que l’impératrice ne compte pas, en réalité, mettre en pratique les réformes qu’il lui propose. La cabale des courtisans contre lui prend de la force avec l'arrivée au palais de copies du numéro de décembre 1773 des Nouvelles littéraires contenant un article du roi de Prusse Frédéric II qui éreintait la carrière littéraire de Diderot afin de se venger qu’il ait refusé son invitation.

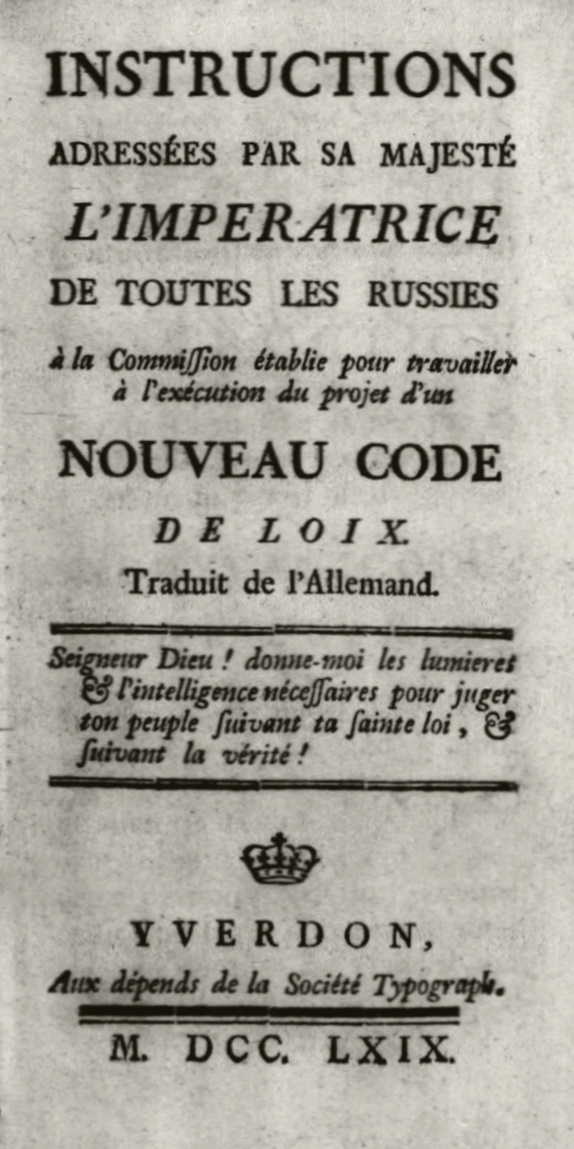
Traduction du Nakaz (1779).

Diderot quitte la ville le 5 mars 1774, après plusieurs semaines de problèmes intestinaux, période pénible, humide et froide, durant laquelle il a peu produit. Pour le chemin du retour, l’impératrice lui accorde une somme de 3 000 roubles et lui fournit une voiture équipée d’un lit. Surtout, en présence de sa cour, elle retire de son doigt une bague qui comportait son portrait en miniature et demande à son chambellan de la remettre à Diderot au moment de son départ. Fidèle à la promesse qu’il lui a faite de ne jamais la critiquer publiquement ni son gouvernement, il brûle avant son départ toutes ses notes sur son expérience de la capitale russe.

#### Second séjour à La Haye (avril à octobre 1774)
Sur le chemin du retour de Russie, alors que le cocher avait engagé sa voiture sur une rivière gelée, la glace céda et les occupants n’échappèrent que de peu à la noyade. Après 2 400 km de route, Diderot arriva à La Haye le 5 avril et séjourna à nouveau chez Galitzine, jusqu’au 15 octobre 1774 — soit 6 mois et 17 jours. Il entreprend alors de s’acquitter de la publication en français des édits et plans de Catherine en matière d’éducation publique. Il se met aussi à retravailler ses manuscrits en vue d’une édition complète de ses œuvres et rencontre à cette fin l’éditeur Marc-Michel Rey. Mais ce projet ne verra pas le jour. De même son projet de traduction en russe de l’Encyclopédie, qu’il comptait faire plus audacieuse que la première édition et pour laquelle il espérait recevoir 200 000 livres dut être abandonné faute d’intérêt de la part de Catherine.
Il travaille aussi à un ouvrage satirique « Principes de politique des souverains » contenant des maximes dignes de Machiavel à l’usage des autocrates. Diderot avait en tête Frédéric II, mais bien des maximes s’appliquaient aussi à Catherine.
Durant son séjour, il rencontre l’anatomiste Petrus Camper et, dans son Voyage en Hollande, il déduit de ses travaux que toutes les espèces animales descendent d’un unique individu (monogénisme). Il rédige aussi des Observations fort critiques sur le Nakaz ou recueil d’instructions de Catherine (voir ci-contre), mais son hôte à La Haye lui déroba le manuscrit et le brûla, sans doute sur ordre de l’impératrice.

### Dernières années (1774-1784)

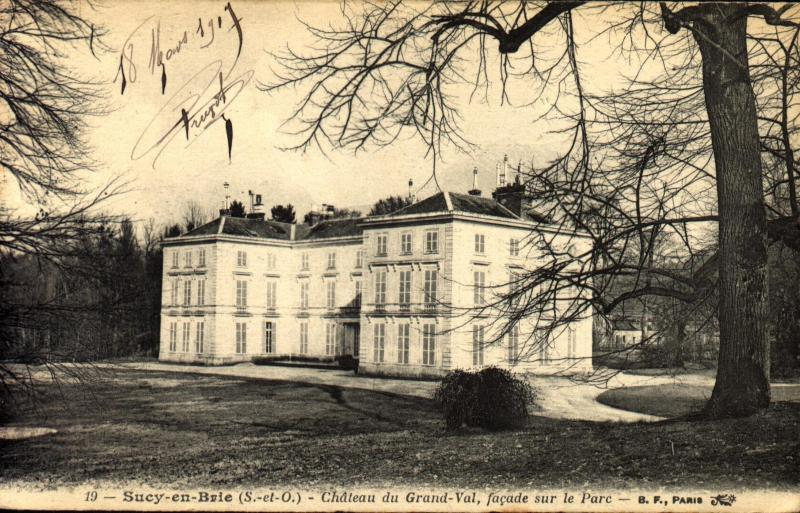
Château du Grandval, où Diderot fit plusieurs séjours à l’invitation du baron d’Holbach (carte postale de 1907).

Dès son retour à Paris, Diderot ralentit progressivement sa vie sociale car sa santé se dégrade. Il multiplie et allonge les séjours à Sèvres, dans la maison de son ami le joaillier Étienne-Benjamin Belle, où il se rend régulièrement pendant les dix dernières années de sa vie, ainsi qu’au château du Grandval (Sucy-en-Brie), chez d’Holbach, parfois avec sa famille.
Toujours au service de l’impératrice, Diderot rédige à sa demande un Plan d’une université pour le gouvernement de Russie (1775), mais qui restera lettre morte.
En 1778, Diderot rencontre finalement Voltaire avec qui il avait échangé quelque neuf lettres au cours des trente dernières années. Leur conversation porta essentiellement sur l’art du théâtre et notamment s’il était possible de préférer Shakespeare à Racine ou Virgile. Diderot répondit en exaltant l’immense supériorité de Shakespeare, au grand déplaisir de Voltaire.
À partir de 1783, Diderot met de l’ordre dans ses textes et travaille avec Naigeon à établir trois copies de ses œuvres : une pour lui, une pour sa fille et la dernière pour Catherine II. Sophie Volland meurt le 22 février 1784. Le 15 mars 1784, le décès prématuré de sa petite-fille lui est peut-être caché pour le ménager. Durant ces années, il continue de travailler au manuscrit des Éléments de physiologie qu’il avait commencé en 1774 et dans lequel il expose sa conception purement matérialiste de la vie, expliquant qu’il ne faut pas craindre la mort vu que cela ne fait que gâter le moment présent. Il met aussi la dernière main à son roman Jacques le Fataliste et son maître, qu’il avait commencé en 1765 et publié en feuilleton dans la Correspondance littéraire entre 1778 et 1780. La philosophie matérialiste et déterministe du personnage principal, annoncée dans le titre, est nuancée par une trame narrative tout en rebondissements et en récits annexes à portée ludique.
Le 19 février 1784, Diderot fait un accident vasculaire cérébral qui entraîne quatre jours de délire. Pour échapper aux efforts du clergé qui veut le ramener à la foi, il va séjourner durant deux mois à Sèvres chez son ami Étienne-Benjamin Belle, puis emménage à la mi-juillet dans un luxueux appartement de l’hôtel dit de Bezons, au 39 rue de Richelieu à Paris, acquis grâce aux bons soins de Melchior Grimm et de Catherine II qui souhaitaient lui éviter de gravir les quatre étages d’escalier de son logis de la rue Taranne. Il ne profitera que deux semaines de ce confort car il meurt le 31 juillet 1784, probablement d’un autre accident vasculaire. À sa demande répétée, il est autopsié. Dans la soirée du dimanche 1er août 1784, son cercueil de plomb est descendu et un cortège funèbre constitué de cinquante prêtres engagés par les Vandeul l’accompagne jusqu’à l’église Saint-Roch, où il est placé dans la crypte sous la chapelle de la Vierge. Contrairement à certaines paroisses de Paris qui refusaient d’enterrer des athées déclarés, la paroisse de Saint-Roch avait accueilli nombre de philosophes et d’écrivains. Naigeon semble être le seul homme de lettres à avoir suivi le convoi.

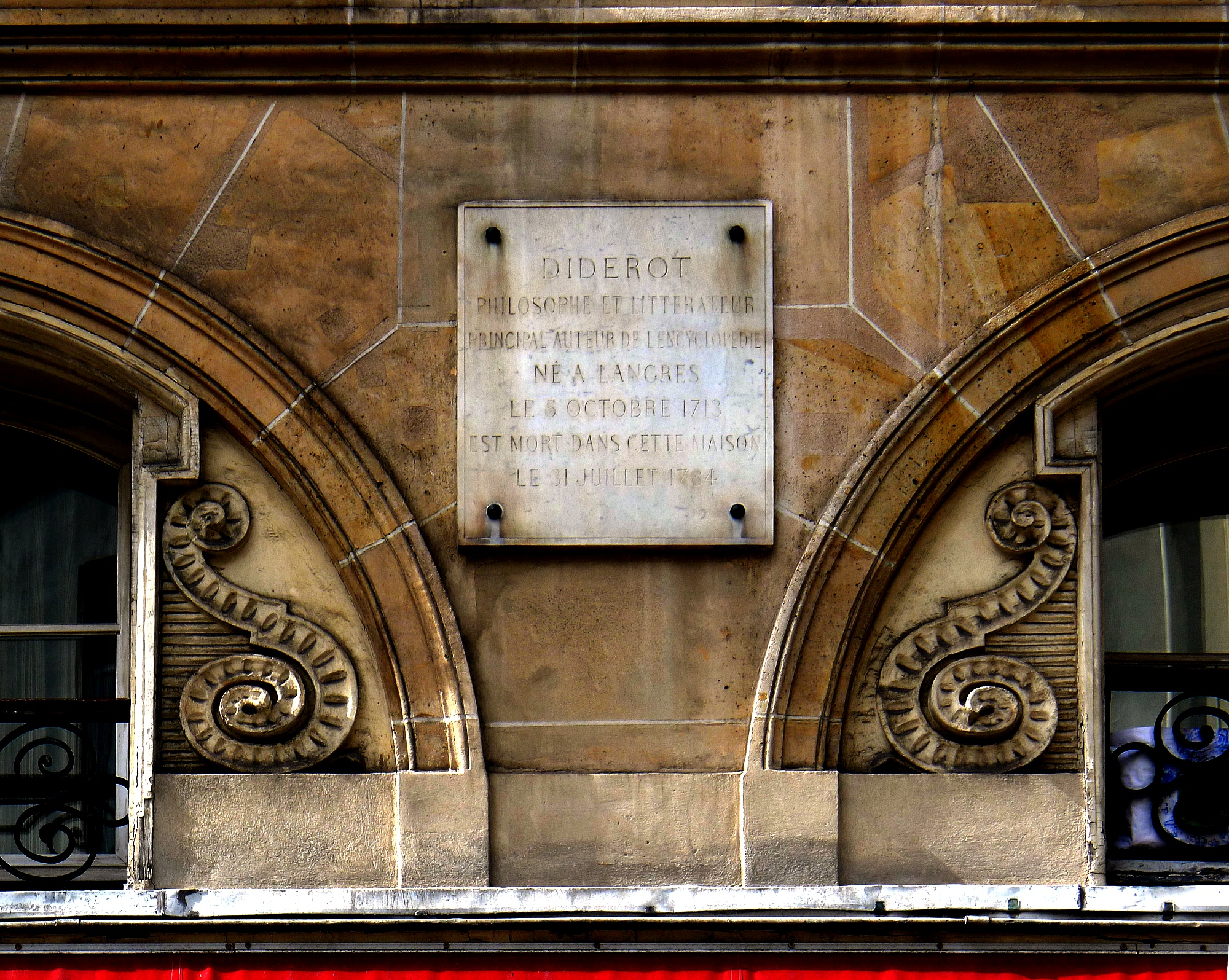
Plaque sur l’immeuble du 39 rue de Richelieu.

« L'an 1784, le 1er août, a été inhumé dans cette église M. Denis Diderot, des académies de Berlin, Stockholm et Saint-Pétersbourg, bibliothécaire de Sa Majesté Impériale Catherine seconde, impératrice de Russie, âgé de 71 ans, décédé hier, époux de dame Anne-Antoinette Champion, rue de Richelieu, de cette paroisse, présents : M. Abel-François-Nicolas Caroilhon de Vandeul, écuyer, trésorier de France, son gendre, rue de Bourbon, paroisse Saint-Sulpice ; M. Claude Caroilhon Destillières, écuyer, fermier général de Monsieur, frère du Roi, rue de Ménard, de cette paroisse ; M. Denis Caroilhon de la Charmotte, écuyer, directeur des domaines du Roi, susd. rue de Ménard, et M. Nicolas-Joseph Philpin de Piépape, chevalier, conseiller d’État, lieutenant général honoraire au bailliage de Langres, rue Traversière, qui ont signé avec nous […], Marduel, curé. »

— Extrait du registre paroissial de l’église Saint-Roch à Paris.

### Après 1784
En juin 1786, sa bibliothèque et ses archives sont envoyées à Saint-Pétersbourg. Elles n’y recevront pas l’attention accordée à celles de Voltaire : les pertes, les disparitions et l’absence de tout inventaire nuiront également à la connaissance et à une bonne réception de l’œuvre de Diderot.
En 1793, des voleurs profanèrent les tombes de l’église Saint-Roch à la recherche d’objets précieux et laissèrent les corps éparpillés sur le parvis, qui furent ensuite jetés à la fosse commune. La sépulture et la dépouille de Diderot ont donc disparu, contrairement à celles de Voltaire et Jean-Jacques Rousseau, tous deux inhumés au Panthéon de Paris.

## Idées
Communément désigné par ses contemporains comme « le Philosophe », Diderot est avant tout un penseur. Il ne poursuit pas la création d’un système philosophique complet et fait évoluer ses idées en fonction des découvertes de son temps. Très méfiant à l’égard des positions dogmatiques et toujours prêt à se remettre en question, il utilise le conte et le dialogue pour explorer le pour et le contre, éclairer un débat, soulever des paradoxes. Intellectuel accompli, il reconnaît en même temps l’importance de l’émotion : 

« Les vérités de sentiment sont plus inébranlables dans notre âme que les vérités de démonstration rigoureuse, quoiqu’il soit souvent impossible de satisfaire l’esprit sur les premières... Le cœur et la tête sont des organes si différents. Et pourquoi n’y aurait-il pas quelques circonstances où il n’y aurait pas moyen de les concilier? »

 Le dialogue lui permet ainsi de « donner tour à tour la parole aux vérités de la tête et à celles du cœur. »
Dans son Essai sur la vie de Sénèque, il présente le philosophe comme un intellectuel public, ce qui a pour effet de le rendre suspect au pouvoir : il y a en effet « des Souverains qui détestent la philosophie, parce qu’ils n’ont que des choses fâcheuses à entendre du défenseur des droits de l’humanité. » Sa définition du philosophe met la barre très haut : « Je n’accorde le titre de philosophe qu’à celui qui s’exerce constamment à la recherche de la vérité et à la pratique de la vertu ». 

### Morale
Au XVIIIe siècle, la morale était encore souvent vue comme indissolublement liée à la religion car on estimait que si celle-ci disparaissait la société sombrerait dans l’immoralité. Ce n’est pas le point de vue des philosophes des Lumières, ni de Diderot qui s’attache au contraire à montrer qu’on peut être incroyant et d’une parfaite moralité. Le défi est donc de fonder une morale sur la seule loi naturelle, sans aucun lien avec un impératif religieux. La question de la morale — déjà présente dans sa traduction de Shaftesbury, Essai sur le mérite et la vertu (1745) — est chez lui une préoccupation récurrente, disséminée dans de nombreux écrits mais sans jamais être exposée de façon systématique. Elle est aussi en évolution continue tout au long de sa vie, selon le public auquel il s’adresse. 
Il se préoccupe de considérations morales dans ses critiques artistiques ainsi que dans son théâtre, la fonction de tous les arts représentatifs étant « de faire aimer la vertu et détester le vice ». C'est là où avait excellé Samuel Richardson, à qui il consacre un vif éloge peu après sa mort en évoquant le plaisir que lui a procuré sa lecture : « Dans son ouvrage, comme dans ce monde, les hommes sont partagés en deux classes : ceux qui jouissent et ceux qui souffrent. C'est toujours à ceux-ci qu’il m'associe ; et, sans que je m'en aperçoive, le sentiment de la commisération s’exerce et se fortifie. »
Au fondement de sa morale se trouvent deux principes : « Il n’y a qu’une seule vertu, la justice; un seul devoir, de se rendre heureux ». La morale est donc essentiellement l’art du bonheur. Et pour y atteindre, l’homme — étant naturellement bon — doit suivre son sentiment tout en pratiquant la vertu et en se conformant aux règles et lois de la vie en société, le bien général étant supérieur au bien individuel. Il est d’avis que « les méchants [sont] assez punis par leur méchanceté même » ainsi qu’il l’écrit à Sophie Volland. Il revient sur cette question dans une autre lettre : « on est heureux partout où l’on fait le bien : aimer, ou faire le bien, c’est comme vous savez ma devise. » En résumé, il faut contribuer au bonheur des autres pour être vertueux et ainsi atteindre au bonheur.
Au lieu de cette morale de la sensibilité, il examine, dans des textes gardés privés, l’absence de moralité dans Le Neveu de Rameau et le conflit entre libre-arbitre et déterminisme dans Jacques le fataliste. Il développe aussi divers dilemmes éthiques dans plusieurs de ses contes et dialogues philosophiques, tels Est-il bon ? Est-il méchant ? ou Entretien d'un père avec ses enfants. Beaucoup de ses textes sont des expériences de pensée, tel Ceci n'est pas un conte dans lequel il soumet à la réflexion du lecteur des situations où le désamour de l’un entre en conflit avec la passion toujours vive de l’autre. Dans Supplément au Voyage de Bougainville, il cherche à concilier la liberté sexuelle avec la sauvegarde de la famille. Il reconnaît que les vertus doivent être appliquées en fonction de « l’intérêt commun des hommes réunis en société ».
Il plaide en faveur d’une morale exemplaire dans les relations internationales : « Puisse, sous les auspices de la philosophie, s’étendre un jour d’un bout du monde à l’autre cette chaîne d’union et de bienfaisance qui doit rapprocher toutes les nations policées! »

### Religion
La position de Diderot à l’égard de la religion a évolué à mesure qu’il se détachait de son éducation. Ses parents le vouaient à une carrière ecclésiastique et il reçut la tonsure par provision de l’évêque de Langres le 22 août 1726. Arrivé à Paris, son parcours académique se fait dans des institutions d’obédience catholique, comme la Sorbonne. Après une courte période d’intense dévotion, vers l’âge de 18 ou 19 ans, il va progressivement perdre la foi et évoluer vers le théisme, puis le déisme, et enfin adopter une philosophie résolument matérialiste. Cette évolution est visible entre les Pensées philosophiques et la Lettre sur les aveugles à l'usage de ceux qui voient. Par la suite, il réaffirmera sa position matérialiste dans l’Entretien entre d’Alembert et Diderot et Le rêve de d’Alembert ainsi que dans le Supplément au voyage de Bougainville où il évoque la religion naturelle et dans l'Entretien d'un philosophe avec la maréchale de ***.
Fortement anticlérical, il estime que « Jamais aucune religion ne fut plus féconde en crimes que le christianisme » — comme le prouvent notamment le traitement dont ont été victimes Jean Calas (1762) et le chevalier de La Barre (1766). Il accuse aussi la religion d’engendrer la désunion et la haine. Ailleurs, il reconnaît cependant que « Le christianisme a peut-être été le seul culte établi dans le monde, qui ait proposé aux hommes des récompenses à venir dignes d’eux. »
Contrairement à Voltaire, Diderot rejette la croyance en un être supérieur et s’appuie sur la philosophie matérialiste d’Épicure et Lucrèce pour expliquer l’apparition de la vie et de la conscience. Radicalement opposé au dualisme cartésien, il définit l’âme comme l’union de « l’organisation et la vie »,.
Ces positions le mettent en conflit ouvert avec son frère ecclésiastique et lui vaudront une hostilité durable dans de nombreux milieux, y compris de la part de Robespierre.

### Hasard, embryologie et épigenèse
Pour Diderot, le mouvement est une propriété essentielle de la matière et tout est toujours en mouvement. Il s’appuie sur le calcul des probabilités — évoquant les mathématiciens Dominique-François Rivard dans Pensées philosophiques (1746) et Nicholas Saunderson dans Lettre sur les aveugles (1749) — pour mettre en évidence « la somme infinie des combinaisons possibles » dans l’apparition des formes de vie et donc la non-nécessité d’un Dieu créateur. Son attitude varie quant à l’existence du chaos originel : inexistant en 1746, dissipé par le mouvement de la matière en 1749, vu comme perpétuellement créé et dissipé dans l’Entretien entre d’Alembert et Diderot en 1769.
Intéressé par la genèse du vivant et l’embryologie, il a assisté à des opérations chirurgicales faites par les plus grands chirurgiens de l’époque et le docteur Bordeu l’a invité à assister à des naissances tératologiques. Diderot rejette l’idée de la préformation et adopte plutôt celle de l’épigenèse mise en évidence par les observations de William Harvey, car celle-ci permet d’expliquer les erreurs du processus de reproduction donnant naissance à des anomalies voire à des monstres. La théorie de l’épigenèse lui permet aussi d’expliquer la métamorphose des espèces. En montrant qu’un défaut dans la chaîne du vivant peut avoir des conséquences profondes, Diderot anticipe également la théorie du chaos.

### Politique
La politique est, avec la religion, un thème majeur chez Diderot, ainsi qu’il l’annonce dès 1747 dans La Promenade du sceptique : « Imposez-moi silence sur la religion et le gouvernement, et je n’aurai plus rien à dire. »

Même si, en tant que philosophe et encyclopédiste, Diderot est souvent assimilé au triomphe de la raison, il était en fait très réservé sur la place de celle-ci en matière politique : 

« Les questions de politique ne se traitent point par abstraction, comme les questions de géométrie et d’arithmétique. Les lois ne se formèrent nulle part à priori, sur aucun principe général essentiel à la nature humaine. Partout elles découlèrent des besoins, des circonstances particulières, des sociétés ; et elles n’ont été corrigées, par intervalles, qu’à mesure que ces besoins, circonstances, nécessités réelles ou apparentes venaient à changer. »

Tout en étant très conscient des différences individuelles et de l’existence du génie, Diderot « n’envisage pas de fonder la hiérarchie sociale sur une base physiologique et offre au contraire des arguments politiques et moraux en faveur de la reconnaissance de l’unité du genre humain et de l’égale dignité des individus. »

#### Expansion coloniale et esclavage

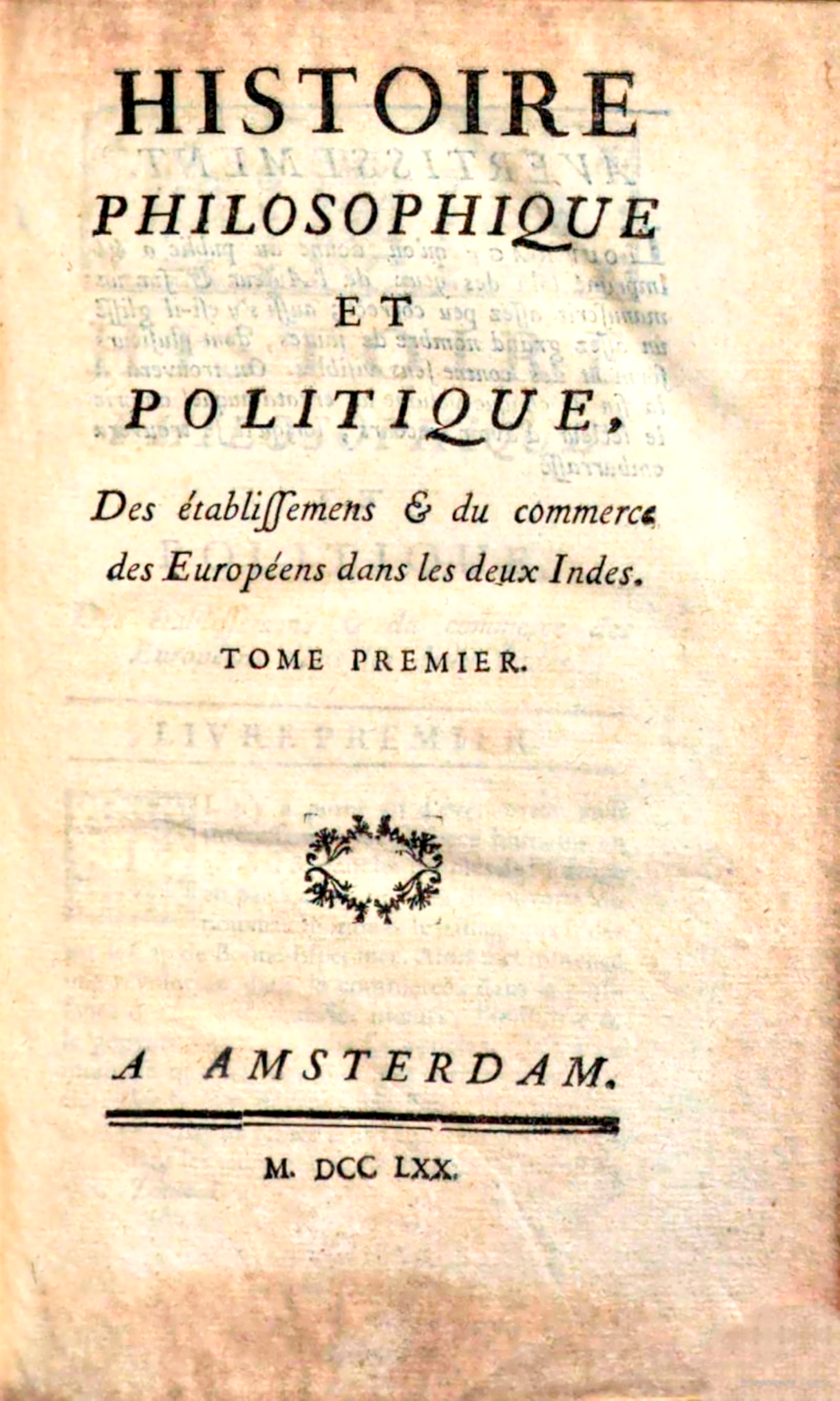

Dans ses contributions à la troisième édition de l’Histoire des deux Indes de l’abbé Raynal, Diderot s’oppose au principe même de la colonisation, à une exception près : « Une contrée déserte et inhabitée est la seule qu’on puisse s’approprier. ». S'appuyant sur l’exemple de l’Espagne et du Portugal au siècle précédant, il montre que l’exploitation de colonies tend à miner l’activité intérieure du pays colonisateur : « Les mines exotiques ruinent les nations; les mines indigènes ne seront jamais préférables à l’agriculture, aux manufactures et au commerce. »
Diderot est aussi radicalement opposé à l’esclavage car il rejette comme immorale et contraire à la nature l’idée qu’un être humain puisse être traité comme une propriété. Dans l’Histoire des deux Indes, il dresse un portrait sans concession du négociant-armateur, « courbé sur son bureau, règle, la plume à la main, le nombre des attentats qu’il peut faire commettre sur les côtes de Guinée ; qui examine à loisir, de quel nombre de fusils il aura besoin pour obtenir un nègre, de chaînes pour le tenir garrotté sur un navire, de fouets pour le faire travailler ; qui calcule, de sang-froid, combien lui vaudra chaque goutte de sang, dont cet esclave arrosera son habitation  ; qui discute si la négresse donnera plus ou moins à la terre par les travaux de ses faibles mains que par les dangers de l’enfantement »,. Mais au lieu de réclamer simplement l’interdiction de la traite des noirs, il demande l’abolition totale de l’esclavage dans les colonies. Comme les riches planteurs qui pratiquaient l’esclavage avaient l’appui du pouvoir en raison des bénéfices économiques du commerce de la canne à sucre en provenance des Antilles, Diderot en arrive à soutenir une position révolutionnaire et « envisage la violence insurrectionnelle comme seule force capable de libérer les esclaves. » Ces positions susciteront d’importants débats au sein de l’Assemblée nationale dès 1789 et l’abbé Raynal sera parfois accusé de vouloir « semer le désordre dans les colonies » avant d’être reconnu comme un héros. Les mouvements d’insurrection dans les colonies et l’évolution des esprits amèneront l’abolition de l’esclavage le 4 février 1794.

#### Type de gouvernement
Diderot pose la liberté de l’homme comme un bien naturel, ainsi qu’il l’explique dans l’article « Autorité politique » du volume 1 de l’Encyclopédie (1751) : « Aucun homme n’a reçû de la nature le droit de commander aux autres. La liberté est un présent du ciel, & chaque individu de la même espece a le droit d’en joüir aussi-tôt qu’il joüit de la raison. » Il en découle que « La puissance qui s’acquiert par la violence, n’est qu’une usurpation ». Le pouvoir ne tire sa légitimité que du « consentement de ceux qui s’y sont soûmis par un contrat fait ou supposé entr'eux, & celui à qui ils ont déféré l’autorité ». Dès lors, le roi ne tire pas son autorité du droit divin mais de la volonté du peuple — qui n’a toutefois pas le droit de résistance. À cette époque, Diderot est donc un ferme partisan de la monarchie absolue et il s’accommode du despotisme pourvu qu’il soit éclairé.
La pensée politique de Diderot évoluera toutefois, ainsi que le révèle l’article « Oppresseur » dans le volume 11 de l’Encyclopédie (1765), dans lequel il reconnaît au peuple le droit à l’insurrection s’il est écrasé par un pouvoir tyrannique : « A la longue, on perd tout sentiment ; on s’abrutit, & l’on en vient jusqu’à adorer la tyrannie, & à diviniser ses actions les plus atroces. Alors il n’y a plus de ressource pour une nation, que dans une grande révolution qui la régénere. Il lui faut une crise. » Même signe annonciateur de la Révolution dans Abdication d’un roi de la fève ou Les Éleuthéromanes (1772) où il voit venir « la Révolte, aux poings ensanglantés » ainsi que la colère d’un « peuple furieux contre un tyran imbécile » et où il dit ne reconnaître pour maîtres que  « la Bonté, la vertu, la Beauté, les talents ». Sa pensée s’est donc radicalisée au fil du temps. Toutefois, il ne souhaite pas la révolution pour elle-même et l’idéal est de la prévenir par un bon gouvernement qui soit capable de maintenir une société heureuse en diminuant les inégalités : « Il y a entre les hommes une inégalité originelle à laquelle rien ne peut remédier. Il faut qu’elle dure éternellement ; et tout ce qu’on peut obtenir de la meilleure législation, ce n’est pas de la détruire ; c’est d’en empêcher les abus. »
En 1774, sa Lettre sur l’examen de l’Essai sur les préjugés, aussi appelée Pages contre un tyran, est une réponse à la critique que Frédéric II avait faite de l’Essai sur les préjugés du baron d’Holbach. Il critique notamment chez le roi « son despotisme cynique, son militarisme de maître-boucher, son alliance avec le clergé ».
Au fil de sa collaboration à l’Histoire des deux Indes, de 1772 à 1780, sa pensée se précise et il condamne sans ambiguïté le despotisme éclairé. Son réformisme a cédé la place à la subversion : « Le philosophe est à présent convaincu que le changement social ne se fera pas sans l’intervention brutale et concertée du troupeau d’esclaves. »

« Cependant, vous entendrez dire que le gouvernement le plus heureux, seroit celui d’un despote juste, ferme, éclairé. Quelle extravagance ! ne peut-il pas arriver que la volonté de ce maître absolu soit en contradiction avec la volonté de ses sujets ? Alors, malgré toute sa justice & toutes ses lumières, n’auroit-il pas tort de les dépouiller de leurs droits, même pour leur avantage ? Est-il jamais permis à un homme, quel qu’il soit, de traiter ses commettans comme un troupeau de bêtes? »

La même idée revient dans sa Réfutation d’Helvétius (1774) :  « Le gouvernement arbitraire d’un prince juste et éclairé est toujours mauvais. Ses vertus sont la plus dangereuse et la plus sûre des séductions : elles accoutument insensiblement un peuple à aimer, à respecter, à servir son successeur quel qu’il soit, méchant et stupide. Il enlève au peuple le droit de délibérer, de vouloir ou ne vouloir pas, de s’opposer même à sa volonté ».
De même, dans son Essai sur Sénèque, il cite l'ouvrage de ce dernier sur la colère dans lequel il est dit que « le courroux est conforme à la nature de l’homme » et que le ressentiment est une façon de « suppléer au défaut de la loi ». Il pose aussi que le peuple a le droit de juger ses oppresseurs et affirme la primauté absolue de la loi dans la vie sociale : « La loi ne commande à personne ou commande à tous. Devant la loi, ainsi que devant Dieu, tous sont égaux. ».
L'organisation sociale a pour principale fonction de favoriser le bonheur des citoyens : « Il n’y a proprement qu’une vertu, c’est la justice; et qu’un devoir, c’est de se rendre heureux. ». Cette notion de droit au bonheur revient également dans le Supplément à l’Encyclopédie (1776), ainsi que le note René Tarin.
Diderot défend aussi le droit d’auteur sans porter préjudice à la circulation du savoir : « Est-ce qu’un ouvrage n’appartient pas à son auteur autant que sa maison ou son champ ? »

### Esthétique

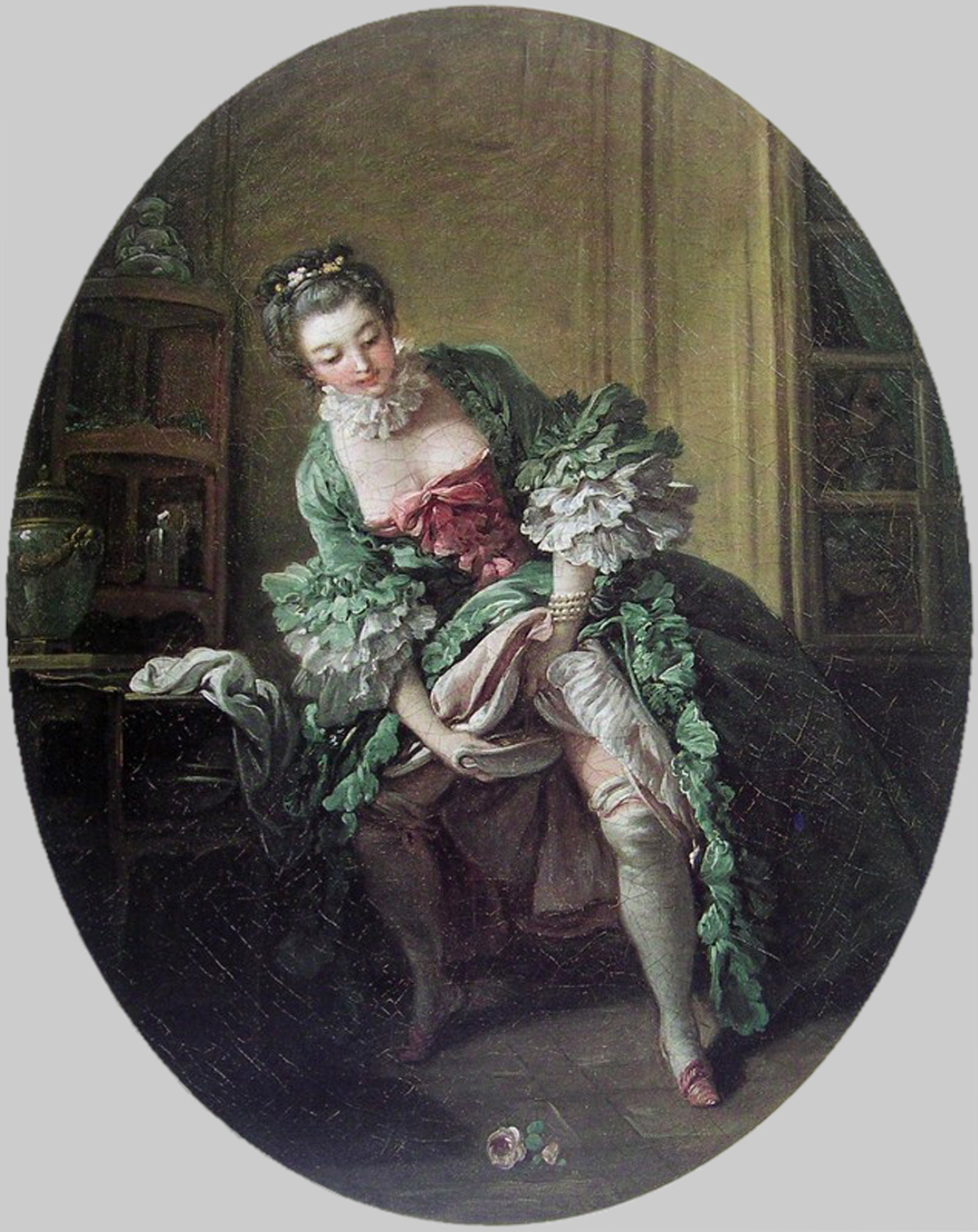
François Boucher, La Toilette intime (1760).

Les contacts de Diderot avec les peintres et leurs œuvres lors des salons parisiens l’amènent à développer une pensée sur l’art pictural qu’il expose dans ses Essais sur la peinture ainsi que dans ses Pensées détachées sur la peinture. On lui attribue d’avoir « créé l’esthétique comme science ou tentative de science, la critique d’art (avec les Salons) et la critique théâtrale. » Ce faisant, il s’est beaucoup interrogé sur la nature du beau. Dans le long article de l’Encyclopédie consacré à ce concept, il expose d’abord plusieurs définitions, notamment celle d’Augustin d’Hippone, pour qui « c’est l’unité qui constitue, pour ainsi dire, la forme & l’essence du beau en tout genre » ; il expose ensuite les théories de Wolf, disciple de Leibniz, celles du père André, de Crousaz et des empiristes anglais Shaftesbury et Hutcheson. Cela fait, Diderot développe sa propre conception dans laquelle il se montre très sensible à l’harmonie générale: « J'appelle donc beau hors de moi, tout ce qui contient en soi de quoi réveiller dans mon entendement l’idée de rapports ; & beau par rapport à moi, tout ce qui réveille cette idée. » Il revient sur ces questions dans son Essai sur la peinture et son Traité du beau.

Grand admirateur de l’art antique, il est extrêmement critique de l’art religieux de la chrétienté et « dénonce l’esprit de mortification dans ces compositions où le peintre a décharné ces bras, déchiré ces épaules » : 

« si notre enfer offrait autre chose que des gouffres de feux, des démons hideux et gothiques, des hurlements et des grincements de dents ; si nos tableaux pouvaient être autre chose que des scènes d’atrocité, un écorché, un pendu, un rôti, un grillé, une dégoûtante boucherie ; si tous nos saints et nos saintes n’étaient pas voilés jusqu’au bout du nez, si nos idées de pudeur et de modestie n’avaient proscrit la vue des bras, des cuisses, des tétons, des épaules, toute nudité ; si l’esprit de mortification n’avait flétri ces tétons, amolli ces cuisses, décharné ces bras (...). »

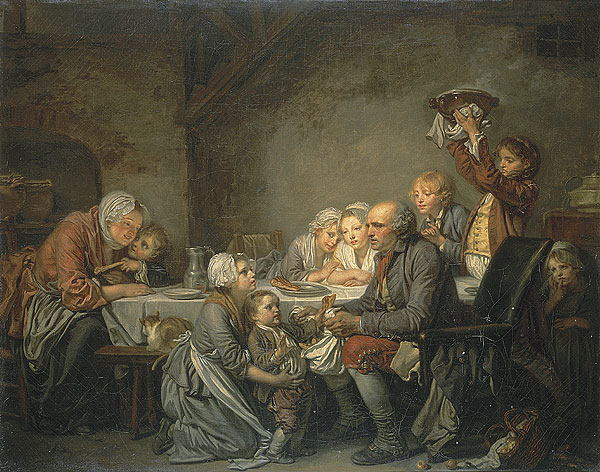
Jean-Baptiste Greuze, Le gâteau des rois (1774).

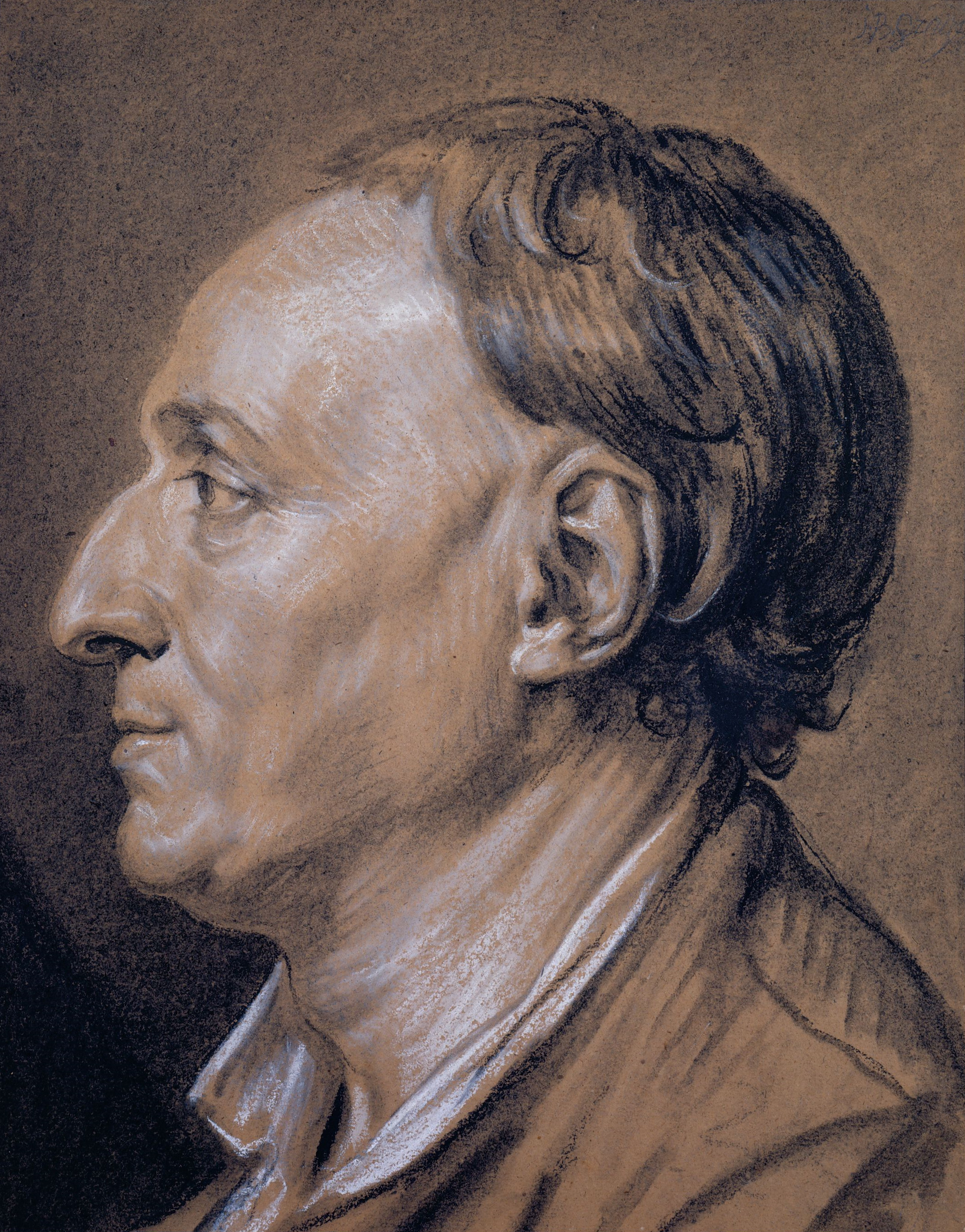
Diderot par Greuze (1867). musée Greuze de Tournus; dessin, New York, Pierpont Morgan Library.

Convaincu de la fonction sociale et politique de tous les arts, il estime nécessaire que ceux-ci soient mis à la portée de tous car ils peuvent servir à l’éducation du peuple ainsi qu’à la réforme des mœurs et de l’ordre social : 

« De tous les ouvrages de l’art, ceux-là ont, sans contredit, l’utilité la plus importante, qui gravent dans notre esprit des notions, des vérités, des maximes, des sentiments propres à nous rendre plus parfaits, et à former en nous les caractères dont nous ne saurions manquer sans perdre de notre prix soit en qualité d’hommes, soit en qualité de citoyens. »

Diderot ne veut pas qu’on enferme les œuvres dans des collections privées. Il « invite ses lecteurs à fréquenter les œuvres ; à juger directement par eux-mêmes les toiles exposées au Salon » et il milite en faveur d’un art accessible à tous, qui présente une image réaliste du monde : « Une composition, qui doit être exposée aux yeux d’une foule de toutes sortes de spectateurs, sera vicieuse, si elle n’est pas intelligible pour un homme de bon sens tout court. »
Il critique la représentation du libertinage et des mœurs aristocratiques corrompues car il estime que la toile « doit susciter une émotion morale » : « Rendre la vertu aimable, le vice odieux, le ridicule saillant, voilà le projet de tout honnête homme qui prend la plume, le pinceau ou le ciseau. »

Il dit ainsi de François Boucher : 

« La peinture a cela de commun avec la poésie, et il semble qu’on ne s’en soit pas encore avisé, que toutes deux elles doivent être bene moratœ il faut qu’elles aient des mœurs. Boucher ne s’en doute pas ; il est toujours vicieux, et n’attache jamais. Greuze est toujours honnête ; et la foule se presse autour de ses tableaux. J'oserais dire à Boucher : « Si tu ne t'adresses jamais qu’à un polisson de dix-huit ans, tu as raison, mon ami, continue à faire des culs, des tétons ; mais, pour les honnêtes gens et moi, on aura beau t'exposer à la grande lumière du Salon, nous t'y laisserons pour aller chercher dans un coin obscur ce Russe charmant de Le Prince, et cette jeune, honnête, innocente marraine qui est debout à ses côtés. ». »

En revanche, Diderot accorde une place importante à Greuze dont il dit qu’il est « le premier qui se soit avisé parmi nous de donner des mœurs à l’art, et d’enchaîner des événements d’après lesquels il seroit facile de faire un roman. » Il apprécie aussi les paysages et les marines de Vernet, à qui il consacre de nombreuses pages, de Hubert Robert dont il apprécie la méditation sur les ruines, et de Louis-Michel Van Loo, même s’il critique le portrait que ce dernier a fait de lui.
Selon René Tarin, Diderot a la conviction que « les formes les plus achevées de l’activité humaine témoignent de l’effort continu et obstiné des hommes pour comprendre et dominer la matière, se rendre maîtres et possesseurs du monde. L'œuvre d’art est un langage de signes particuliers. À la fois signifiants et signifiés spécifiques, cette tentative d’interprétation du monde témoigne de la volonté d’émancipation de l’homme. Dans ce sens, même lorsqu’il reproduit la réalité, l’artiste est aussi celui qui dévoile. »
Pour le philosophe Henri Lefebvre, le mérite de Diderot en ce domaine est d’avoir « apporté une première conscience de problèmes » qui sont toujours d’actualité.

### Éducation
Diderot a souvent abordé la question de l’éducation dans ses écrits. La finalité de celle-ci doit être d’assurer « la conservation de l’individu et l’amélioration de l’espèce » ainsi que le bonheur public. Diderot critique l’enseignement religieux traditionnel, et s’oppose à ce que l’éducation soit sous la dépendance de l’Église, comme elle l’a été depuis Charlemagne. L'éducation doit être gratuite et publique afin de permettre l’éclosion de tous les talents : les enfants pourront être pensionnaires et bénéficier d’une bourse. Il s’oppose en cela à Helvétius qui ne reconnaît pas l’existence de talents individuels préalables et qui estime que « l’éducation fait tout » alors qu’il faudrait dire, selon lui, « l’éducation fait beaucoup ». L'éducation doit être laïque pour éviter le fanatisme et l’arbitraire. Elle doit préparer à la vie professionnelle en tenant compte des talents individuels. Les programmes doivent être uniformisés et accorder une grande place aux mathématiques et aux sciences, plutôt qu’aux lettres et à l’étude des langues mortes. Il envisage un système de sélection par concours, convaincu que l’émulation est le nerf de la pédagogie.

Les connaissances sont classées en trois catégories : 

« instrumentales, celles qui ne sont que des moyens d’apprendre ou de produire ce qu’on fait; essentielles, ce que l’homme doit absolument savoir et faire sous peine d’être dégradé et malheureux; de convenance [les mêmes poussées plus loin, en particulier] pour ceux dont le principal emploi est d’en faire leçon. »

Très soucieux de l’éducation de sa fille, il prévoit un programme pour les filles différent de celui des garçons : « Je mets de la grammaire, de la fable, de l’histoire, de la géographie, un peu de dessin et beaucoup de morale ». Il semble préférer que cette éducation soit faite à la maison si les parents en ont les moyens. En somme, ses idées sur l’éducation sont conformes aux attentes de la bourgeoisie montante,,.

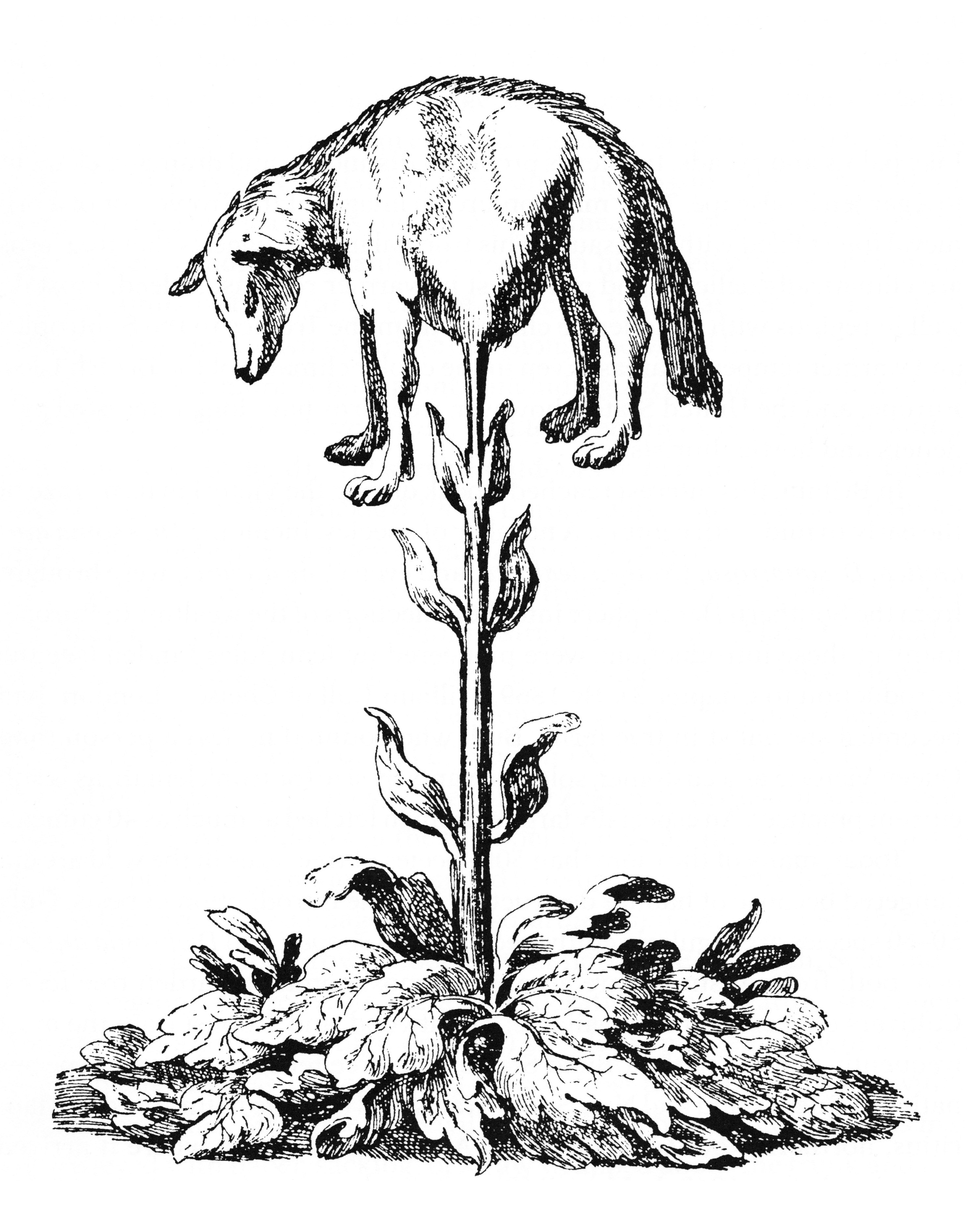
Agneau tartare ou Barometz.

### Méthode scientifique
Diderot est également l’auteur ou le coauteur de divers ouvrages scientifiques, notamment ses Éléments de physiologie. Esprit universel et curieux de tout, il applique à la compréhension des phénomènes naturels une méthode expérimentale rigoureuse.

Il applique le même esprit critique à l’examen des faits historiques. Il expose les principes de méthodologie historique dans l’article de l’Encyclopédie consacré à « Agnus Scythicus » ou agneau tartare, une plante légendaire dont la description et les qualités fabuleuses avaient été confirmées par plusieurs sommités, notamment Jules César Scaliger et Athanasius Kircher, avant de se révéler finalement inexistantes. Diderot s’intéresse à cette histoire parce qu’elle lui fournit l’occasion d’exposer une série de principes méthodologiques rigoureux à appliquer aux superstitions de tout genre : 

« Il faut distinguer les faits en deux classes ; en faits simples & ordinaires, & en faits extraordinaires & prodigieux. Les témoignages de quelques personnes instruites & véridiques suffisent pour les faits simples ; les autres demandent, pour l’homme qui pense, des autorités plus fortes. Il faut en général que les autorités soient en raison inverse de la vraisemblance des faits ; c’est-à-dire, d’autant plus nombreuses & plus grandes, que la vraisemblance est moindre. »

 Ces principes pouvant également s’appliquer aux miracles et aux récits de l’histoire sainte, telle l’« Arche de Noé », on comprend que l’encyclopédie présente bien autre chose qu’une science inoffensive.

## Œuvre
Diderot a touché à tous les genres littéraires, en s’y montrant souvent novateur. Il a parfois été désigné comme un « amateur », en raison de la multitude des sujets sur lesquels il a écrit, mais ce qualificatif est rejeté par Henri Lefebvre, qui voit en lui « un savant et un sage, un homme social et une tête politique ».
Curieusement, sur les huit mille pages de ses Œuvres complètes, plus de la moitié des textes étaient restés inconnus de ses contemporains et n’ont été publiés que bien après sa mort. Écrivain célèbre, il se défend pourtant de l’être dans la préface de son Essai sur les règnes de Claude et de Néron : « Je ne compose point, je ne suis point auteur ; je lis ou je converse ; j'interroge ou je réponds. »

### Traductions

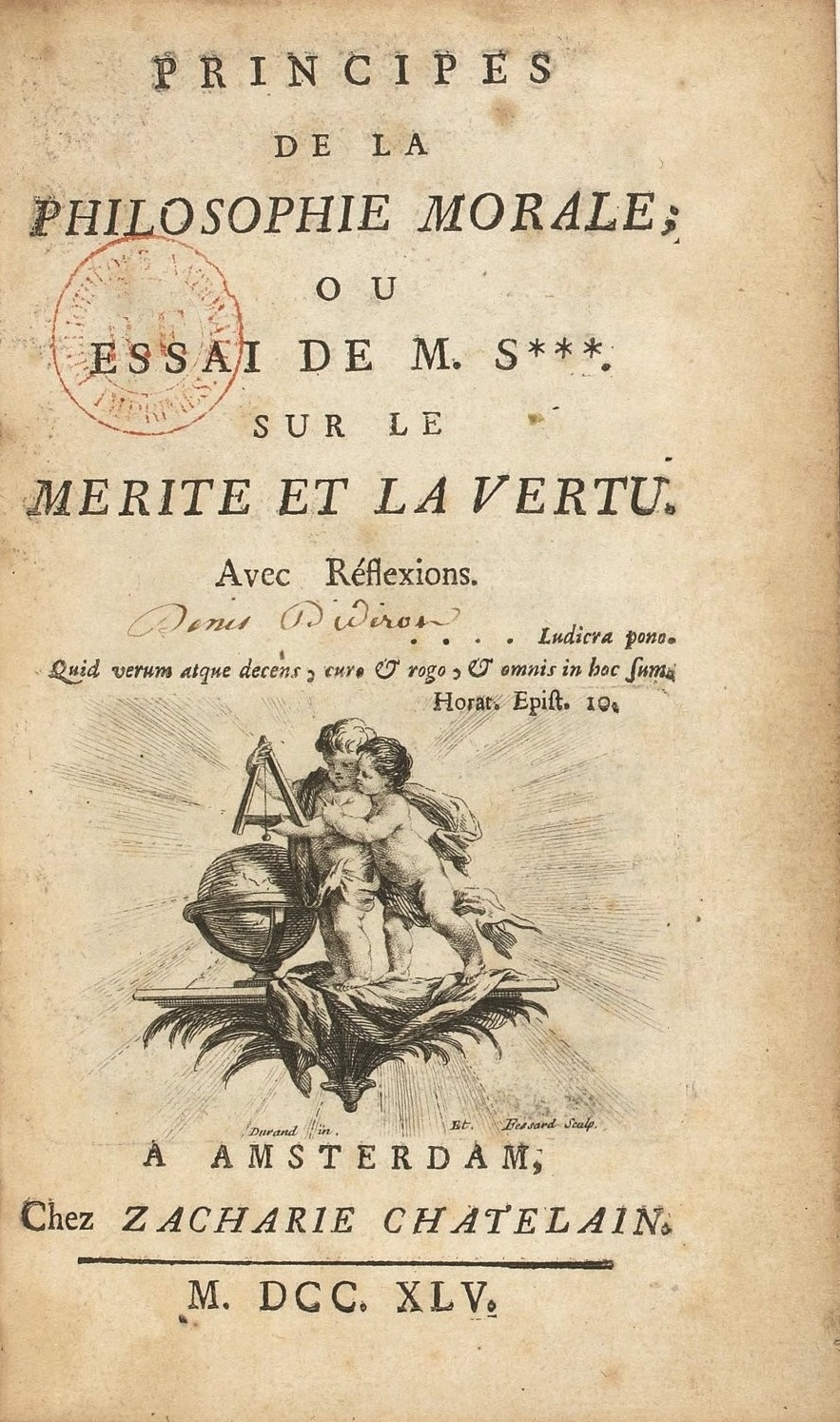

En 1742, Diderot obtient le contrat pour la traduction de The Grecian History de Temple Stanyan, qui paraît en trois volumes en juillet 1743. Puis il entreprend, avec François-Vincent Toussaint et Marc-Antoine Eidous, la traduction des six volumes du Medicinal Dictionary de Robert James (1746-1748).
En 1745, paraît sa traduction de An inquiry concerning virtue or merit de Shaftesbury, sous le titre Principes de philosophie morale ou Essai de M. S*** sur le mérite et la vertu. Cet ouvrage est le premier signe manifeste du glissement de Diderot de la foi chrétienne vers le déisme et marque ses débuts d’intellectuel public.

Cette traduction est largement augmentée de ses réflexions personnelles, ainsi qu’il s’en explique en introduction : « Je l’ai lu et relu, je me suis rempli de son esprit, et j'ai, pour ainsi dire, fermé son livre lorsque j'ai pris la plume. On n’a jamais usé du bien d’autrui avec tant de liberté. J'ai resserré ce qui m'a paru trop diffus, étendu ce qui m'a paru trop serré, rectifié ce qui n’était pensé qu’avec hardiesse. » Ainsi que le note Michel Delon, 

« Diderot ne croit pas à une différence radicale entre créer et transformer [...] La traduction est une des formes de travail sur la langue et la pensée, c’est la métaphore de toutes les équivalences entre des systèmes de signes différents. Tout au long de sa vie, Diderot a continué à se passionner pour la transposition d’une langue dans l’autre, d’un art dans l’autre. »

Ainsi que le montrent ses Observations sur la traduction de l’Essay on man par Silhouette, Diderot jugeait important de respecter le caractère esthétique du texte source d’Alexander Pope, d’en garder la vivacité et la richesse métaphorique. Ces divers travaux l’amèneront à être engagé pour la traduction de la Cyclopaedia or Universal Dictionnary of Arts and Sciences d’Ephraïm Chambers, un projet qui se transformera et sera à l’origine de l’Encyclopédie.

### Encyclopédie

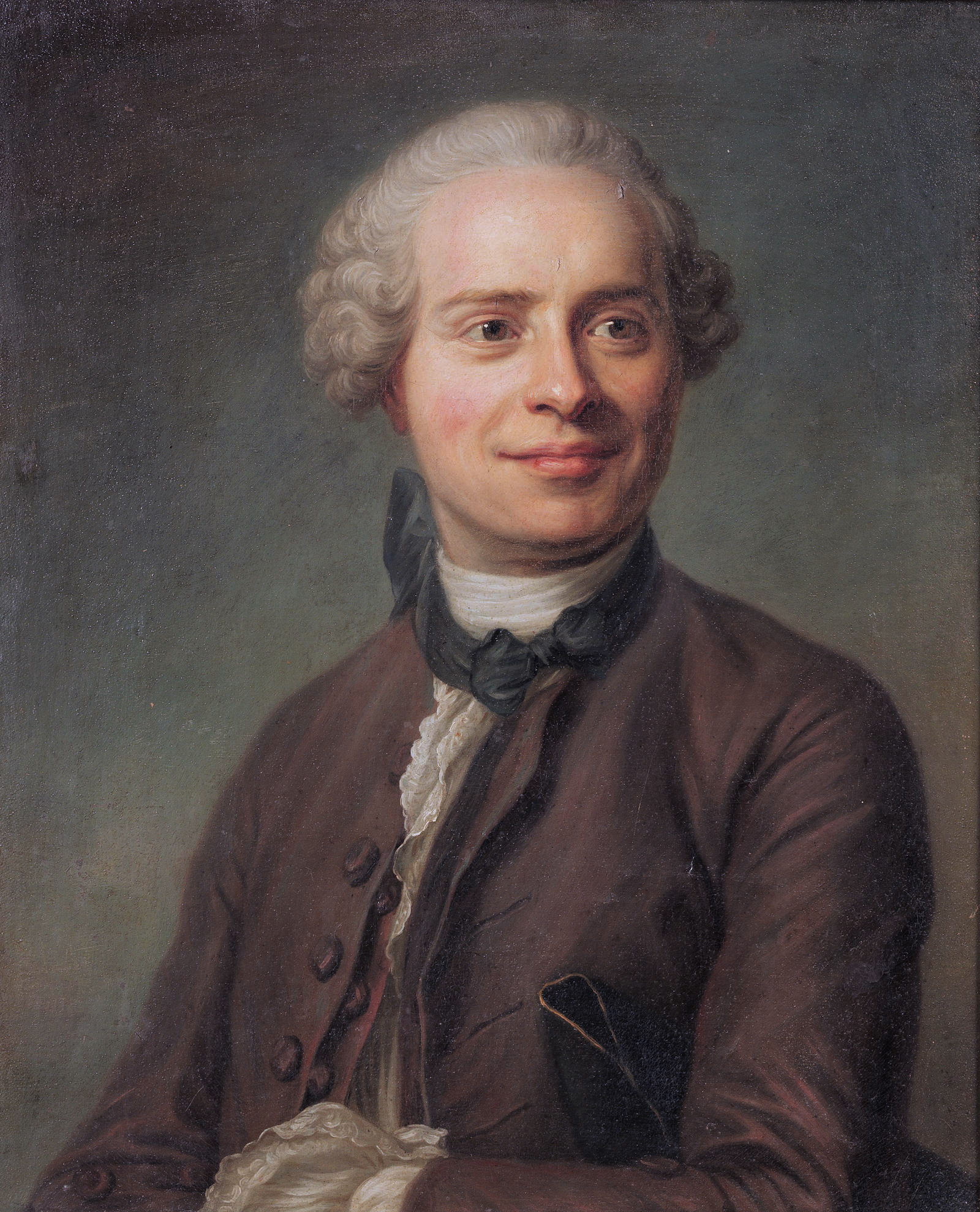
Jean Le Rond d’Alembert (1753).

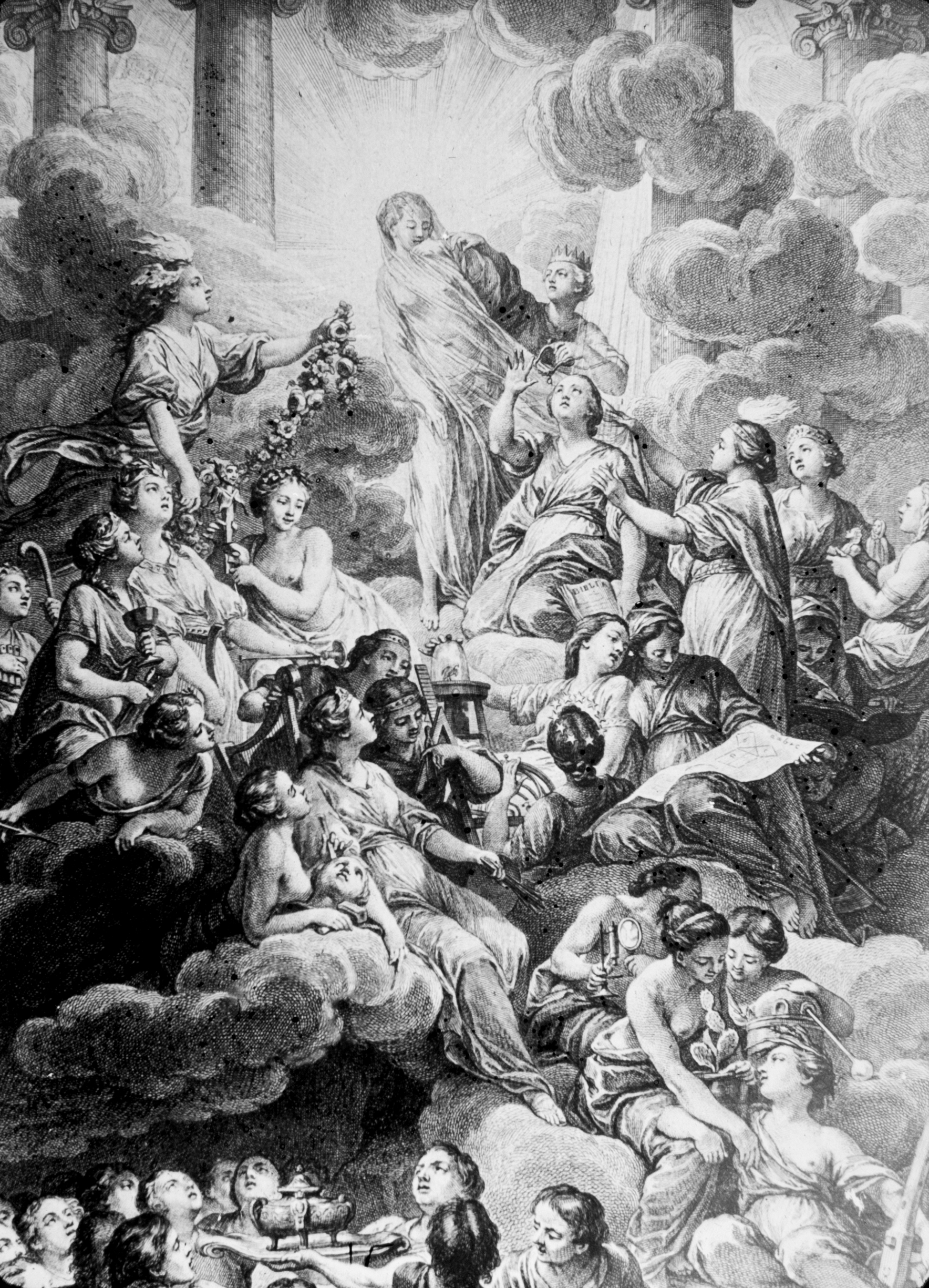
Frontispice de l’Encyclopédie (détail) dessiné par Charles-Nicolas Cochin. Au centre, la Vérité rayonnante de lumière est couverte d’un voile que la Raison, à sa gauche, tente de lui arracher. À ses pieds, la Théologie attend la lumière d’en haut.

À l’origine, l’Encyclopédie ne devait être que la traduction française de la Cyclopædia d’Ephraïm Chambers, dont la première édition datait de 1728, mais Diderot, auteur polygraphe dont la pensée philosophique ne cessait alors de s’accentuer dans le sens de l’athéisme, du matérialisme, mais aussi de la théorie de l’évolution, préfère se lancer dans ce qui sera l’œuvre d’une vie.
Le 16 octobre 1747, à l’âge de 34 ans, il devient officiellement codirecteur avec Jean le Rond d'Alembert de l'Encyclopédie ou Dictionnaire raisonné des sciences, des arts et des métiers. Il se charge personnellement de rédiger le Prospectus (paru en 1750) dans lequel il explique la genèse du projet et son ampleur nouvelle : il ne s’agit plus seulement de traduire et adapter la Chambers, mais de construire un nouvel instrument de connaissance du monde. Le premier volume paraît en 1751. Au total, Diderot consacrera 25 ans de sa vie à ce projet qu’il n’achève qu’en juillet 1772, rempli de l’amertume due au manque de reconnaissance, aux errements de l’édition et au comportement des éditeurs (Le Breton en particulier).
Pour contourner la censure de l’époque, les directeurs décident d’insérer des renvois et des références croisées dans les articles, préfigurant ainsi les liens hypertextes modernes, pour transmettre de manière indirecte des critiques à l’égard du dogme religieux : ainsi, l’article « Anthropophages » est suivi de « Voyez Eucharistie, Communion, Autel, etc. »,. Le Discours préliminaire marque le caractère révolutionnaire de ce projet — que Pierre Lepape caractérise comme une « tentative de coup d’État culturel » — d’abord parce qu’il place l’homme plutôt que Dieu à l’origine des connaissances humaines et aussi parce qu’il « revendique pour les gens de lettres, spécialistes du langage, le droit et le devoir de définir les mots, de fixer les règles du discours public. »
En plus de diriger le projet jusqu’à la fin, en 1772, Diderot s’investira personnellement dans la rédaction, la collecte, la recherche et la réalisation des planches. On estime qu’il a contribué quelque cinq mille entrées, portant sur des sujets variés : philosophie, histoire de la religion, hérésies, croyances populaires, mythologie, physiologie, médecine, beaux-arts, etc..
Dès le contrat signé, Diderot fut convoqué par le chancelier d’Aguesseau qui discuta du plan avec lui et décida de l’appuyer. Diderot devait écrire plus tard : « Je proteste que l’entreprise de l’Encyclopédie n’a pas été de mon choix, qu’une parole d’honneur adroitement exigée, très indiscrètement accordée, m'a livré, pieds et poings liés, à cette énorme tâche et à toutes les peines qui l’ont accompagnée. »

Cet ouvrage colossal eut dès son lancement un public de lecteurs attentifs car il répondait à la demande sociale de milieux très variés : « l’aristocratie réformiste, la bourgeoisie progressiste, les manufacturiers, artisans, industriels, les propriétaires fonciers [...] La partie la plus saine, la plus éclairée de la nation attendait quelque chose de grand, et de neuf, dans le domaine théorique. » Par son contenu et son organisation, la publication de l’Encyclopédie entraînera une « révolution culturelle par l’alphabet. » Diderot en était d’ailleurs bien conscient, écrivant à Sophie Volland en septembre 1762 à propos du huitième volume qui venait de paraître : 

« Cet ouvrage produira sûrement avec le temps une révolution dans les esprits, et j'espère que les tyrans, les oppresseurs, les fanatiques et les intolérants n’y gagneront pas. Nous aurons servi l’humanité. »

Vers la fin de l’année 1764, Diderot éprouve un choc en découvrant que Le Breton a modifié les épreuves à son insu en atténuant les passages jugés dangereux ou en supprimant même des articles, tels « Tolérance » ou « Théologie scolastique ». Devant cette trahison, Diderot se jure de ne plus jamais adresser la parole à l’imprimeur.
Alors que l’imprimeur annonçait au départ dix volumes de texte et quatre de planches, l'ouvrage finira par compter dix-sept volumes de texte et onze de planches.

### Essais philosophiques et scientifiques

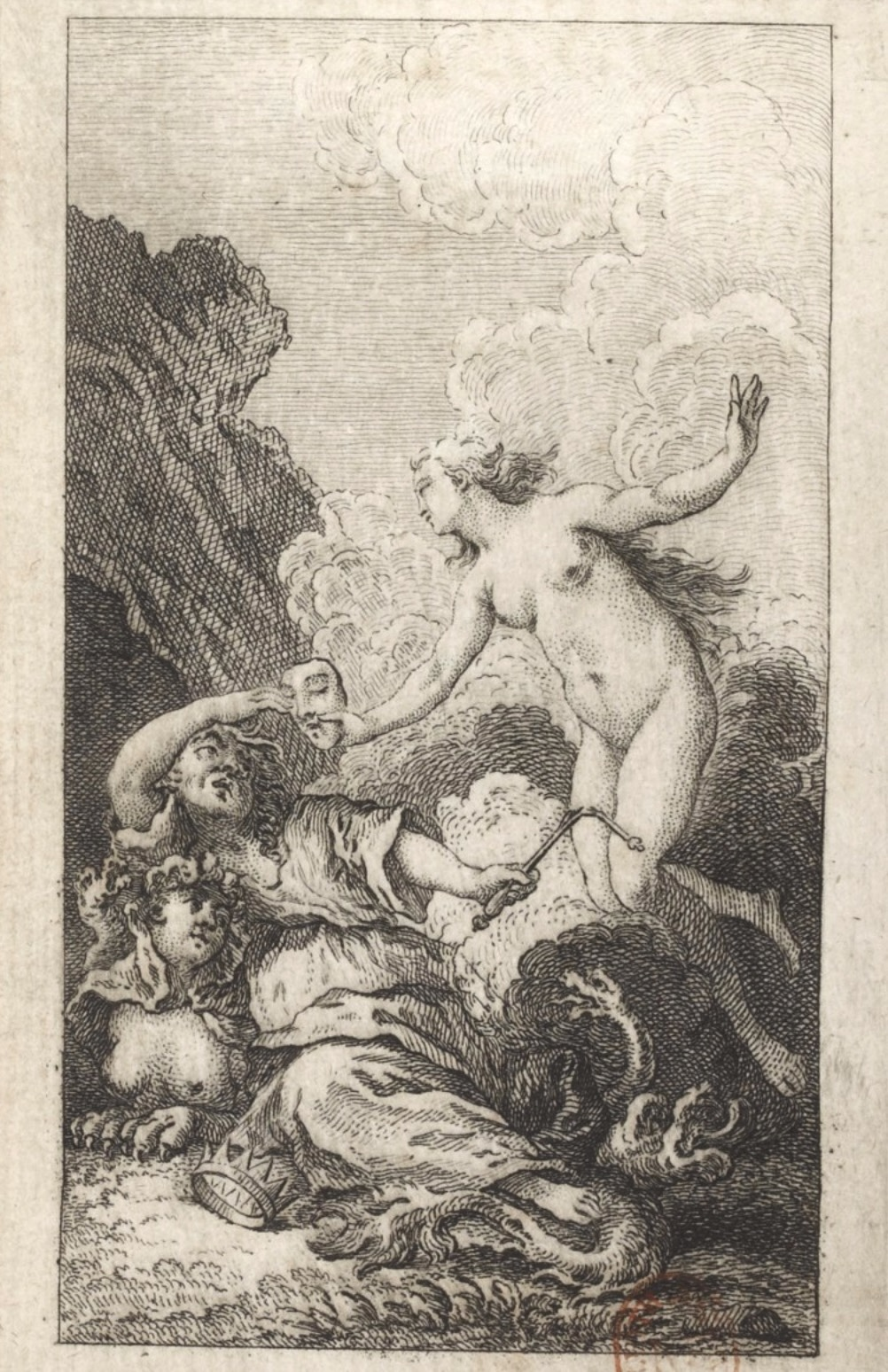
Frontispice des Pensées philosophiques. Une allégorie de la Philosophie prend le masque du roi déchu, au sceptre brisé, étendu auprès d’une Sphinge.

En 1746, il publie de façon anonyme Pensées philosophiques, sa première œuvre personnelle, qu’il a peut-être écrite sur les instances de sa maîtresse de l’époque, Madeleine de Puisieux. C'est un recueil de 62 réflexions, la plupart fort brèves, sur diverses croyances et pratiques, et dont le thème principal est de démontrer la valeur positive des passions : « C'est le comble de la folie, que de se proposer la ruine des passions. Le beau projet que celui d’un dévot qui se tourmente comme un forcené, pour ne rien désirer, ne rien aimer, ne rien sentir, et qui finirait par devenir un vrai monstre s’il réussissait ! » Dans ses mémoires, Turgot estime que le poison de cette œuvre est très dangereux car il est enrobé des plaisirs de l’imagination et des gratifications de l’esprit. Cet ouvrage qui justifie les passions fortes et dénonce une religion mortifère suscite de nombreuses réfutations et un tel scandale que, le 7 juillet 1746, il est condamné par le Parlement de Paris à « être lacéré et brûlé comme scandaleux, contraire à la religion et aux bonnes mœurs et présentant aux esprits inquiets et téméraires le venin des opinions les plus criminelles et les plus absurdes dont la dépravation de la raison humaine soit capable. » Il en paraîtra toutefois six éditions clandestines en trois ans. En 1762, Diderot retravaille cet ouvrage dans une Addition aux Pensées philosophiques qui ne sera publiée qu’en 1770.
Diderot approfondira sa réflexion sur la religion dans De la suffisance de la religion naturelle qui semble dater de la même année mais ne sera publiée qu’en 1770. S'il ménage le christianisme en fin de ses Pensées, il produira en 1762 une Addition beaucoup plus radicale et qui tombe facilement dans la boutade et la raillerie.
En 1747, il travaille au manuscrit de La Promenade du sceptique. Dans cette allégorie, il distingue trois voies possibles dans la vie : celle des épines que fréquentent des soldats portant un bandeau sur les yeux et obéissant à une vaste hiérarchie de guides qui professent des idées contradictoires ou absurdes (christianisme); celle des châtaigniers, où des philosophes argumentent sur le déisme, l’athéisme, le spinozisme ou le scepticisme et, enfin, celle des fleurs (plaisir charnel). Déjà se dessine dans cet ouvrage la méthode de Diderot, qui expérimente systèmes et idées. Après avoir été égarée, cette œuvre paraîtra finalement en 1830.

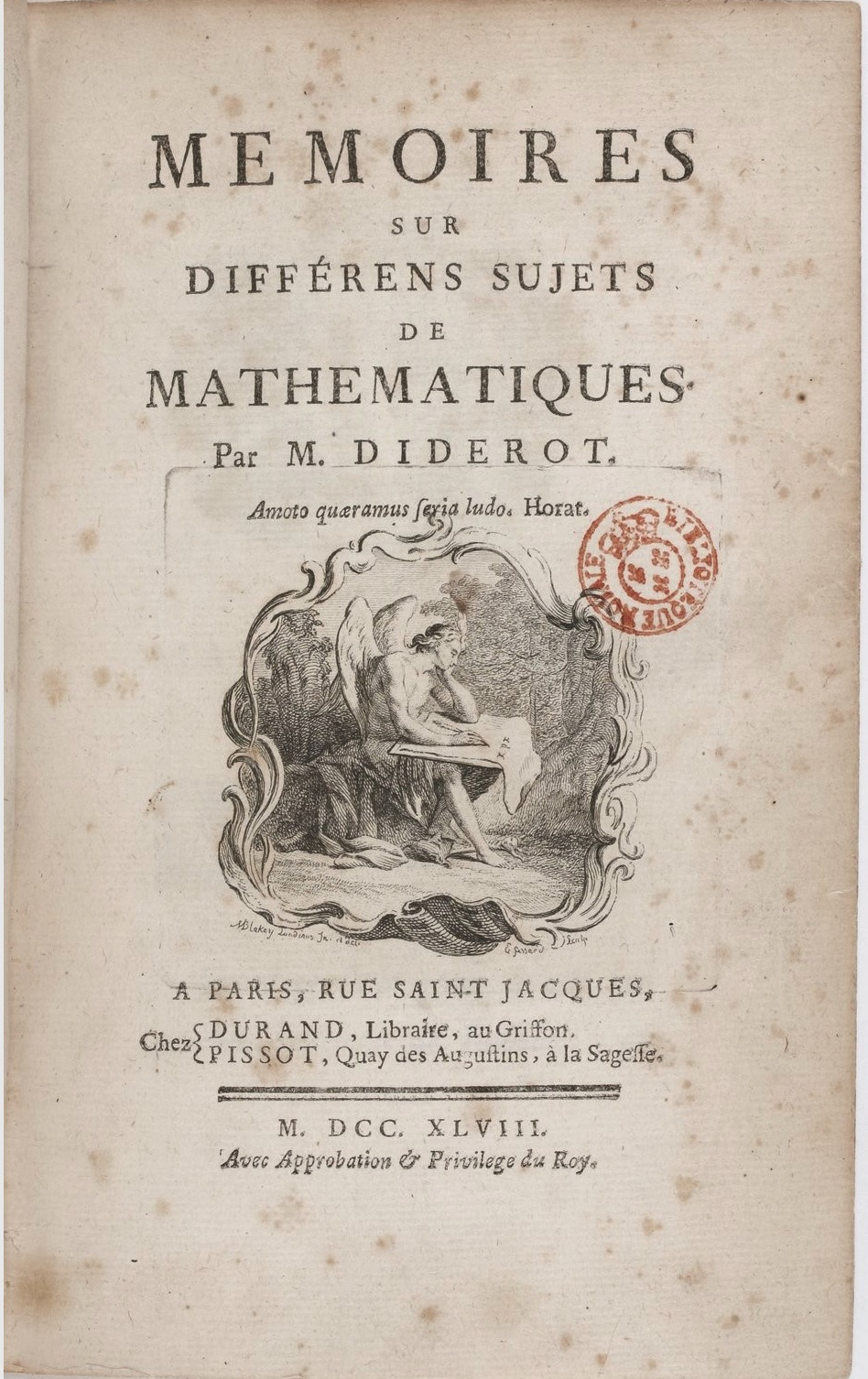

En 1748, il publie Mémoires sur différents sujets de mathématiques, ouvrage qui jette les bases de sa notoriété comme mathématicien. Il y développe des solutions sur cinq sujets : l’acoustique, la développante du cercle, la tension des cordes, un projet d’|orgue mécanique à cylindre sur lequel on puisse faire jouer n’importe quel morceau et enfin une étude de la résistance de l’air aux mouvements des pendules dans laquelle il répond à Newton. Dans des manuscrits inédits allant jusqu’en 1775, il tente notamment de résoudre le problème de la quadrature du cercle, fait l’ébauche d’une « machine chiffratoire et déchiffratoire », et imagine un projet d’impôt sur le revenu déguisé en loterie nationale. 

En 1749, il publie sa Lettre sur les aveugles à l'usage de ceux qui voient, dans laquelle il étudie comment des aveugles de naissance réagissent lorsqu’ils recouvrent la vue. L'objectif premier de Diderot apparaît lorsqu’un des personnages de l’essai conteste l’existence de Dieu et explique que les espèces ont évolué dans le temps, en prenant l’exemple des monstres, qui ne sont que des « combinaisons vicieuses ». Il présente ainsi sa théorie de la formation des êtres vivants : 

« Imaginez donc, si vous voulez, que l’ordre qui vous frappe a toujours subsisté ; mais laissez-moi croire qu’il n’en est rien ; et que si nous remontions à la naissance des choses et des temps, et que nous sentissions la matière se mouvoir et le chaos se débrouiller, nous rencontrerions une multitude d’êtres informes pour quelques êtres bien organisés. Si je n’ai rien à vous objecter sur la condition présente des choses, je puis du moins vous interroger sur leur condition passée. Je puis vous demander, par exemple, qui vous a dit à vous, à Leibniz, à Clarke et à Newton, que dans les premiers instants de la formation des animaux, les uns n’étaient pas sans tête et les autres sans pieds ? Je puis vous soutenir que ceux-ci n’avaient point d’estomac, et ceux-là point d’intestins ; que tels à qui un estomac, un palais et des dents semblaient promettre de la durée, ont cessé par quelque vice du cœur ou des poumons ; que les monstres se sont anéantis successivement ; que toutes les combinaisons vicieuses de la matière ont disparu, et qu’il n’est resté que celles où le mécanisme n’impliquait aucune contradiction importante, et qui pouvaient subsister par elles-mêmes et se perpétuer. »

Diderot s’oppose ainsi au créationnisme et au fixisme. En adepte de la théorie atomique d’Épicure transmise par Lucrèce, il donne un rôle essentiel aux effets du hasard et partage certaines hypothèses de Buffon. Cet ouvrage lui vaudra d’être interné à Vincennes.

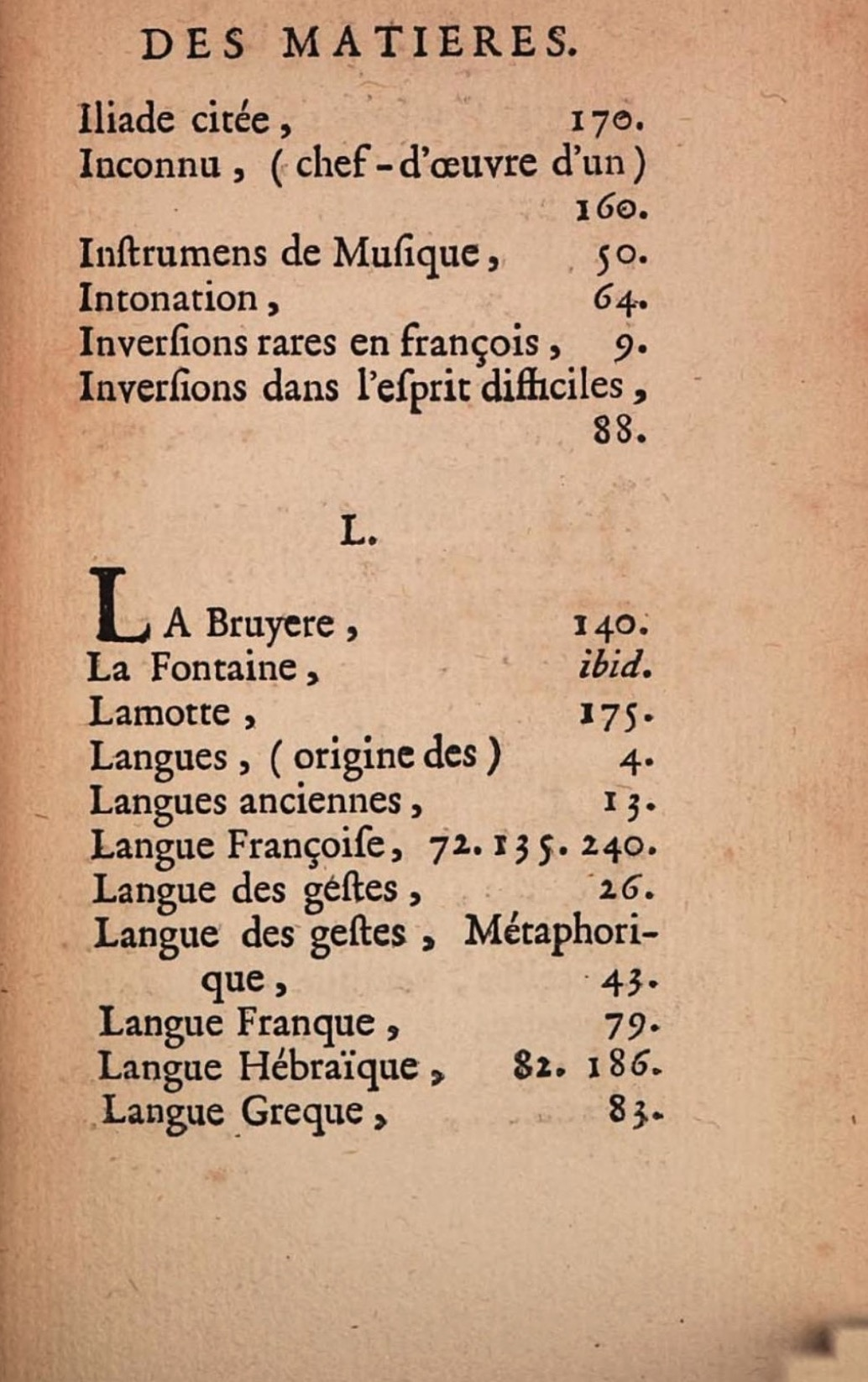
Extrait de l’index de onze pages. Lettre sur les sourds et muets.

En 1751, il obtient la permission de publier sa Lettre sur les sourds et muets, un ouvrage philosophique qui discute la thèse de l’abbé Batteux sur l’ordre naturel des mots et explore les origines gestuelles du langage en opposant la simultanéité des impressions sensibles à la successivité du langage. Lui-même s’intéressait à l’expression corporelle de l’émotion et accompagnait ses propos d’une gestuelle souvent remarquée par ses contemporains. Réfléchissant sur les correspondances entre les sens, il évoque la réaction hypothétique d’un sourd devant la « machine aux couleurs » ou clavecin oculaire imaginé par Louis Bertrand Castel. Il caractérise ainsi les divers sens : « je trouvais que de tous les sens, l’œil était le plus superficiel, l’oreille le plus orgueilleux, l’odorat le plus voluptueux, le goût le plus superstitieux et le plus inconstant, le toucher le plus profond et le plus philosophe. ». 

En 1753, il publie De l’interprétation de la nature, qu’il reprend peu après et augmente sous le titre Pensées sur l'interprétation de la nature. Ce recueil de 58 pensées plaide pour une démarche scientifique qui soit véritablement à la recherche de la vérité, sans volonté apologétique ni parti pris initial afin que la science puisse devenir une œuvre collective et continue dans le temps. Influencé par sa lecture de la Dissertatio inauguralis metaphysica (1751) de Maupertuis, qui propose une origine unique de toutes les formes de vie, il se détache du déisme qui animait encore ses Pensées philosophiques (1746) et opte pour une approche purement scientifique visant non plus à s’interroger sur le pourquoi mais à expliquer le comment (Pensée LVI). Il résume ainsi la méthode à suivre : 

« Nous avons trois moyens principaux : l’observation de la nature, la réflexion et l’expérience. L'observation recueille les faits ; la réflexion les combine ; l’expérience vérifie le résultat de la combinaison. Il faut que l’observation de la nature soit assidue, que la réflexion soit profonde, et que l’expérience soit exacte. »

En 1769, il rédige Paradoxe sur le comédien, un essai sur le jeu de l’acteur d’abord conçu sous la forme d’un compte rendu critique mais qu’il transformera en un dialogue entre 1773 et 1777. Cet ouvrage publié à titre posthume est considéré comme un des plus importants ouvrages théoriques sur le jeu de l’acteur. Diderot y développe notamment la théorie du quatrième mur, un mur imaginaire situé sur le devant de la scène, séparant la scène des spectateurs et au travers duquel ceux-ci voient les acteurs jouer : « Imaginez sur le bord du théâtre un grand mur qui vous sépare du parterre ; jouez comme si la toile ne se levait pas. »
L'acteur, selon Diderot, ne doit pas jouer avec sa sensibilité mais avec sa tête et rester de sang-froid : « Mais, dit-on, un orateur en vaut mieux quand il s’échauffe, quand il est en colère. Je le nie. C'est quand il imite la colère. » Un comédien totalement insensible pourra plus facilement jouer les sentiments de son personnage et être « aussi parfait imitateur de la sensibilité que de l’avarice, de l’hypocrisie, de la duplicité et de tout autre caractère qui ne sera pas le sien, de toute autre passion qu’il n’aura pas. ». Même si cette thèse avait déjà été soutenue par le comédien contemporain D'Hannetaire, Diderot la présente comme un paradoxe parce que l’opinion dominante de l’époque était au contraire qu’un bon acteur devait être doué d’une sensibilité hors du commun.
Cette même année, il écrit Le rêve de d’Alembert, un dialogue philosophique en trois actes dans lequel il explore les notions de réalité et d’illusion, tout en développant sa conception matérialiste de l’origine de la vie et de la pensée qu’il avait amorcée dans Principes philosophiques sur la matière et le mouvement. Il développe sa réflexion en mettant en scène son ami d’Alembert, un génie qu’il admire et qu’il imagine parlant dans son sommeil en suivant un train de pensées analogue à l’état de rêve. Ce faisant, il veut réfuter — de façon théâtrale et non sans persiflage — le scepticisme proclamé de son ami et « démontrer, par fiction interposée, l’intérêt des conjectures et l’impossibilité pratique de la suspension du jugement. » Parfaitement informé des recherches de son temps en biologie, il revient sur la question de l’origine de la vie et de la conscience telle qu’elle s’exprime par la sensibilité et la mémoire, conscience qu’il accorde même aux mondes végétal et minéral, toute matière ayant deux propriétés : conscience et mouvement. Estimant que toutes les espèces ont subi des transformations successives au fil du temps, il avance l’hypothèse du transformisme : « Les organes produisent les besoins, et, réciproquement, les besoins produisent les organes. » Évoquant ce texte dans une lettre à Sophie Volland, il se félicite d’« avoir mis mes idées dans la bouche d’un homme qui rêve : il faut souvent donner à la sagesse l’air de la folie, afin de lui procurer ses entrées. » Cet ouvrage étrange et génial, qui ne sera publié qu’en 1830, peut être considéré comme le sommet de son œuvre philosophique.

Dans son bref Essai sur les femmes (1772), Diderot exprime à la fois son admiration et sa compassion à leur égard : 

« La soumission à un maître qui lui déplaît est pour elle un supplice. J'ai vu une femme honnête frissonner d’horreur à l’approche de son époux ; je l’ai vue se plonger dans le bain, et ne se croire jamais assez lavée de la souillure du devoir. Cette sorte de répugnance nous est presque inconnue. Notre organe est plus indulgent. Plusieurs femmes mourront sans avoir éprouvé l’extrême de la volupté. [...] Dans presque toutes les contrées, la cruauté des lois civiles s’est réunie contre les femmes à la cruauté de la nature. »

En 1773, il annote un ouvrage du philosophe Hemsterhuis rencontré à La Haye et ses remarques seront recueillies sous le titre Observations sur la « Lettre sur l'homme et ses rapports ». La même année ou l’année suivante, il rédige Entretien d'un philosophe avec la maréchale de *** dans lequel les protagonistes s’opposent sur la question de la religion, la maréchale étant croyante tandis que le philosophe est athée. Diderot expose ses convictions sans chercher à les imposer à son interlocutrice : 

« LA MARÉCHALE. - Vous n’avez pas, à ce que je vois, la manie du prosélytisme.

    DIDEROT. - Aucunement.

    LA MARÉCHALE. - Je vous en estime davantage.

    DIDEROT. - Je permets à chacun de penser à sa manière, pourvu qu’on me laisse penser à la mienne. »

En 1774, il écrit une Réfutation d’Helvétius où il montre que l’individu se construit par un mélange d’inné et d’acquis. Il affirme la grande variabilité du moi : « nous sommes nous, toujours nous, et pas une minute les mêmes. » Pour un commentateur, cela veut dire que « le moi est à la fois l’activité qui relie, et le résultat évolutif des rapports qu’il instaure. Il est inséparable d’une organisation, de la conscience individuelle, de plusieurs types de mémoire, d’une suite de récits de vie [...] Il ne correspond pas à une substance, ni à une essence. » Malgré son titre, cet ouvrage est moins une réfutation qu’un « long dialogue de Diderot avec lui-même » et se conclut ainsi : « Il y a plus de véritable substance dans un de ces chapitres que dans les quinze volumes de Nicole ; il est plus lié, plus suivi que Montaigne ; et Charron n’a ni sa hardiesse ni sa couleur. C'est un véritable système de morale expérimentale dont il ne s’agit que de restreindre un peu les conclusions, ce que tout esprit ordinaire peut faire. »

De 1774 à 1780, il travaille au manuscrit des Éléments de physiologie, qui ne paraîtra qu’en 1875 et que Claude Bernard tiendra en haute estime. Cet ouvrage constitue « une somme de sa pensée philosophique et scientifique ; comme une tentative de définition de la nature (phusis) humaine, répondant aux problèmes posés par Helvétius. » Dans cette réflexion, Diderot insiste sur la grande variabilité du vivant et met en garde contre un discours sur un homme idéal : « il n’y a pas sur toute la surface de la terre un seul homme parfaitement constitué, parfaitement sain. L'espèce humaine n’est donc qu’un amas d’individus plus ou moins contrefaits, plus ou moins malades. » La Nature étant une production incessante de combinaisons d’éléments dans des formes variées, l’espèce et l’individu ne sont que des aspects provisoires d’un processus généalogique — une position qui a été rapprochée de la théorie de l’ontophylogenèse : 

« Il ne faut pas croire la chaîne des êtres interrompue par la diversité des formes ; la forme n’est souvent qu’un masque qui trompe, et le chaînon qui paraît manquer existe peut-être dans un être connu à qui les progrès de l’anatomie comparée n’ont encore pu assigner sa véritable place. »

Entre 1775 et 1778, en réponse à son éditeur qui lui avait demandé une préface pour accompagner une traduction de Sénèque, Diderot remet un essai tellement considérable qu’il est publié à part sous le titre Essai sur la vie de Sénèque, sur ses écrits et sur les règnes de Claude et de Néron. Dans cet ouvrage paru en 1778 et considéré comme « un testament intellectuel », il pose essentiellement la question de la position de l’intellectuel à l’égard du pouvoir et conclut « qu’il n’est pas de compromis possible avec le vice, ni de correctif. » C'est, selon Henri Lefebvre, son texte « le plus virulent, le plus éloquent, le plus satirique. ». À titre d’exemple, Diderot critique la dégradation du discours sous la tyrannie : 

« La tyrannie imprime un caractère de bassesse à toutes sortes de productions ; la langue même n’est pas à couvert de son influence : en effet, est-il indifférent pour un enfant d’entendre autour de son berceau le murmure pusillanime de la servitude, ou les accens nobles & fiers de la liberté? Voici les progrès nécessaires de la dégradation : au ton de la franchise qui compromettrait, succède le ton de la finesse qui s’enveloppe, & celui-ci fait place a la flatterie qui encense, à la duplicité qui ment avec impudence, à la rusticité révoltée qui insulte sans ménagement, ou à l’obscurité circonspecte qui voile l’indignation. »

Dans l’œuvre de Sénèque, il privilégie les Lettres à Lucilius en raison de son intérêt pour des leçons morales applicables à des événements de la vie quotidienne. Il prend la défense du philosophe antique, même si celui-ci s’est enrichi considérablement, en contradiction avec ses positions théoriques. Surtout, il le défend bien qu’il ait été le tuteur de Néron. Considérant les attaques portées contre lui par Publius Suillius Rufus, Diderot les écarte comme étant celles de « l’ingrat qui dit du mal de ses bienfaiteurs [...] l’homme atroce qui ne balance pas à noircir ses anciens amis ». Très vite, les lecteurs verront dans cette note une attaque voilée contre Jean-Jacques Rousseau et la polémique fait rage. Pour y répondre, Diderot développera son attaque contre Rousseau en y consacrant une dizaine de pages dans la seconde édition du livre parue en 1782. Cette fois, la critique de son ancien ami est directe et virulente : 

« Mais après avoir vécu vingt années avec des philosophes, comment Jean-Jacques devint-il antiphilosophe? Précisément comme il se fit catholique parmi les protestans, protestant parmi les catholiques, & qu’au milieu des catholiques & des protestans il professa le déisme ou le socinianisme. Comme il écrivait dans la même semaine deux lettres a Geneve par l’une desquelles il exhortait les concitoyens à la paix, & par l’autre il soufflait dans leurs esprits la vengeance & la révolte. Comme il écrivit contre les spectacles, après avoir fait des comédies. »

Les Confessions parurent peu de temps après cette cinglante tirade et le public se rangea majoritairement du côté de Rousseau.

### Romans, contes et théâtre

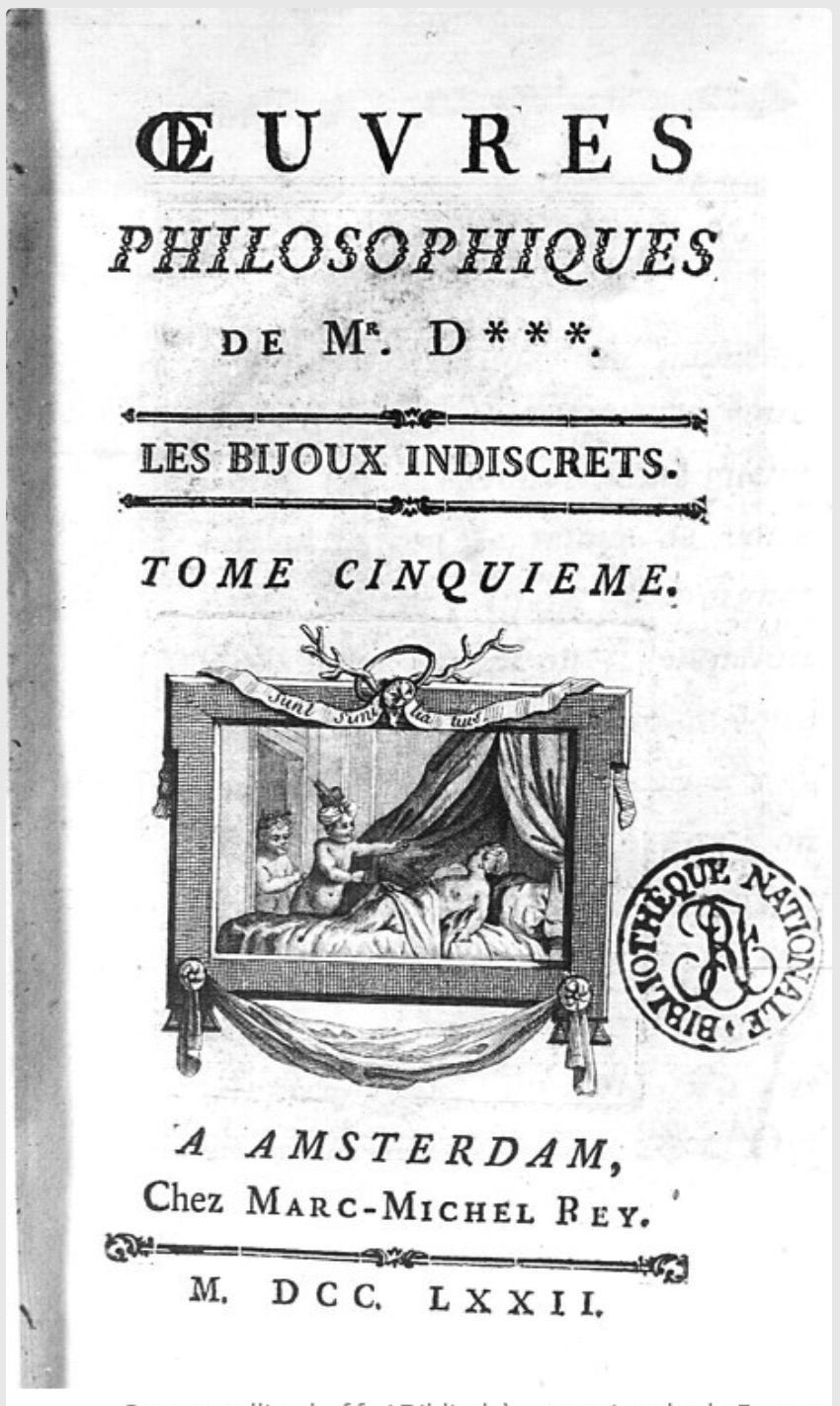
Page de titre d’une réédition des
Bijoux Indiscrets.

En 1748, Diderot publie, toujours de façon anonyme, Les Bijoux indiscrets, conte orientalisant mettant en scène des femmes de la cour à travers les confidences de leurs vagins. Cet ouvrage rédigé en quinze jours, pour donner de l’argent à sa maîtresse, résulte d’un défi que lui avait lancé celle-ci de faire un roman licencieux aussi bon que ceux de Crébillon. À travers les personnages évoluant dans un Congo imaginaire, le lecteur découvre une sympathique et vertueuse marquise de Pompadour et divers autres dont un Louis XIV manipulé par une « vieille fée décrépite ».
Sous ses aspects grivois, l’ouvrage comporte aussi une portée philosophique, notamment dans une réflexion sur la localisation de l’âme et l’allégorie d’un enfant équipé d’un flambeau qui se met à croître, symbolisant la montée de l’Expérience et de la science expérimentale. Selon un spécialiste de cette œuvre, Diderot « dépasse le scepticisme, engage une philosophie expérimentale, matérialiste et déterministe, inaugure son anthropologie de la sexualité et l’intègre à une politique. » La réception du livre fut très négative et Diderot s’excusera parfois de l’avoir écrit, même s’il y ajoutera bien plus tard trois chapitres assez licencieux.
En 1748, il écrit aussi L'oiseau blanc, conte bleu dans lequel il met en scène quatre conteurs qui se relaient au cours de sept soirées pour raconter la même histoire. L'ouvrage ne sera publié qu’en 1777-1778 dans la Correspondance littéraire.
En 1757, il ouvre la voie à un nouveau genre théâtral, le drame bourgeois, avec sa pièce Le Fils naturel, dont la publication est accompagnée des Entretiens sur Le Fils naturel. Les commentaires sur la pièce sont généralement négatifs. En revanche, les Entretiens « possèdent la liberté éblouissante des conversations où excelle Diderot » et présentent des idées étonnamment modernes. Diderot veut que le drame soit écrit en prose car celle-ci est plus proche de la réalité et plus souple. Il critique le coup de théâtre et suggère de le remplacer par un tableau : « une disposition des personnages sur la scène, si naturelle et si vraie, que, rendue fidèlement par un peintre, elle me plairait sur la toile ». Il insiste sur l'importance des gestes et fait l’éloge du théâtre grec antique dont il vante la vérité, la simplicité et la force « qui porte dans les âmes le trouble et l’épouvante ». Il voit en Shakespeare un équivalent d’Eschyle ; en revanche, il critique le théâtre de ses contemporains. Il souhaite disposer d'une scène assez vaste pour montrer des actions simultanées :

« Nous n’avons rien épargné pour corrompre le genre dramatique. Nous avons conservé des anciens l’emphase de la versification qui convenoit tant à des langues à quantité forte & à accent marqué, à des théâtres spacieux, à une déclamation notée & accompagnée d’instrumens ; & nous avons abandonné la simplicité de l’intrigue & du dialogue, & la vérité des tableaux. »

Une phrase de la pièce — « Il n’y a que le méchant qui soit seul » — sera vue par Rousseau, qui vivait alors en ermite, comme une attaque personnelle et il s’en plaignit à Diderot, qui lui répondit de façon assez cavalière. Ulcéré, Rousseau mit fin à leur amitié. En 1758, Rousseau marque son désaccord avec d’Alembert dans une Lettre sur les spectacles à laquelle il ajoute une note où il annonce rompre publiquement avec Diderot. Cette note blessera profondément Diderot, qui réagira dans son carnet de notes privé intitulé Tablettes en faisant une violente critique de son ancien ami, qu’il traite de menteur, d’hypocrite, de vaniteux et de monstre.
En 1758, il publie une autre pièce, Le père de famille, qui se base sur sa propre expérience amoureuse à l’époque où il courtisait Toinette — qu’il nomme Sophie, alors que l’amoureux s’appelle Saint-Albin — et que son père tentait de le dissuader d’un mariage en dessous de son statut social. La pièce est bien accueillie par le public — en 1761, elle avait été jouée à Bordeaux, Toulouse, Lyon, Marseille, Hambourg, Francfort et Vienne — et le préfet de police incite même Diderot à continuer dans cette voie, mais celui-ci n'a pas obtenu le succès escompté et il renonce à la veine théâtrale. Ces deux pièces « sont depuis longtemps devenues aussi illisibles qu’injouables » selon le verdict que posait déjà Jean Thomas en 1958. Cette pièce est, elle aussi, suivie d’un texte théorique Discours sur la poésie dramatique (1758) dans lequel Diderot persiste dans sa volonté de réformer le théâtre, car il croit à sa fonction éducative pour la société : « Le parterre de la comédie est le seul endroit où les larmes de l’homme vertueux et du méchant soient confondues. » Il prend maintenant pour modèle le dramaturge romain Térence, dont il fera un éloge en 1765.
Ses meilleurs textes lui viennent après qu’il a terminé l’Encyclopédie. En 1771, il retourne au conte avec Les Deux Amis de Bourbonne qui se termine par des réflexions sur la poétique du conte, dont il distingue trois sortes : le conte merveilleux, le conte plaisant et le conte vrai ou historique.
Ceci n'est pas un conte (1772) est le premier d’une trilogie complétée par Madame de La Carlière et Supplément au Voyage de Bougainville. Sans doute basé sur des faits réels, ce premier conte se conclut sur l'idée « qu’on n’est le maître ni d’arrêter une passion qui s’allume, ni d’en prolonger une qui s’éteint. » À un constat sur le caractère involontaire des sentiments amoureux, le titre invite en outre à chercher un autre sens aux deux récits qui le composent car ils sont insérés dans un dialogue philosophique entre le conteur et l’auditeur : « une forme complexe qui suscite la réflexion du lecteur sur ses propres interprétations. » Il en découle que « le lecteur réel est à la fois critiqué à travers la figure de l’auditeur auquel il tend d’abord à s’identifier, et rendu à sa propre liberté en ce qu’il finit par cesser de croire en un auteur impartial [...] et est incité à remplacer ses jugements moraux par la critique de ses propres préjugés. »
Cette même année, Diderot revient dans Madame de La Carlière sur la question de l’infidélité et du lien amoureux pour condamner en conclusion « nos législations absurdes, sources de mœurs aussi absurdes qu’elles. »

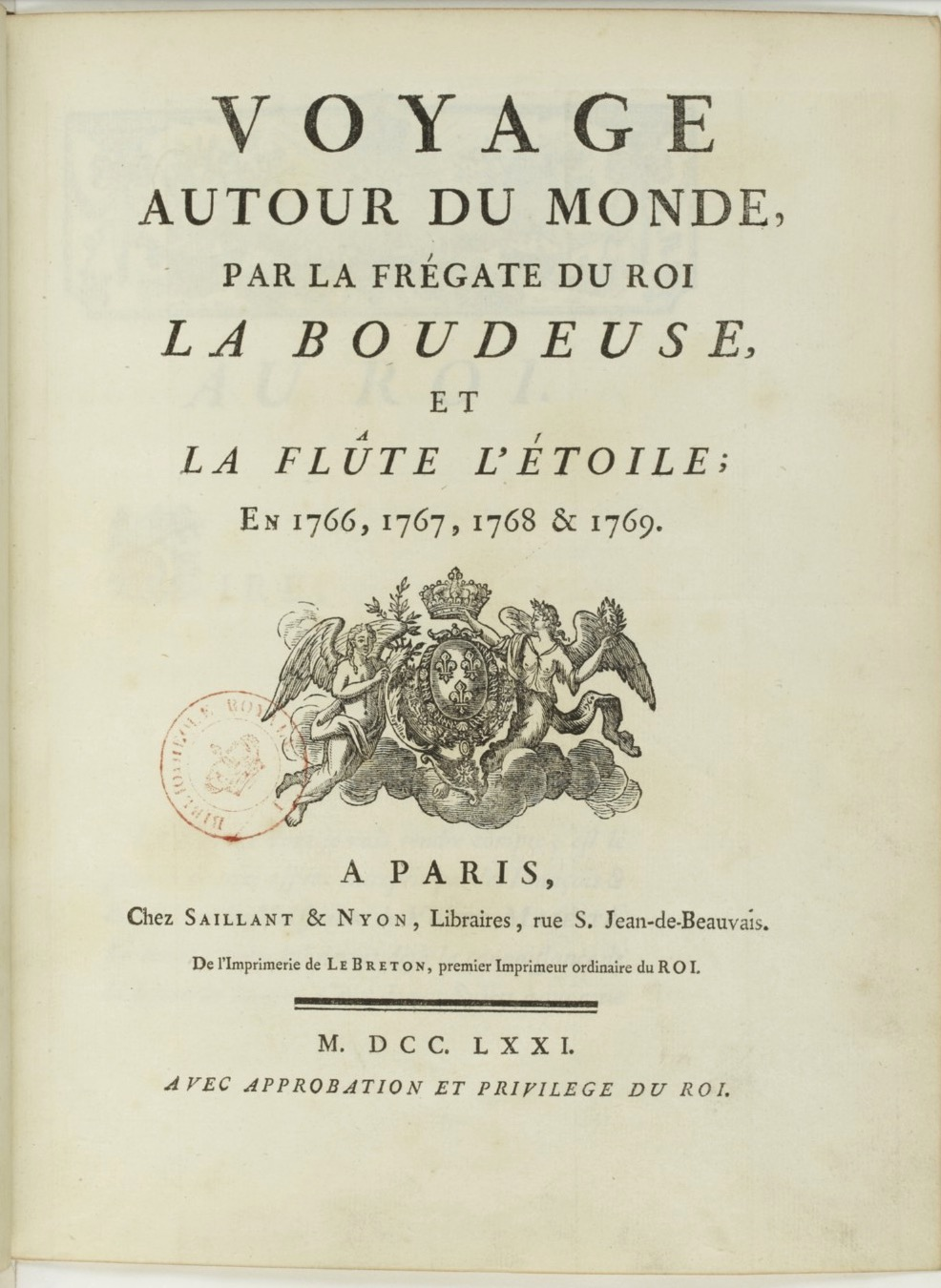
Page frontispice du Voyage autour du monde de Bougainville (1771).

L'impossibilité d’aller à l’encontre de la nature est encore explorée dans Supplément au Voyage de Bougainville (publié en 1773-74) où, prenant appui sur l’ouvrage de Bougainville paru en 1770, il s’attache aux descriptions enchanteresses de Tahiti et à la liberté sexuelle qui y règne, afin de mieux dénoncer en Europe les injonctions contradictoires de trois codes différents : celui de l’église, celui de la loi et celui de la nature. Un natif de l’endroit apostrophe ainsi le visiteur français : 

« Et où en serais-tu réduit, si tes trois maîtres, peu d’accord entre eux, s’avisaient de te permettre, de t'enjoindre et de te défendre la même chose, comme je pense qu’il arrive souvent ? Alors, pour plaire au prêtre, il faudra que tu te brouilles avec le magistrat ; pour satisfaire le magistrat, il faudra que tu mécontentes le grand ouvrier ; et pour te rendre agréable au grand ouvrier, il faudra que tu renonces à la nature. Et sais-tu ce qui en arrivera ? c’est que tu les mépriseras tous trois, et que tu ne seras ni homme, ni citoyen, ni pieux. »

Le même personnage oppose à l’éthique du travail des Européens la jouissance de la vie que célèbrent les Tahitiens : « Si tu nous persuades de franchir l’étroite limite du besoin, quand finirons-nous de travailler ? Quand jouirons-nous ? » En même temps, Diderot est bien conscient que l’on ne peut pas retourner en arrière car « Le Taïtien touche à l’origine du monde, et l’Européen touche à sa vieillesse. L'intervalle qui le sépare de nous est plus grand que la distance de l’enfant qui naît à l’homme décrépit. ». La seule voie raisonnable est de parler « contre les lois insensées jusqu’à ce qu’on les réforme ». Dans le même souffle, il dénonce le principe même de la colonisation : « Si un Taïtien débarquait un jour sur vos côtes, et qu’il gravât sur une de vos pierres ou sur l’écorce d’un de vos arbres : Ce pays appartient aux habitants de Taïti, qu’en penserais-tu? »

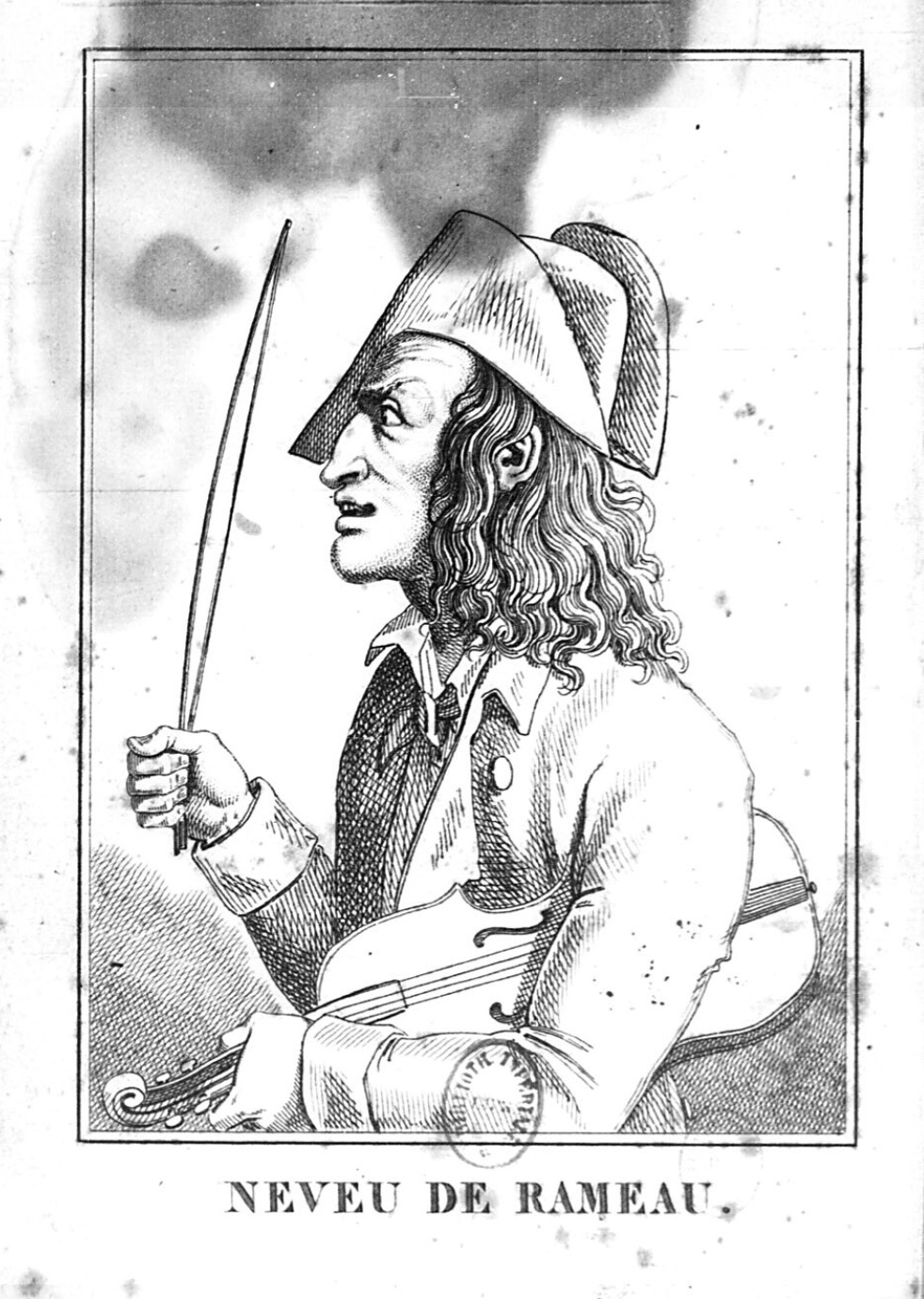
Page frontispice de 1821 (anonyme).
En 1858, Ernest Meissonnier a peint un tableau intitulé Le Neveu de Rameau dont on ne conserve que la description qu’en a faite Théophile Gautier.

Le Neveu de Rameau (1773) est son texte le plus célèbre, le plus complexe et le plus énigmatique. Intitulé en fait Satire seconde, il fait suite à une Satire première inspirée d’Horace. Le titre actuel lui a été donné par Goethe dans sa traduction d’une copie clandestine de l’original manuscrit envoyée de Russie par son ami Schiller. Dans cette « satire » ou pot-pourri littéraire, Diderot oppose à un Lui — condensé d’impuissance créatrice, d’abjection et de perversité — un Moi qui garde « foi en sa morale de l’utilité publique et du respect de soi-même. » Certains lecteurs ont identifié le personnage de Lui au Diderot bohème de la jeunesse, hypothèse que rejette Raymond Trousson. Pour Henri Lefebvre, Lui est « l’individu type de la société individualiste ; un raté, un vaincu. » En affirmant au début du texte « mes pensées ce sont mes catins », Diderot annonce un texte dans lequel il veut exorciser en pensée des valeurs qu’il honnit et explorer une sorte de monstre moral. Pour André Magnan, « C'est un dialogue avec l’époque, rude, serré, passionné, conflictuel, mais impubliable, et voulu tel ; et c’est le soliloque [...] de l’exigence d’un autre sens, d’un autre ordre de l’homme, mais improbable. » Loin de se limiter à cela, la pièce offre aussi une réflexion sur la création artistique et tout spécialement le génie : sa nature, ses rapports avec l’éthique et s’il est susceptible d'être développé ou de disparaître.
Commencé en 1760 et publié en épisodes par remaniements successifs dans la Correspondance littéraire (1780-1782), La Religieuse raconte les épreuves d’une jeune fille de bonne famille enfermée très jeune dans un couvent afin d’expier le fait qu’elle résultait d’un adultère de sa mère, et pour réduire ses droits à l’héritage familial. C'est « peut-être le seul roman français dans lequel une fille prenne peu à peu conscience — et conscience humaine, libre, responsable — d’elle-même. » La jeune héroïne est l’innocente victime d’une vie recluse contre nature qui déshumanise et peut entraîner vers la démence. La publication en 1796 fait scandale et l’ouvrage sera interdit en 1824 et 1826.
Entre 1776 et 1784, Diderot écrit la comédie Est-il bon? Est-il méchant? dans laquelle un écrivain — qui peut lui être identifié —, est pressé de résoudre les problèmes de divers amis et qui y parvient au moyen de plusieurs mensonges et impostures assez déshonorantes. Diderot explore ainsi l’idée que la volonté de faire le bien peut entraîner de sérieux manques d’éthique. Cette même année, il collabore un peu à l'Encyclopédie méthodique de Charles-Joseph Panckoucke et Jacques-André Naigeon.
Jacques le Fataliste, commencé peut-être lors de sa lecture de Tristram Shandy en 1765 mais terminé en 1784, dynamite joyeusement les conventions romanesques, entrelaçant dialogues, récits et digressions en série. On peut lire ce roman comme « l’itinéraire de l’humanité de l’état de nature à l’état de société » ou comme « la dialectique par laquelle la liberté incomplète passe dans la nécessité et réciproquement. » L'épisode le plus célèbre est le récit de la vengeance de Mme de La Pommeraye contre son ancien amant, récit dont Schiller s’enthousiasma et dont il entreprit la traduction et adaptation en allemand, ouvrage qui sera retraduit en français en 1793 sous le titre Exemple singulier de la vengeance d’une femme, conte moral. Ouvrage posthume de Diderot,.

### Critique d’art et de littérature
Diderot a rédigé de nombreux comptes rendus d’expositions de peinture sous le titre Salons, pour la Correspondance littéraire, philosophique et critique de son ami Friedrich Melchior Grimm, dont le tirage était fort restreint vu que l’ouvrage était copié à la main. Ce faisant, il a  introduit la critique d’art dans la littérature. Il s’est également interrogé sur le beau en littérature, qu’il voit comme un beau relatif car il ne se comprend que dans un contexte particulier. Il a aussi écrit des ouvrages théoriques : Essais sur la peinture (1765) et  Traité du beau.

Dans son Éloge de Richardson (1762), rédigé en 24 heures pour la revue de son ami Grimm, « il admire les détails réalistes, les scènes de genre, les menus faits de la vie domestique, le portrait du séducteur, l’innocence persécutée » : 

« Richardson sème dans les cœurs des germes de vertu qui y restent d’abord oisifs et tranquilles : ils y sont secrètement, jusqu’à ce qu’il se présente une occasion qui les remue et les fasse éclore. Alors ils se développent ; on se sent porter au bien avec une impétuosité qu’on ne se connaissait pas. On éprouve, à l’aspect de l’injustice, une révolte qu’on ne saurait s’expliquer à soi-même. C'est qu’on a fréquenté Richardson ; c’est qu’on a conversé avec l’homme de bien, dans des moments où l’âme désintéressée était ouverte à la vérité. »

Ayant un jour fait l’éloge de Térence, le directeur de la Gazette littéraire de l'Europe lui demande un article sur cet auteur. Diderot s’exécute et produit « une analyse subtile de ses comédies, de sa verve, de la vérité de ses scènes et de ses caractères. »

### Écrits sur l’éducation
- Plan d’une université (rédigé 1775). Il s’agit d’un plan idéal des études commandé par Catherine II. Transmis par l’intermédiaire de Grimm, l'impératrice semble ne jamais l’avoir lu, au grand regret de Diderot.
- Lettre sur l’éducation des enfants à la princesse de Nassau-Sarrebrück (rédigé 1758).
- Lettre à la comtesse de Forbach sur l’éducation des enfants (rédigé vers 1772)
- Réfutation d’Helvétius (rédigé 1773-1778, Corr. 1783-1786)
- Il aurait également contribué à la rédaction de De l’éducation publique dû à Dominique-François Rivard[247].

### Politique et économie
La plupart de ses réflexions et idées politiques se découvrent à travers sa vie et l’ensemble de son œuvre, jusque dans les écrits esthétiques. On trouve ainsi des allusions hostiles au premier partage de la Pologne dans Les Pensées détachées sur la peinture qui parurent dans la Correspondance littéraire de février à juin 1777. L'édition Hermann (dite DPV) de ses œuvres complètes propose un volume qui porte le titre général de « Politique » (n° XXIV) et qui contient notamment le Voyage en Hollande.
À côté des textes personnels, il faut isoler quelques écrits qui portent sur des questions politiques concrètes, telle la Première lettre d’un citoyen zélé (1748), adressée à M.D.M. (parfois identifié avec Sauveur-François Morand), dans laquelle Diderot dénonce la querelle opposant les médecins aux chirurgiens et réclame l’unification des deux professions.
Dans sa Lettre sur le commerce de la librairie (1763), il défend la liberté, la propriété et la libre concurrence.
Dans Dialogues sur le commerce des blés (1770), un ouvrage de l’économiste italien Ferdinando Galiani, revu et édité anonymement par Diderot, il montre au contraire les dangers d’un strict libéralisme en cette matière et rejette la position des physiocrates, compte tenu des risques de spéculation à la suite d’une mauvaise récolte.
Ayant collaboré à la seconde édition de la très importante Histoire des deux Indes (1774) de l’abbé Raynal, Diderot est de nouveau sollicité pour la troisième édition (1780), dans laquelle il fait sa contribution la plus importante. Il y fait une critique radicale du colonialisme et donne « à l’ouvrage de l’abbé philosophe son orientation ouvertement anticolonialiste et révolutionnaire ». Sa critique fort étayée de l’esclavage réfute l’idée qu’un être humain puisse être traité comme une propriété. Les centaines de pages de contributions anonymes que Diderot a faites à cette encyclopédie en dix volumes représentent plus de 20% de sa matière et en accentuent considérablement la force et l’impact. Le pouvoir révolutionnaire se servira de cet ouvrage comme référence dès 1789. Très intéressé par le mouvement d’indépendance des colonies américaines, Diderot fournit aussi dans cet ouvrage un sommaire enthousiaste des fondements politiques et idéologiques de la jeune nation d’Amérique. Il traduit des passages de l’ouvrage de Thomas Paine Common Sense et résume les points principaux de la Déclaration d'indépendance des États-Unis.
Dans ses entretiens avec Catherine II (1773-1774), il tente de faire adopter une constitution éclairée mais est fortement déçu lorsqu’il reçoit le texte final de la Constitution Nakaz qui établit en fait un régime autocratique.

### Correspondance
Selon un critique, « La gloire de Diderot se fonde surtout sur la correspondance que, pendant quarante ans, il a entretenue avec ses amis, sa famille et sa maîtresse. » Ces lettres nous renseignent sur les préoccupations de l’auteur, les personnes qu’il fréquentait, l’art de la conversation dans les salons, comment la société s’y divertissait et ce dont on parlait — telle la fable du rossignol et du coucou que raconte l’abbé Galiani. Sur près de 800 lettres écrites entre 1742 et 1784, le corpus principal est formé des lettres adressées à son amante Sophie Volland, dont 189 nous s|ont parvenues sur 553 envoyées — Diderot numérotait ses lettres pour s’assurer qu’elles étaient parvenues à leur destinataire — les lettres les plus intimes ayant été brûlées par sa fille. Ces lettres sont considérées comme « les lettres les plus charmantes et les plus tendres que la littérature amoureuse nous ait conservées »,. Comme le fait remarquer Benoît Melançon, Diderot utilise cette correspondance à la façon d’un journal intime où il tient le registre de ses pensées et des mouvements de son cœur. L'échange entre les correspondants est régi par un « pacte épistolaire » dont les principales clauses sont « la régularité, l’obligation de ne pas rester silencieux et de répondre aux lettres et demandes de l’autre, la volonté de tout se dire le plus fidèlement possible et la spontanéité. Cette clause est particulièrement déterminante, car c’est elle qui assure que le texte dise la vérité et qui explique son (apparent) désordre. Elle a également pour effet de souligner l’importance de la connivence, voire de la communion, entre les épistoliers : la spontanéité épistolaire est une création qui leur est commune. » Ces échanges, qui témoignent d’un intarissable besoin d’écrire et de s’exprimer, s’inscrivent souvent dans un triangle épistolaire qui inclut, outre l’amante, sa sœur Uranie ou l’ami Grimm. Cette « figure triangulaire permet de faire vaciller les limites de l’amour et de l’amitié. »
Un autre important corpus de lettres est constitué par les échanges de Diderot avec Falconet à partir de 1765. Il y est beaucoup question de l’immortalité de l’artiste, de l’art et de la postérité. Évoquant les grands noms de l’Antiquité, tels Pline, Polygnote, Pausanias et nombre d’autres, Diderot pose la question de la pertinence du jugement du littérateur sur l’œuvre d’art. Certaines de ces lettres sont de véritables essais. Les correspondants divergent d’opinion sur l’importance de la gloire posthume, très chère à Diderot : « À côté de ceux que nous voyons prosternés, nous agenouillons ceux qui ne sont pas encore. Il n’y a que cette foule d’adorateurs illimitée qui puisse satisfaire un esprit dont les élans sont toujours vers l’infini. »

### Contributions
Travailleur infatigable, sans doute éternel insatisfait, relecteur attentif, toujours prêt à rendre service, par amour, amitié ou obligeance, ou à encourager le débutant, Diderot a consacré une grande énergie aux œuvres d’autrui. Une part de son œuvre est ainsi éparpillée, voire difficilement discernable dans les publications de son entourage littéraire : l’abbé Raynal, Madeleine de Puisieux, D'Holbach, Galiani, Madame d’Épinay, etc. Diderot ne manque toutefois pas de nier sa contribution, ou d’en réduire l’importance, de bonne ou mauvaise foi.

## Écriture et style
L'écriture de Diderot est marquée par un art de la conversation sur lequel il a réfléchi et qu’il maîtrisait au plus haut point, ainsi que le confirment de nombreux témoignages, tel celui d’André Morellet : 

« La conversation de Diderot, homme extraordinaire [...] avait une grande puissance et un grand charme ; sa discussion était animée, d’une parfaite bonne foi, subtile sans obscurité, variée dans ses formes, brillante d’imagination, féconde en idées et réveillant celles des autres. On s’y laissait aller des heures entières [...] J'ai éprouvé peu de plaisirs de l’esprit au-dessus de celui-là. »

### Dialogisme
Loin d’être à la recherche d’un système philosophique englobant, Diderot assemble des idées et les oppose. Sa pensée, qui a été qualifiée d’« associative », est loin de viser « la réduction du complexe au simple » : elle cherche plutôt à maintenir « le complexe en tant que sens locaux et multiples, comme réseau ». Son œuvre est donc surtout, plus qu’une exposition de ses idées personnelles, une incitation à la réflexion au moyen du dialogisme. Cette démarche, volontaire, se retrouve dans la forme dialoguée qu’il donne à ses œuvres principales (Le Neveu de Rameau, Le Rêve de d’Alembert, Supplément au Voyage de Bougainville) avec cette particularité qu’aucun des personnages ne représente à lui seul la pensée de l’auteur. Cette pluralité se retrouve d’ailleurs dans ses titres (pensées, principes). 

### Commentaire
Quand il ne conçoit pas de dialogue, il développe souvent ses œuvres à partir du canevas de l’œuvre d’un tiers, pour le commenter — ce n’est d’ailleurs qu’un cas particulier de dialogue. C'est notamment le cas du Paradoxe sur le comédien où il développe ses idées sur le théâtre à partir de Garrick ou Les acteurs anglais de Sticotti ; c’est le cas aussi des Salons qui suivent le catalogue de l’exposition. Dans le même esprit, il s’appuie souvent sur l’œuvre d’un tiers pour développer ses idées, pour contredire (Supplément au Voyage de Bougainville), réfuter (Réfutation d’Helvétius), s’inscrire dans un contexte ou une polémique (Suite de l'Apologie de M. l'abbé de Prades). Il retravaille aussi fréquemment ses textes, et même, dans la seconde moitié de sa vie, rédige des Additions (aux Pensées philosophiques et à la Lettre sur les aveugles notamment) pour rendre compte de l’évolution de sa pensée.

### Digression
La digression est le principe même de Jacques le Fataliste que l’on pourrait centrer sur des amours que Jacques ne raconte jamais et autour desquelles gravitent une série de récits qui constituent l’œuvre. Le récit feint de se perdre dans un labyrinthe de détails sans rapport avec le contenu initial du texte, qui servent à alléger le propos, mais surtout à opérer des associations d’idées, conformément à la logique de l’Encyclopédie avec ses renvois. Diderot théorise cette pratique qui donne l’apparence d’une extrême liberté alors même qu’elle obéit à une très grande rigueur formelle, à partir des théories de Jean-Philippe Rameau sur les harmoniques en musique et les appels qu’ils génèrent. 

### Mise en abyme
La mise en abyme est utilisée par Diderot afin de mener de front l’exposition d’une théorie et son application. Le Fils naturel en est un bel exemple car s’y trouvent mêlés la pièce et son commentaire. La pièce de théâtre constitue en fait une incise au sein de l’exposé d’une théorie du théâtre (Entretiens sur Le Fils naturel). Diderot d’ailleurs s’y met en scène occupé à assister à une représentation théâtrale privée à laquelle participe la personne avec laquelle il discute.

## Iconographie et représentations
Devenu célèbre grâce à l'Encyclopédie, Diderot a souvent été représenté à partir des années 1760. Les nombreux portraits réalisés de lui en gravure, peinture ou sculpture témoignent de l’intérêt marqué qu'il portait à la diffusion de son visage de son vivant et à sa transmission à la postérité. On trouvera ci-dessous une liste chronologique — dont il est difficile de garantir l’exhaustivité — des portraits effectués de son vivant et parfois, quand l’original fait défaut, des gravures qui en découlèrent. Les représentations sont parfois accompagnées de l’avis du modèle sur son image, quand il nous est connu.
Son ami le sculpteur Étienne Maurice Falconet est l’auteur d’un buste, antérieur à 1767 et qui a disparu. Diderot ne l’aimait pas : « Je dirais seulement de ce mauvais buste, qu’on y voyoit les traces d’une peine d’âme secrète dont j'étais dévoré quand l’artiste le fit. » (Salon de 1767)
Marie-Anne Collot, élève de Falconet, a fait différents bustes antérieurs à 1767. Diderot écrit dans une lettre à Falconet : 

« Vous aviez fait mon buste ; Mlle Collot le fit une seconde fois après vous : vous fûtes curieux de comparer votre travail avec le sien. Voilà les deux bustes exposés sous vos yeux : le vôtre vous paraît médiocre en comparaison du sien ; vous prenez un marteau, et vous brisez votre ouvrage. Allez, mon ami, celui qui est capable de cet acte de justice est né pour beaucoup d’autres procédés que la multitude n’appréciera jamais bien. »

Louis Michel van Loo réalise son portrait le plus connu en 1767 (voir photo en haut de l’article). Il réalise aussi un dessin sur papier brun, sans date, musée du Louvre. Diderot commente le portrait dans ses Salons : 

« Moi, j'aime Michel, mais j'aime encore mieux la vérité. Assez ressemblant; très vivant ; c’est sa douceur, avec sa vivacité ; mais trop jeune, tête trop petite, joli comme une femme, lorgnant, souriant, mignard, faisant le petit bec, la bouche en cœur ; et puis un luxe de vêtement à ruiner le pauvre littérateur, si le receveur de la capitation vient l’imposer sur sa robe de chambre [...] Mais que diront mes petits-enfants, lorsqu’ils viendront à comparer mes tristes ouvrages avec ce riant, mignon, efféminé, vieux coquet - là ! Mes enfants, je vous préviens que ce n’est pas moi. J'avais en une journée cent physionomies diverses, selon la chose dont j'étais affecté. J'étais serein, triste, rêveur, tendre, violent, passionné, enthousiaste ; mais je ne fus jamais tel que vous me voyez là. J'avais un grand front, des yeux très vifs, d’assez grands traits, la tête tout à fait du caractère d’un ancien orateur, une bonhomie qui touchait de bien près à la bêtise, à la rusticité des anciens temps. »

Anna Dorothea Therbusch, représentation de Diderot torse nu, vers 1767. Le portrait original est perdu mais il a été reproduit en émail par Pierre Pasquier et gravé ensuite par Pierre François Bertonnier pour l’édition Brière des Œuvres de Diderot (1825). Brière a offert l’émail de Pasquier à M. François Guizot.

« Ses autres portraits sont froids, sans autre mérite que celui de la ressemblance, excepté le mien, qui ressemble, où je suis nu jusqu’à la ceinture, et qui, pour la fierté, les chairs, le faire, est fort au-dessus de Roslin et d’aucun portraitiste de l’Académie. Je l’ai placé vis-à-vis celui de Van Loo, à qui il jouait un mauvais tour. Il était si frappant, que ma fille me disait qu’elle l’aurait baisé cent fois pendant mon absence, si elle n’avait pas craint de le gâter. La poitrine était peinte très-chaudement, avec des passages et des méplats tout à fait vrais. (Salon de 1767) »

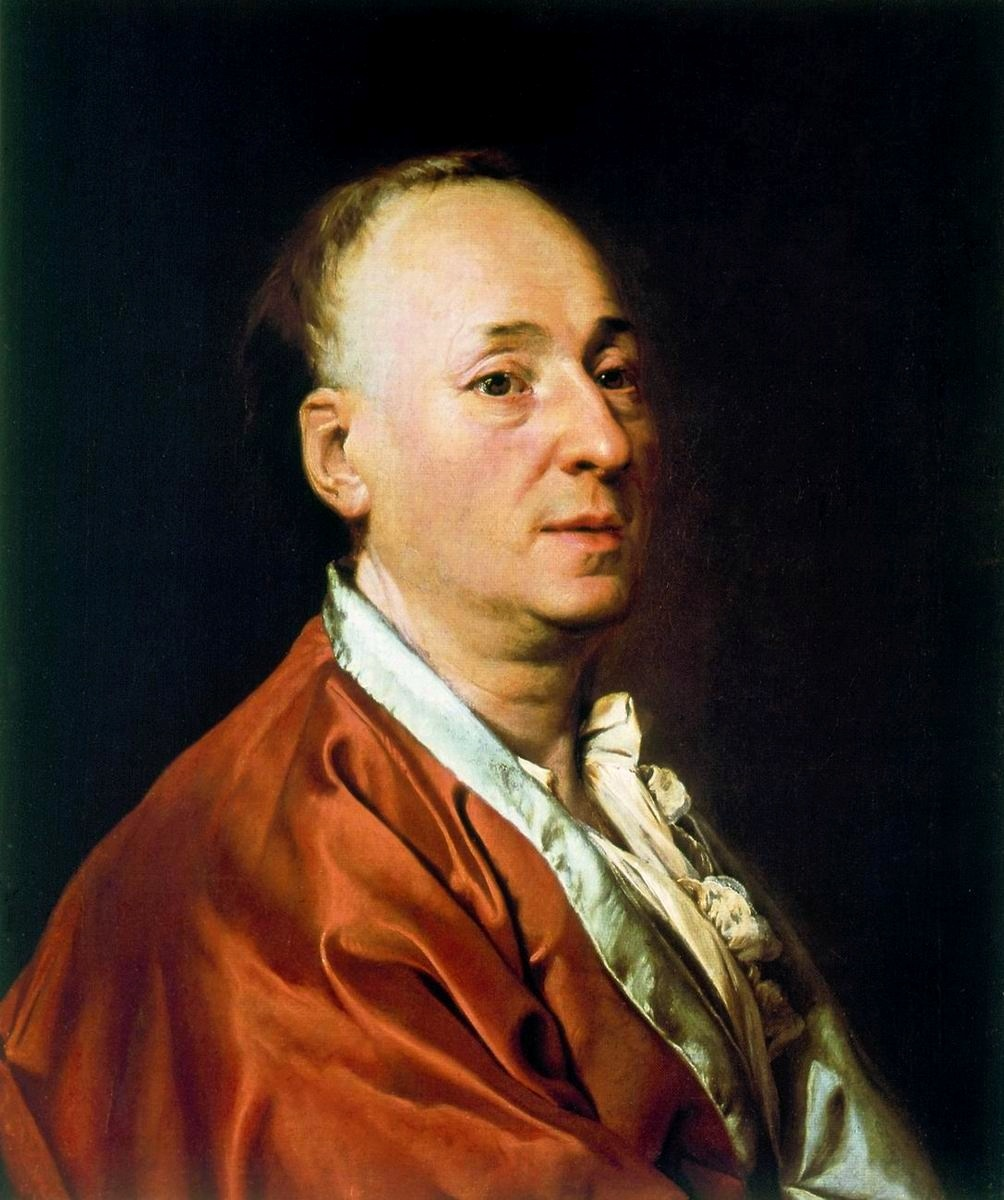
Diderot par Dmitri Levitsky
(vers 1773-1774).

Jean-Antoine Houdon : a) buste, 1771, musée du Louvre; b) buste, vers 1771; c) 1773, Langres; d) buste, 1775, musée du Louvre (Lens). Le 30 avril 1780, la ville de Langres organise un banquet pour l'inauguration d’un des bustes de Diderot par Houdon que le philosophe venait de lui offrir.
Marie-Anne Collot, buste en marbre, 1772, Musée de l'Ermitage.
Jean Huber : Un dîner de philosophes, 1772 ou 1773. Il s’agit d’une scène fictive mais Diderot est reconnaissable, de profil à droite du tableau. Le souper des philosophes, eau-forte sur papier bleu. Scène fictive. Bien que manifestement inspiré par le tableau précédent (Un dîner de philosophe), Diderot n’est pas aussi clairement reconnaissable, à gauche du tableau.
Jean Simon Berthélemy, non daté (XVIIIe siècle, sans doute après 1770), musée Carnavalet (Paris).
Anonyme, XVIIIe siècle, musée Antoine Lécuyer (Saint-Quentin).
Dmitri Levitsky, 1773 ou 1774, durant le séjour de l’écrivain à Saint-Pétersbourg. Huile sur toile, 58 × 48,5 cm, Musée d’Art et d’Histoire de Genève.
Jean-Baptiste Pigalle, buste, bronze, 41 cm (h.) x 34 cm (l.) x 25 cm (p.), 1777, musée du Louvre. Au revers, cette inscription « En 1777. Diderot par Pigalle, son compère, tous deux âgés de 63 ans. »
Gabriel-Jacques de Saint-Aubin, portrait d’après Louis Michel van Loo, connu d’après une gravure anonyme non datée conservée au musée national de la Coopération franco-américaine (Blérancourt).
Jean Honoré Fragonard, portrait désormais rejeté, huile sur toile, vers 1769, musée du Louvre.

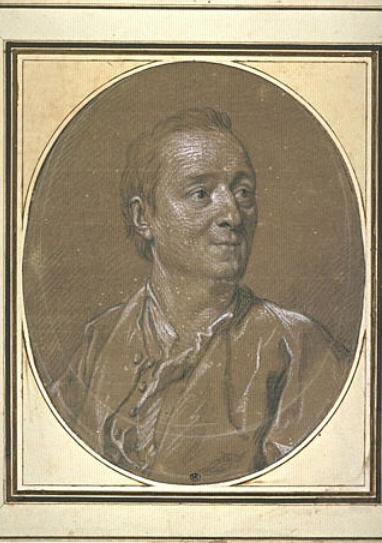
Louis Michel van Loo, dessin.
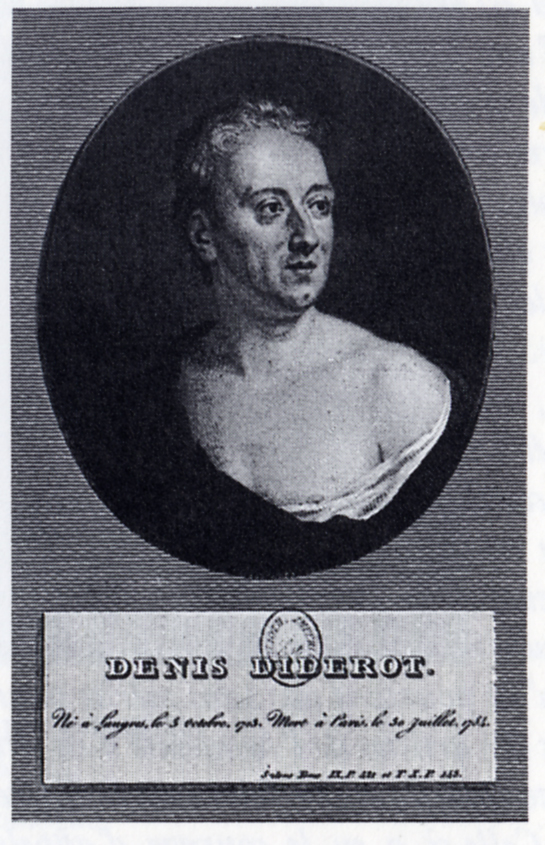
Gravure de Bertonnier d’après Therbusch.
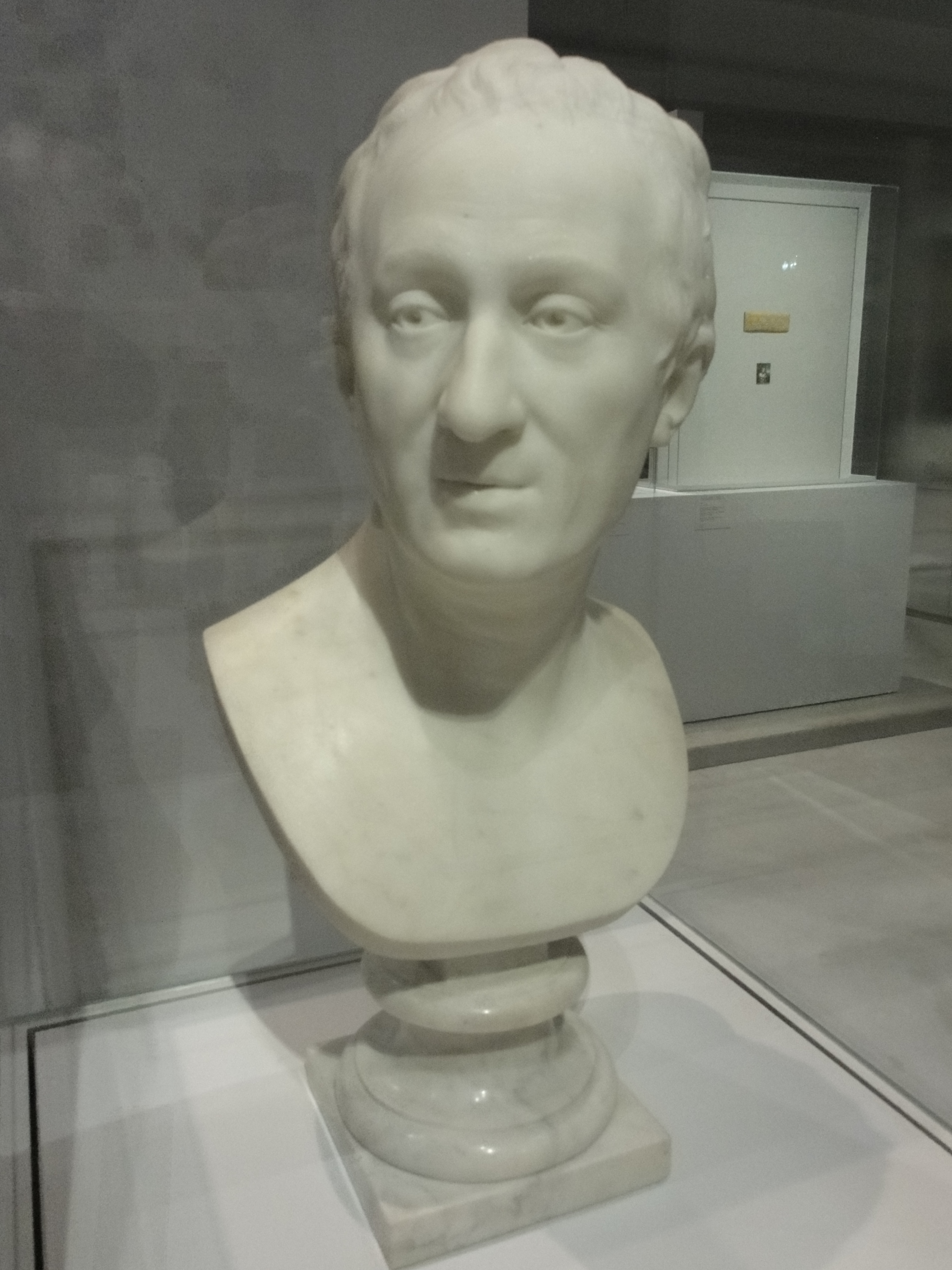
Jean-Antoine Houdon (1775).
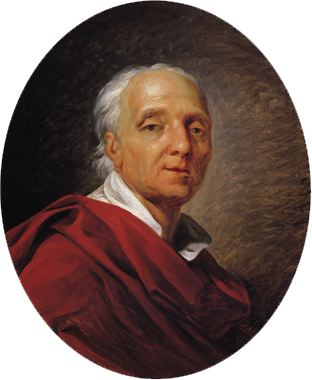
Jean Simon Berthélemy (après 1770).
J.-B. Pigalle (1777).
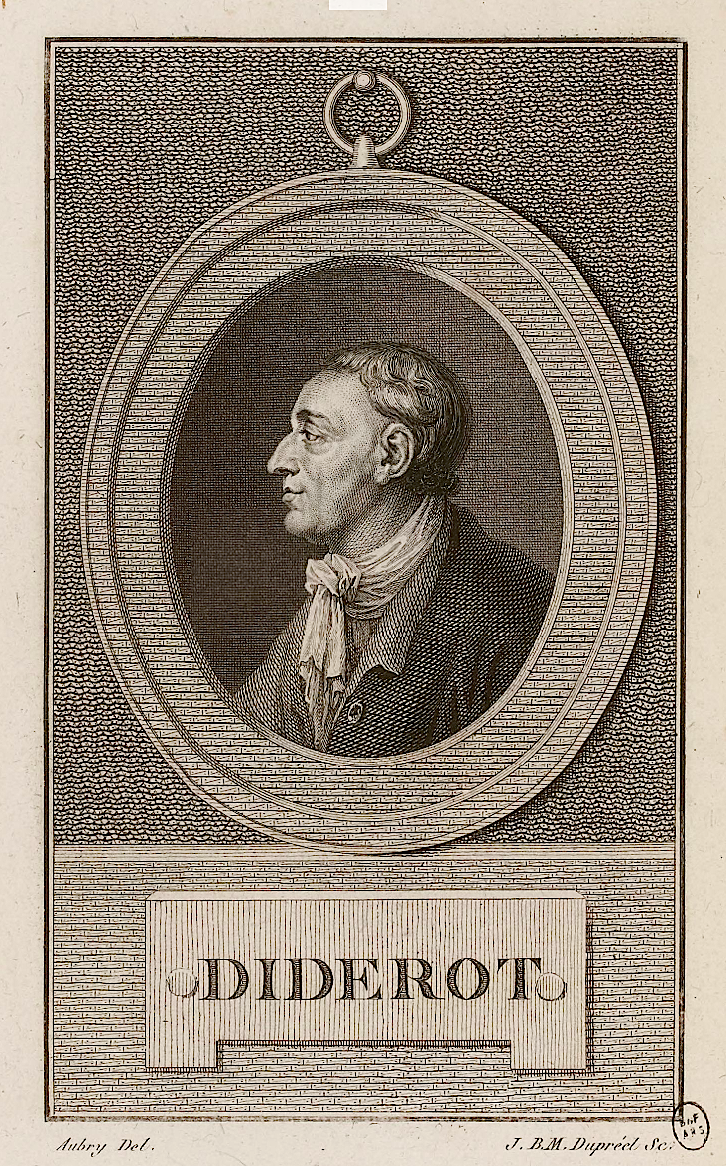
Gravure de Dupréel (1797) d’après Aubry.

## Son entourage
Voir aussi : Personnalité liée à Denis Diderot et L'Académie de Berlin.

### Sa fille
Sa fille, Marie-Angélique (1753-1824) est aimée de son père et lui témoigne une grande admiration. Lors du décès du dramaturge Michel-Jean Sedaine en 1797, elle rédige sur ce dernier une notice biographique très détaillée, publiée dans la Correspondance littéraire. Il existerait (ou aurait existé) un portrait d’elle par Jacques Augustin Catherine Pajou et Louis Léopold Boilly. Claveciniste talentueuse, son père lui rapportera des partitions inédites de Carl Philipp Emanuel Bach, rencontré à Hambourg en revenant de Saint-Pétersbourg. Il lui fera prendre des leçons de musique auprès d’Antoine Bemetzrieder et en tirera un traité composé avec lui, qui lui permet d’exprimer ses théories sur la construction d’une œuvre artistique: Leçons de clavecin et principes d’harmonie, 1771. Pieuse et soucieuse des intérêts financiers de son mari (Abel Caroillon de Vandeul), elle finira par nuire volontairement à la réception de l’œuvre de son père. Il existe une copie manuscrite (inédite) de 160 de ses lettres adressées à son ami Drevon, juge du tribunal à Langres entre 1805 et 1822.

### Amitiés et relations

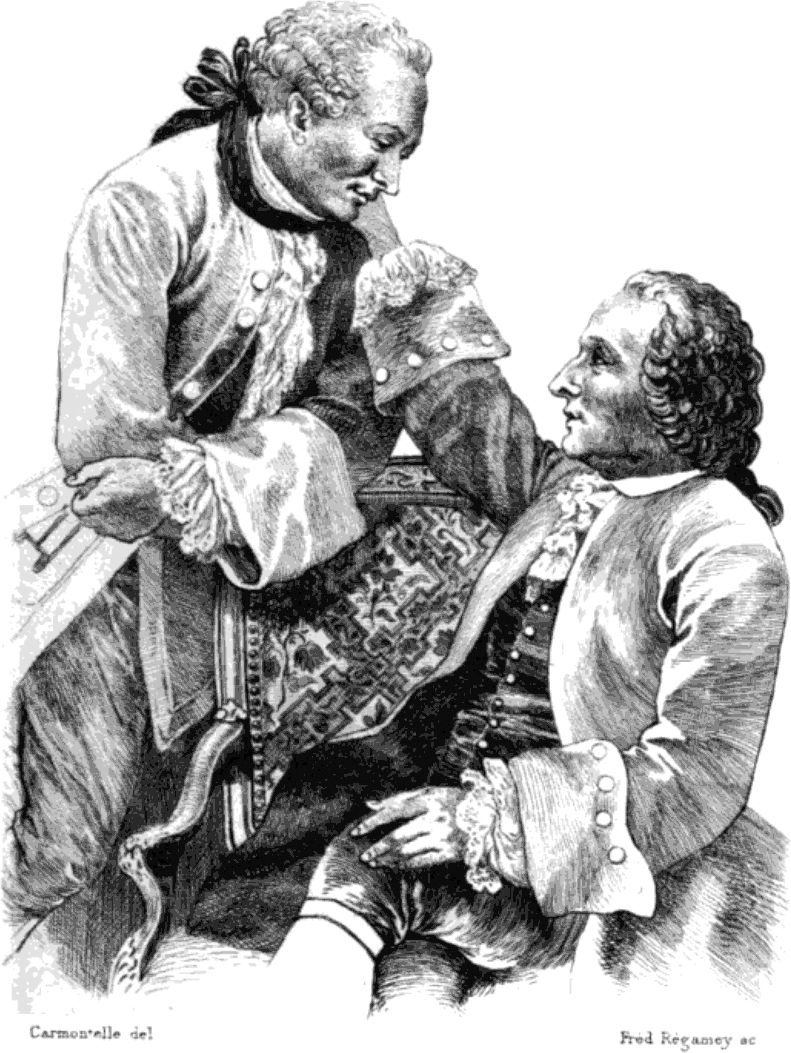
Denis Diderot avec Frédéric Melchior Grimm. Gravure de Frédéric Régamey (1877) d’après Carmontelle.

La réputation de libertin que ses ennemis ont faite à Diderot est nettement exagérée. Après son mariage avec Antoinette, il a entretenu des relations extraconjugales avec Madeleine de Puisieux de 1745 à 1751, Madame de Maux en 1769, et surtout Sophie Volland qui a été son amie intime durant la plus grande partie de sa vie et avec qui il a entretenu une abondante correspondance au cours d'une relation peut-être restée platonique,. Il était également recherché par madame Necker, mère de madame de Staël. Il donne des conseils de jeu dramatique à Marie-Madeleine Jodin, une actrice née en 1741, qui était la fille d’un ami artisan.
Outre les proches, amis et collaborateurs déjà mentionnés, notamment les encyclopédistes, Diderot admirait Voltaire à qui il a adressé le 11 juin 1749 sa Lettre sur les aveugles à l'usage de ceux qui voient et qui a fourni quelques articles à l’Encyclopédie. Diderot lui a également écrit le 19 février 1758, le 28 novembre 1760, le 29 septembre 1762, et en 1766. En dépit d’un respect mutuel, les historiens ne peuvent pas confirmer leur unique rencontre, en 1778. Dans une lettre à Palissot du 4 juin 1760, Voltaire dit : « sans avoir jamais vu M. Diderot (...) j'ai toujours respecté ses profondes connaissances. »
Diderot a entretenu une longue amitié avec Melchior Grimm, rencontré en 1749 et qui partageait sa passion pour la musique et la peinture. Grimm lui servira d’intermédiaire avec Catherine de Russie dans des moments difficiles et a dirigé la Correspondance littéraire, philosophique et critique de 1753 à 1769 avant de partager la direction avec Diderot. Celui-ci se rend souvent au château de la Chevrette à Deuil-la-Barre, propriété de Louise d'Épinay, maîtresse de Grimm et amie de Rousseau. La relation se gâte en 1781 quand Grimm critique vertement la troisième édition de l’ouvrage Histoire des deux Indes, de l’abbé Raynal. Comme Diderot avait apporté une importante contribution à cet ouvrage, il rédige une Lettre apologétique de l'abbé Raynal à monsieur Grimm dans laquelle il fustige son ancien ami dont il condamne « l’âme étroite et rampante ».
Diderot a fréquenté le baron d’Holbach et a séjourné dans son château à Granval (Sucy-en-Brie), où il est régulièrement invité. En 1763, il y rencontre Laurence Sterne, auteur de Tristram Shandy, John Wilkes et David Hume.

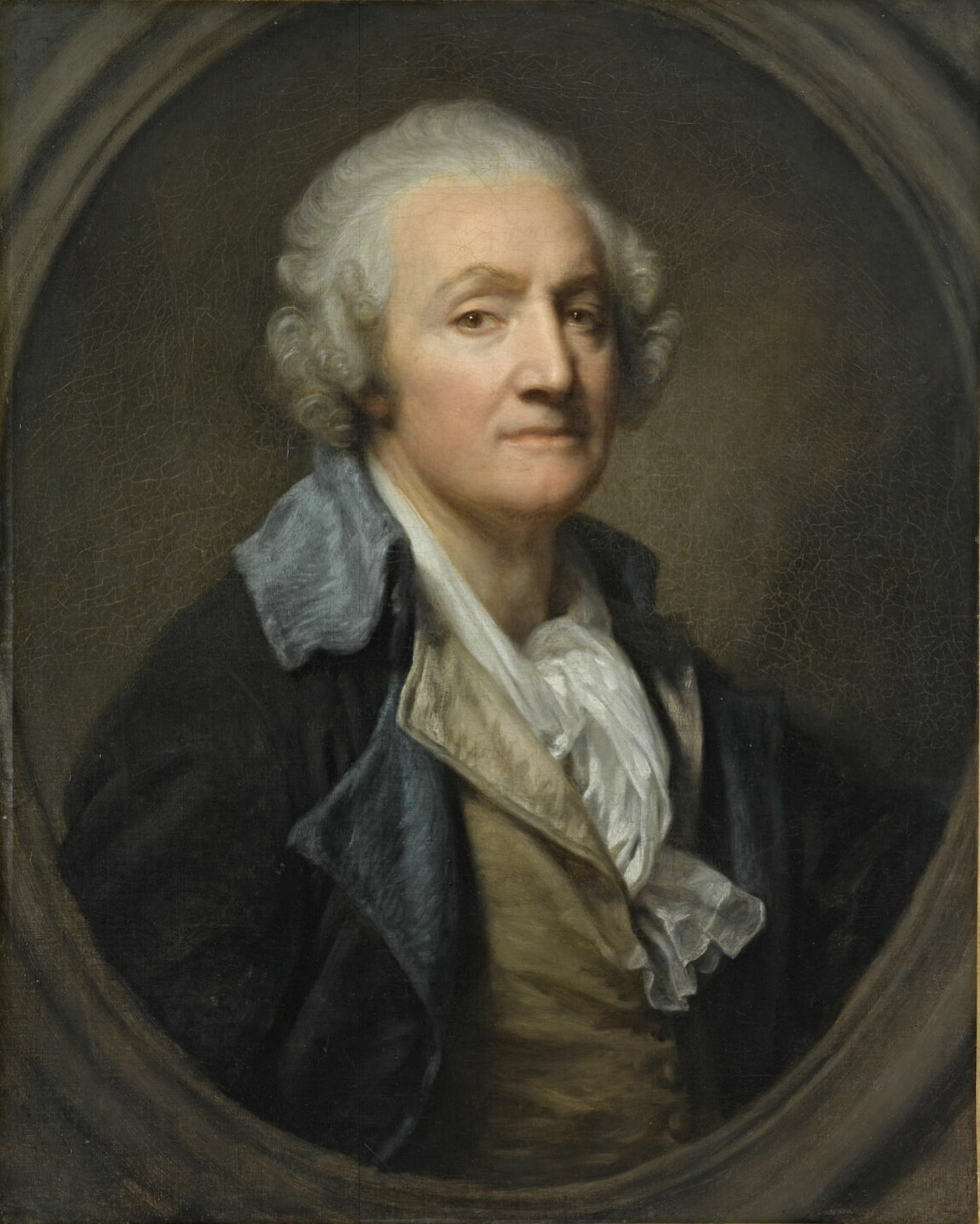
Jean-Baptiste Greuze. Autoportrait (1769).

En 1765, à la suite de la pièce le Philosophe sans le savoir de Michel-Jean Sedaine, il se lie avec le dramaturge. Il est aussi en relation avec François Tronchin dont il remanie la pièce Catilina au point que l’auteur décide d’en changer le titre en Terentia en 1775.
Il a aussi été en relation avec plusieurs peintres et sculpteurs : Étienne Maurice Falconet, Anna Dorothea Therbusch, Charles van Loo, Jean-Honoré Fragonard, Claude Joseph Vernet (qui lui offre son tableau Fin de tempête en 1768) et Allan Ramsay (rencontré en septembre 1765).
Diderot entretint une amitié de quarante ans avec Étienne-Benjamin Belle, décédé, sans union connue ni enfant, le 6 fructidor an III (23 août 1795). Il avait acquis — voire avait fait construire ou surélevé, selon certaines sources — en 1766, une maison face à l’ancien pont de Sèvres (bien marquée sur le plan cadastral), aujourd’hui rue Troyon, no 26, où Diderot séjourna à plusieurs reprises. Ses neveu (Alexandre) et nièce (Marie-Anne Belle, veuve Labanche, manufacturier de Sedan) héritèrent de ses biens et les revendirent rapidement. Étienne-Benjamin était le frère d’un joaillier mort à Paris vers 1777.
Diderot fut par ailleurs lié à Jacques-Henri Meister, Galiani, Damilaville, Guillaume Le Monnier, l’abbé Raynal, André Le Breton, madame Geoffrin (qui lui offre fin 1768 la trop luxueuse robe de chambre qui lui fera regretter l’ancienne), l’orfèvre Étienne-Benjamin Belle (chez qui il fera quelques séjours à Sèvres), David Garrick, Roland Girbal (son copiste), la princesse de Nassau-Sarrebruck, Julie de Lespinasse (amie de d’Alembert, elle s’offusquera d’être un personnage du Rêve de d’Alembert), Suzanne Curchod, Jacques-André Naigeon son éditeur, Jean Jodin et Léger Marie Deschamps (moine bénédictin, auteur d’un Vrai système, rencontré en 1769 et que Diderot critique sévèrement dans la Correspondance littéraire pour ne pas avoir su lire entre les lignes).
Diderot ne semble pas vraiment avoir eu des ennemis personnels, mais plutôt des opposants à l’Encyclopédie et au parti philosophique en général : Charles Palissot de Montenoy, Élie Fréron, Abraham Chaumeix.

## Réception critique et postérité

### De son vivant
La réception de l’œuvre Diderot a une histoire particulière car l’image du philosophe a évolué avec le temps, au gré de la révélation progressive de son œuvre, comme il apparait clairement dans le tableau de synthèse de l’article Œuvres de Denis Diderot.
Diderot, de son vivant, s’est montré prudent afin d’éviter la censure. Après son incarcération de 1749, il ne voulait plus prendre de risque ni en faire courir à sa famille. Il va donc reporter la publication de certains textes, parfois de plusieurs années après les avoir écrits. Par ailleurs, certains textes ne sont parus que dans la Correspondance littéraire de Grimm, la publication purement manuscrite de ce périodique ne permettant pas d’assurer une connaissance de l’œuvre de Diderot dans un large public.

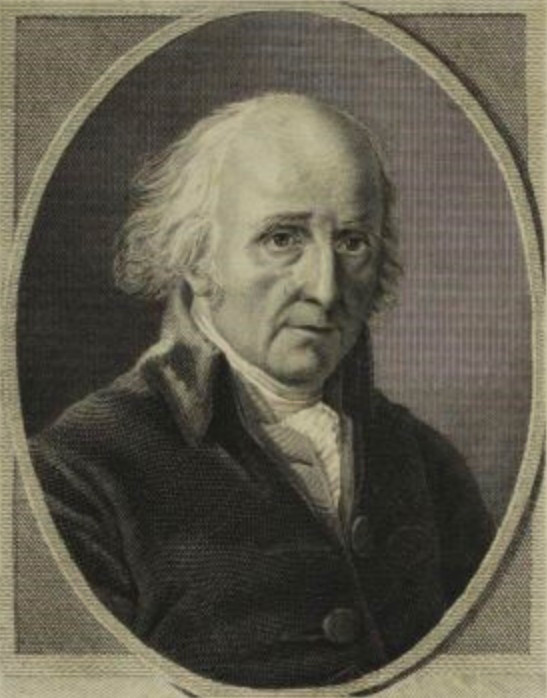
Charles Palissot.

Les amis de Diderot ont fait pression pour qu’il soit nommé à l’Académie française, mais le roi Louis XV s’y serait opposé en répondant « Il a trop d’ennemis. »
Dès 1755, Charles Palissot avait présenté une pièce dans laquelle il ridiculisait les philosophes. En 1757, il publia Petites lettres sur de grands philosophes où il attaquait notamment Le Fils naturel de Diderot. En 1759, il réussit à faire jouer à la Comédie-Française sa pièce Les Philosophes dans laquelle il fait une satire des positions des philosophes en vogue : Rousseau, présenté à quatre pattes et retournant à l’état primitif, Helvétius, Charles Pinot Duclos et Diderot. Ce dernier est attaqué le plus férocement, étant présenté comme le leader de la secte, un plagiaire et un être dénué de morale et de patriotisme. Après un vif succès initial, la pièce tombe dans l’oubli six mois plus tard. Diderot réagira en présentant Palissot sous un jour très défavorable dans Le neveu de Rameau : « Que penser des autres, tels que le Palissot, le Fréron, le Poinsinet, le  Baculard qui ont quelque chose, et dont les bassesses ne peuvent s’excuser par le borborygme d’un estomac qui souffre ? » Encore en 1809, Palissot n’avait pas désarmé de sa haine envers Diderot.

### Révolution française
Durant la Révolution, Diderot tombe en une longue défaveur en raison de son athéisme et de son matérialisme. Robespierre, outre le fait qu’il ne voulait pas heurter les masses dont le sentiment religieux était très fort, estimait que la croyance en une divinité suprême était nécessaire pour garantir la morale publique et qu’elle justifiait la Terreur visant à purifier la société. Diderot et les encyclopédistes furent donc décrétés contrerévolutionnaires, parce que corrompus, immoraux, et contaminés par leur proximité avec les aristocrates; la relation de Diderot avec Catherine de Russie pèse aussi lourdement contre lui.
Après la mort de Robespierre, en fin 1795, le Directoire fait publier le Salon de 1765 qui consiste en un long essai sur la peinture déjà évoqué plus haut et dont le souci moral est jugé parfaitement en accord avec la volonté politique d’une régénération de l’art au service de la Révolution,.
Lorsque le Directoire est secoué par des débats sur la propriété, Babeuf attribue à Diderot un ouvrage intitulé Le code de la nature — qui est en fait du philosophe Étienne-Gabriel Morelly — et s’en réclame pour faire abolir la propriété individuelle. Après l’échec de la Conjuration des Égaux, Babeuf est guillotiné en mai 1797.
Pour sa part, Jean-François de La Harpe mène une attaque en règle contre Diderot dont il dénonce l’influence subversive et en qui il voit « l’inspirateur de toutes les menées révolutionnaires. » Il publie en 1795 un livre dans lequel il impute à Diderot la responsabilité des pires crimes de la Terreur. La mise au jour en 1796 d’un ancien poème de Diderot dans l’ouvrage Abdication d’un roi de la fève ou Les Éleuthéromanes fournit à ses ennemis une preuve supplémentaire de sa responsabilité dans cette période sombre. La parution en 1796 de Jacques le fataliste et de La Religieuse suscite une violente polémique de la part des milieux catholiques à un moment où la droite relevait la tête. Les deux romans sont déclarés obscènes ou indécents. Une fois de plus, « Diderot est rendu responsable de tous les excès de la Révolution. »
Afin de dissiper l’équivoque et de sauver la réputation de son ami, Jacques-André Naigeon fait paraître en 1798 l’édition des Œuvres de Diderot.

### XIXeetXXesiècles

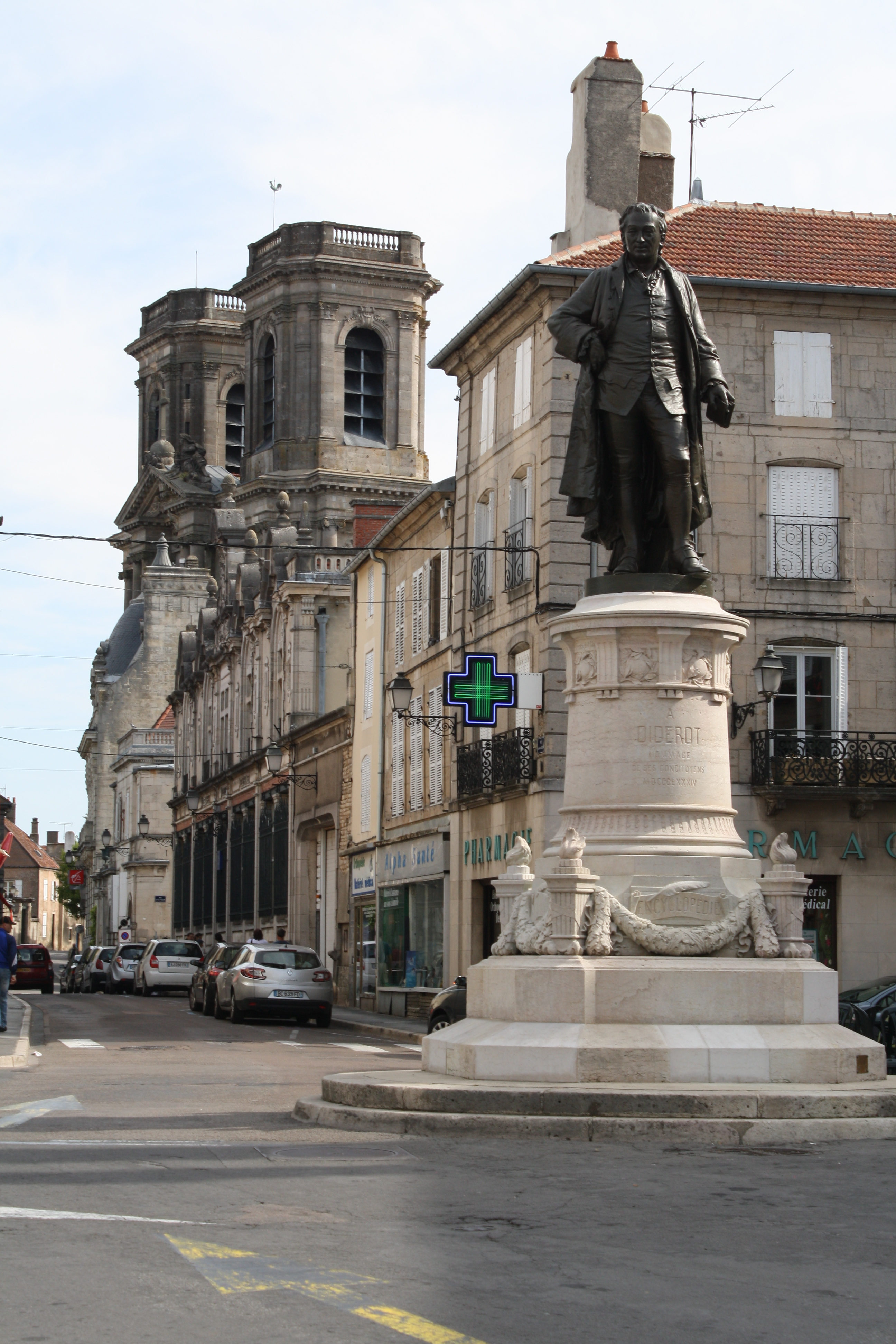
Statue de Diderot à Langres,
par Auguste Bartholdi (1884).

La réputation de Diderot restera sulfureuse durant une bonne partie du XIXe siècle : « Après 1800, le renouveau religieux voit en lui et en Voltaire des figures sataniques obsédées par la destruction du christianisme ». Souvent contestées, les œuvres de Diderot sont interdites à plusieurs reprises. C'est ainsi que, le 31 mai 1826, le Tribunal Correctionnel de la Seine ordonne la destruction du roman Jacques le Fataliste et son maître et condamne l’éditeur à un mois de prison. D'autres œuvres de Diderot connaîtront la censure étatique pour outrage à la morale publique dont La Religieuse (en 1824 et 1826), ou encore Les Bijoux indiscrets (en 1835).
En France, la figure de Diderot a longtemps servi de symbole et de prétexte au conflit entre les factions conservatrices catholiques et les milieux libre-penseurs, un conflit qui se manifeste notamment lors du débat sur l’érection de la statue de Bartholdi en 1884. Même chez des penseurs étrangers à ces luttes partisanes, tel Karl Marx, la pensée de Diderot a souvent été mal comprise et déformée. En revanche Michelet célèbre en Diderot « le vrai Prométhée » et Auguste Comte voit en lui « le plus grand génie du XVIIIe siècle ».

#### En littérature
Le jeune Stendhal s’est mis à lire Diderot dans les articles de l’Encyclopédie de la bibliothèque paternelle. Par la suite, il a découvert la correspondance et les contes. Il appréciait par dessus tout Jacques le Fataliste qu’il jugeait même supérieur à son roman Le Rouge et le Noir.
Balzac a lu Diderot avec attention ainsi que l’atteste notamment « sa manie de l’autocitation, du commentaire ou d’un discours fréquemment méta-romanesque. »
Dans Diderot à Saint-Pétersbourg (1873), Leopold von Sacher-Masoch imagine le Philosophe en amant humilié par une impératrice cruelle. Serge Rezvani revient sur cet épisode dans la pièce La mante polaire (1977) qui représente Catherine exerçant un pouvoir absolu et rabrouant Diderot qui intervenait en faveur de Pougatchev l’illuminé.
- René Crevel publie Le Clavecin de Diderot aux Éditions surréalistes en 1932.
- Louis Aragon fait du Philosophe un militant marxiste dans Le Neveu de Monsieur Duval (1953)[302].
- Dans Le Neveu de Lacan (2003), Jacques-Alain Miller le présente comme anti-militant et anti-marxiste, maniant pastiches et calembours[302].
- Milan Kundera écrit une pièce intitulée Jacques et son maître, hommage à Denis Diderot en trois actes, Gallimard (1981). Elle est créée à Paris au Théâtre des Mathurins le 29 septembre 1981, dans une mise en scène de Georges Werler[303].
- Eric-Emmanuel Schmitt, qui a consacré une thèse au philosophe, le montre aux prises avec ses contradictions dans Le Libertin (1997)[304].

#### Au cinéma
En 1922, Fritz Wendhausen réalise Les Intrigues de madame de La Pommeraye (Die Intrigen der Madame de La Pommeraye), un film muet d’abord sorti en Allemagne.
Robert Bresson adapte lui aussi l’épisode de Mme de La Pommeraye, tiré de Jacques le fataliste, dans Les Dames du bois de Boulogne (1945) pour en faire « un exemple de pardon et de rédemption. »
En 1966, le film de Jacques Rivette intitulé Suzanne Simonin, la Religieuse de Diderot est d’abord interdit par la censure, ce qui provoque un véritable tollé et embarrasse André Malraux, ministre de la culture, que Jean-Luc Godard interpelle dans une lettre ouverte dans Le Monde. La décision du gouvernement est portée devant les tribunaux et, en 1967, le film est autorisé pour les spectateurs de plus de 18 ans.
En 1974, le cinéaste canadien Michael Snow réalise 'Rameau's Nephew' by Diderot (Thanx to Dennis Young) by Wilma Schoen, un film expérimental de plus de quatre heures dans lequel un musicien raté « entreprend de traduire en langage, verbal ou corporel, toute la richesse de la musique. »
Dans le film de Jean-Paul Fargier, Sollers joue Diderot (1984), Philippe Sollers incarne le Philosophe en train de se promener au Palais-Royal, en costume du XVIIIe siècle et en galante compagnie : « le temps d’un film, il mêle ses mots à ceux du Philosophe. »
En 2000, Le Libertin de Gabriel Aghion représente Diderot en plein libertinage au château de son ami d’Holbach. Un film qu’on peut « laisser de côté » au jugement de Michel Delon.
Dans Le Fataliste (2005), João Botelho transpose les deux voyageurs dans une voiture et respecte une narration désordonnée tout en donnant la place principale à l’histoire de Mme de La Pommeraye.
En 2005, dans Mystification ou l’Histoire des portraits, Sandrine Rinaldi se base sur le conte du même titre datant de 1768 dans lequel un prince russe — devenu orthophoniste dans le film — veut récupérer, à la veille de son mariage, le portrait et les lettres adressées à sa maîtresse.
En 2013, Guillaume Nicloux refait La Religieuse en lui donnant de la couleur et une fin heureuse.
En 2018, Emmanuel Mouret réalise Mademoiselle de Joncquières, nouvelle adaptation de l’histoire de Madame de La Pommeraye.

#### Espace public
À l’occasion du tricentenaire de la naissance de Diderot en 2013, sa ville natale, Langres, inaugure la Maison des Lumières Denis Diderot, seul et unique musée consacré à l’encyclopédiste, bien que ce dernier ne soit revenu que quatre fois à Langres après s’être installé à Paris, en raison notamment des relations conflictuelles avec son frère.
Plusieurs statues ont été érigées en son honneur :
- Statue par Léon Lecointe, acquise par la ville de Paris en 1884 et installée au square d'Anvers en 1886[309].
- Statue par Jean Gautherin, installée à Paris, boulevard Saint-Germain, no 145 en 1886.
- Alphonse Camille Terroir, monument À Diderot et aux Encyclopédistes, installé à Paris au Panthéon en 1913.

L'université Paris-Diderot, anciennement Paris 7, est nommée en son honneur. Nombre de lycées portent aussi son nom : Bavilliers, Carvin, Langres, Lille, Lyon, Marseille, Paris...

## Éditions des œuvres
Les manuscrits de Diderot ayant été transférés à Saint-Pétersbourg en juin 1786, conformément à l’accord de 1765, cet éloignement n’a pas favorisé la publication des textes. De plus, sur place, les documents n’ont pas été traités avec le soin accordé à ceux de Voltaire, transférés dans des circonstances similaires. Ils n’ont pas été catalogués et se sont éparpillés. Certains ne sont réapparus qu’au XXe siècle. De son côté, la propre fille de Diderot, catholique et conservatrice, a sans doute, malgré l’admiration qu’elle vouait à son père, cherché à orienter la publication de ses œuvres, « corrigeant » si nécessaire les textes qui ne respectaient pas assez ses valeurs, la bienséance ou les intérêts commerciaux de son mari. Un exemple concret est le grattage systématique des noms de personnes dans les manuscrits de Ceci n'est pas un conte. Dans d’autres textes, certains noms seront remplacés ou ramenés à leur initiale.
Heureusement, Diderot avait fait copier ses manuscrits en trois collections : une pour Catherine II, une pour sa fille Angélique et une pour son ami Naigeon. Ce dernier en fera l’édition dès que le climat politique paraîtra favorable. Une vision plus complète de ses écrits se met progressivement en place au cours du XIXe siècle. La découverte du fonds Vandeul par Herbert Dieckmann, en 1948, met au jour des inédits qui apportent un éclairage nouveau et beaucoup plus complet sur la figure de Diderot.
- 1798, Œuvres de Denis Diderot, en 15 volumes par Naigeon, chez Desrays et Déterville. Réédition en 1800[313].
- 1818-1819, Édition Belin en six vol.[314]
- 1821-1823, Édition Brière en 22 vol., qui contient notamment Le Neveu de Rameau[315]
- 1830-1831,  Mémoires, correspondance et ouvrages inédits de Diderot, publiés d’après les manuscrits confiés en mourant par l’auteur à Grimm, par Édition Paulin en quatre volumes[316].
- 1875-1877, Œuvres complètes en 20 vol., par Assézat et Maurice Tourneux, chez Garnier, considérée comme l’édition de référence jusqu’en 1950[317].
- 1948, Herbert Dieckmann découvre le fonds Vandeul dans le château du baron Le Vavasseur à Fécamp. Finalement déposé à la Bibliothèque nationale, le fonds a donné lieu, à partir de 2003[318], à une nouvelle édition dans un ordre à la fois chronologique et thématique chez Hermann : Œuvres complètes en 33 vol., édition de référence nommée DPV selon les initiales de ses trois protagonistes : Herbert Diekmann, Jacques Proust et Jean Varloot[319].
- 1955-1970, Correspondance en 16 vol., par Georges Roth et Jean Varloot.
- 1969-1973, Œuvres complètes, éd. chronologique par R. Lewinter, Paris, Club français du livre, 15 vol.
- 1994-1997, Œuvres en cinq vol., par Laurent Versini chez Robert Laffont, collection Bouquins[320].
- 2004-2013, trois vol., sous la direction de Michel Delon en collection Pléiade, Gallimard[321].